# Lista de géneros de rosídeas
Nesta página estão listadas as ordens, famílias e géneros de rosídeas segundo o sistema de classificação do Angiosperm Phylogeny Website.

## Angiospérmicas eudicotiledóneas rosídeas
- Eudicotyledoneae
  - Rosidae (seria colocada na categoria de classe)
    - Rosídeas basais não colocadas numa ordem
      - Picramniaceae
        - Alvaradoa
        - Picramnia

### Crossosomatales
- Eudicotyledoneae (seria colocada na categoria de classe)
  - Rosidae (seria colocada na categoria de classe)
    - Crossosomatales
      - Staphyleaceae
        - Euscaphis Siebold & Zucc.
        - Staphylea L.
        - Turpinia Vent.

      - Guamatelaceae
        - Guamatela
          - Guamatela tuerckheimii Donn.Sm.

      - Stachyuraceae
        - Stachyurus Siebold & Zucc.

      - Crossosomataceae
        - Apacheria C.T.Mason
        - Crossosoma Nutt.
        - Forsellesia Greene (SUS) = Glossopetalon A.Gray
        - Glossopetalon A.Gray

      - Aphloiaceae
        - Aphloia
          - Aphloia theiformis

      - Geissolomataceae
        - Geissoloma Lindl. ex Kunth
          - Geissoloma marginatum

      - Ixerbaceae
        - Ixerba
          - Ixerba brexioides

      - Strasburgeriaceae
        - Strasburgeria Baill.
          - Strasburgeria calliantha Baill.

### Geraniales
- Eudicotyledoneae (seria colocada na categoria de classe)
  - Rosidae (seria colocada na categoria de subclasse)
    - Geraniales
      - Geraniaceae
        - Erodium L'Hér. ex Aiton
        - Geraniopsis Chrtek = Geranium L.
        - Geranium L.
        - Hypseocharis Remy
        - Ledocarpon Desf. = Balbisia Cav.
        - Monsonia L.
        - Neurophyllodes (A.Gray) O.Deg. = Geranium L.
        - Pelargonium L'Hér. ex Aiton
        - Rhynchotheca Ruiz & Pav.
        - Sarcocaulon (DC.) Sweet

      - Melianthaceae
        - Bersama
        - Francoa
        - Greyia
        - Melianthus

      - Francoaceae
        - Francoa
        - Tetilla

      - Vivianiaceae
        - Viviania

      - Ledocarpaceae
        - Balbisia
        - Rhyncotheca
        - Wendtia Ledeb.

### Myrtales
- Eudicotyledoneae (seria colocada na categoria de classe)
  - Rosidae (seria colocada na categoria de subclasse)
    - Myrtales
      - Combretaceae
        - Aetia Adans. = Combretum Loefl.
        - Anogeissus (DC.) Wall.
        - Aristotelia Comm. ex Lam. (SUH) = Terminalia L.
        - Badamia Gaertn. = Terminalia L.
        - Bruguiera Thouars (SUH) = Lumnitzera Willd.
        - Bucera P.Browne = Bucida L.
        - Buchenavia Eichler
        - Bucida L.
        - Bureava Baill. = Combretum Loefl.
        - Cacoucia Aubl. = Combretum Loefl.
        - Calopyxis Tul.
        - Calycopteris Lam. = Getonia Roxb.
        - Campylochiton Welw. ex Hiern = Combretum Loefl.
        - Campylogyne Welw. ex Hemsl. = Quisqualis L.
        - Catappa Gaertn. = Terminalia L.
        - Chicharronia A.Rich. = Terminalia L.
        - Chrysostachys Pohl = Combretum Loefl.
        - Chuncoa Pav. ex Juss. = Terminalia L.
        - Combretum Loefl.
        - Conocarpus L.
        - Cristaria Sonn. (SUH) = Combretum Loefl.
        - Dansiea Byrnes
        - Embryogonia Blume = Combretum Loefl.
        - Fatrea Juss. = Terminalia L.
        - Finetia Gagnep. (SUS) = Anogeissus (DC.) Wall.
        - Forsgardia Vell. = Combretum Loefl.
        - Funckia Dennst. = Lumnitzera Willd.
        - Getonia Roxb.
        - Gimbernatea Ruiz & Pav. = Terminalia L.
        - Gonocarpus Ham. (SUH) = Combretum Loefl.
        - Grislea L. = Combretum Loefl.
        - Guiera Adans. ex Juss.
        - Hambergera Scop. = Combretum Loefl.
        - Hudsonia A.Rob. ex Lunan (SUH) = Terminalia L.
        - Kleinia Crantz (SUH) = Quisqualis L.
        - Kniphofia Scop. (SUH) = Terminalia L.
        - Laguncularia C.F.Gaertn.
        - Lumnitzera Willd.
        - Macropteranthes F.Muell.
        - Meiostemon Exell & Stace
        - Myrobalanifera Houtt. = Terminalia L.
        - Myrobalanus Gaertn. = Terminalia L.
        - Pamea Aubl. = Buchenavia Eichler
        - Pentaptera Roxb. = Terminalia L.
        - Physopodium Desv. = Combretum Loefl.
        - Poivrea Comm. ex DC. = Combretum Loefl.
        - Pokornya Montrouz. = Lumnitzera Willd.
        - Problastes Reinw. = Lumnitzera Willd.
        - Pteleopsis Engl.
        - Pyrrhanthus Jack = Lumnitzera Willd.
        - Quisqualis L.
        - Ramatuela Kunth
        - Ramatuella Kunth (SUO) = Ramatuela Kunth
        - Resinaria Comm. ex Lam. = Terminalia L.
        - Rudbeckia Adans. (SUH) = Conocarpus L.
        - Schousboea Willd. = Combretum Loefl.
        - Seguiera Rchb. ex Oliv. = Combretum Loefl.
        - Sheadendron G.Bertol. = Combretum Loefl.
        - Sphalanthus Jack = Quisqualis L.
        - Strephonema Hook.f.
        - Tanibouca Aubl. = Terminalia L.
        - Terminalia L.
        - Terminaliopsis Danguy
        - Thiloa Eichler
        - Udani Adans. = Quisqualis L.
        - Vicentia Allemao = Terminalia L.

      - Onagraceae
        - Adenola Raf. = Ludwigia L.
        - Agaosizia Spach = Cammissoniopsis W.L.Wagner & Hoch
        - Anogra Spach = Oenothera L.
        - Antogoeringia Spach = Oenothera L.
        - Baumannia Spach = Oenothera L.
        - Blennoderma Spach = Oenothera L.
        - Boisduvalia Spach = Epilobium L.
        - Brebissonia Spach = Fuchsia L.
        - Brunyera Bubani = Oenothera L.
        - Burragea Donn.Sm. & Rose = Gongylocarpus Schltdl. & Cham.
        - Calylophis Spach = Calylophus Spach
        - Calylophus Spach = Oenothera L.
        - Camissonia Link
        - Cammissoniopsis W.L.Wagner & Hoch
        - Carlostephania Bubani = Circaea L.
        - Chamerion (Raf.) Raf.
        - Chamaenarion Adans. = Epilobium L.
        - Chamaenarion Ség. = Epilobium L.
        - Chylismia (Torr. & A. Gray) Raimann
        - Chylismiella (Munz) W. L. Wagner & Hoch
        - Circaea L.
        - Clarckia Pursh = Clarkia Pursh
        - Clarkia Pursh
        - Cordylophorum Rydb. = Epilobium L.
        - Corynostigma C.Presl = Ludwigia L.
        - Cratericarpium Spach = Epilobium L.
        - Crossostigma Spach = Epilobium L.
        - Cubospermum Lour. = Ludwigia L.
        - Danthia Steud. (orth. var. seq.) = Ludwigia L.
        - Dantia Boehm. = Ludwigia L.
        - Dictyopetalum Baill. = Epilobium L.
        - Diplandra Hook. & Arn. = Lopezia Cav.
        - Diplandra Raf. = Ludwigia L.
        - Dorvalia Hoffmanns. = Fuchsia L.
        - Ellobium Lilja = Fuchsia L.
        - Encliandra Zucc. = Fuchsia L.
        - Epilobium L.
        - Eremothera W.L.Wagner & Hoch
        - Eucharidium Fisch. & C.A.Mey. = Clarkia Pursh
        - Eulobus Torr. & A.Gray
        - Fissendocarpa (Haines) Bennet = Ludwigia L.
        - Fuchsia L.
        - Galpinsia Britton = Oenothera L.
        - Gaura L. = Oenothera L.
        - Gaurella Small = Oenothera L.
        - Gauridium Spach = Oenothera L.
        - Gauropsis (Torr. & Frém.) Cockerell = Oenothera L.
        - Gauropsis C.Presl = Clarkia Pursh
        - Gayophytum A.Juss.
        - Godetia Spach = Clarkia Pursh
        - Gongylocarpus Schltdl. & Cham.
        - Hartmannia Spach = Oenothera L.
        - Hauya DC.
        - Hemifuchsia Herrera = Fuchsia L.
        - Heterogaura Rothr. = Oenothera L.
        - Holostigma Spach = Cammissoniopsis W. L. Wagner & Hoch
        - Holmgrenia W.L.Wagner & Hoch
        - Isnardia L. = Ludwigia L.
        - Jehlia Rose = Lopezia Cav.
        - Jussiaea L. = Ludwigia L.
        - Kierschlegeria Spach = Fuchsia L.
        - Kirschlegera Rchb. = Fuchsia L.
        - Kneiffia Spach = Oenothera L.
        - Lavauxia Spach = Oenothera L.
        - Lopezia Cav.
        - Ludwigia L.
        - Ludwigiantha (Torr. & A.Gray) Small = Ludwigia L.
        - Lyciopsis Spach = Fuchsia L.
        - Megacorax S.González & W.L.Wagner
        - Megapterium Spach = Oenothera L.
        - Meriolix Endl. = Oenothera L.
        - Myrinia Lilja = Fuchsia L.
        - Nahusia Schneev. = Fuchsia L.
        - Nemotopyxis Miq. = Ludwigia L.
        - Ocimastrum Rupr. = Circaea L.
        - Oenothera L.
        - Oenotheridium Reiche = Clarkia Pursh
        - Onagra Mill. = Oenothera L.
        - Onosuris Raf. = Oenothera L.
        - Onosurus G.Don = Oenothera L.
        - Oocarpon Micheli = Ludwigia L.
        - Opsianthes Lilja = Clarkia Pursh
        - Pachylophus Spach = Oenothera L.
        - Pachylophis Rchb. orth. var. seq. = Oenothera L.
        - Pelozia Rose = Lopezia Cav.
        - Peniophyllum Pennell = Oenothera L.
        - Phaestoma Spach = Clarkia Pursh
        - Pisaura Bonato = Lopezia Cav.
        - Pleurandra Raf. = Oenothera L.
        - Pleurostemon Raf. = Oenothera L.
        - Prieuria DC. = Ludwigia L.
        - Pseudolopezia Rose = Lopezia Cav.
        - Pseudo-oenothera Rupr. = Oenothera L.
        - Pyrogennema Lunell = Epilobium L.
        - Quadricosta Dulac = Ludwigia L.
        - Quelusia Vand. = Fuchsia L.
        - Quiliusa Hook.f. = Fuchsia L.
        - Raimannia Rose = Oenothera L.
        - Regmus Dulac = Circaea L.
        - Riesenbachia C.Presl = Lopezia Cav.
        - Salpingia (Torr. & A.Gray) Raimann = Oenothera L.
        - Schizocarya Spach = Gaura L.
        - Schufia Spach = Fuchsia L.
        - Semeiandra Hook. & Arn. = Lopezia Cav.
        - Skinnera J.R.Forst. & G.Forst. = Fuchsia L.
        - Spachia Lilja = Fuchsia L.
        - Sphaerostigma (Ser.) Fisch. & C.A.Mey. = Camissonia Link
        - Stenosiphon Spach = Oenothera L.
        - Taraxia (Torr. & A.Gray) Raimann
        - Tetrapteron (Munz) W.L.Wagner & Hoch
        - Thilcum Molina = Fuchsia L.
        - Tilco Adans. = Fuchsia L.
        - Tiphogeton Ehrh. = Ludwigia L.
        - Usoricum Lunell = Oenothera L.
        - Xylonagra Donn.Sm. & Rose
        - Xylopleurum Spach = Oenothera L.
        - Zauschneria C.Presl = Epilobium L.

      - Lythraceae
        - Adenaria Kunth
        - Amannia Blume = Ammannia L.
        - Ammanella Miq. = Ammannia L.
        - Ammannia L.
        - Antherylium Rohr = Ginoria Jacq.
        - Calyplectus Ruiz & Pav. = Lafoensia Vand.
        - Capuronia Lourteig
        - Cornelia Ard. = Ammannia L.
        - Crena Scop. = Crenea Aubl.
        - Crenaea Schreb. = Crenea Aubl.
        - Crenea Aubl.
        - Cuphaea Moench (SUO) = Cuphea P.Browne
        - Cuphea P.Browne
        - Decodon J.F.Gmel.
        - Didiplis Raf. = Lythrum L.
        - Diplodon Spreng. = Diplusodon Pohl
        - Diplousodon Meisn. (SUO) = Diplusodon Pohl
        - Diplusodon Pohl
        - Dodecas L.f. = Crenea Aubl.
        - Duabanga Buch.-Ham.
        - Friedlandia Cham. & Schltdl. = Diplusodon Pohl
        - Galpinia N.E.Br.
        - Ginora L. = Ginoria Jacq.
        - Ginoria Jacq.
        - Grislea Loefl. (SUI) = Pehria Sprague
        - Haitia Urb.
        - Heimia Link
        - Hionanthera A.Fern. & Diniz
        - Hoshiarpuria Hajra, P.Daniel & Philcox = Rotala L.
        - Hydrolythrum Hook.f. = Rotala L.
        - Koehneria S.A.Graham, Tobe & Baas
        - Lafoensia Vand.
        - Lagerstroemia L.
        - Lawsonia L.
        - Lourtella S.A.Graham, Baas & Tobe
        - Lythrum L.
        - Melanium P.Browne = Cuphea P.Browne
        - Melvilla A.Anderson = Cuphea P.Browne
        - Nesaea Kunth
        - Orias Dode = Lagerstroemia L.
        - Parsonsia P.Browne (SUH) = Cuphea P.Browne
        - Pehria Sprague
        - Pemphis J.R.Forst. & G.Forst.
        - Peplis L. = Lythrum L.
        - Physocalymma Pohl
        - Physocalymna DC. (SUO) = Physocalymma Pohl
        - Pleurophora D.Don
        - Ptychodon Klotzsch ex Rchb. = Lafoensia Vand.
        - Punica L.
        - Quartinia Endl. = Rotala L.
        - Rhyacophila Hochst. = Rotala L.
        - Rotala L.
        - Rotantha Baker = Lawsonia L.
        - Salicaria Adans. = Lythrum L.
        - Socotria Levin
        - Sonneratia L.f.
        - Tetrataxis Hook.f.
        - Trapa L.
        - Woodfordia Salisb.

      - Vochysiaceae
        - Agardhia Spreng. (SUH) = Qualea Aubl.
        - Amphilochia Mart. = Qualea Aubl.
        - Callisthene Mart.
        - Cucullaria Schreb. (SUS) = Vochysia Aubl.
        - Debraea Roem. & Schult. (SUS) = Erisma Rudge
        - Ditmaria Spreng. (SUH) = Erisma Rudge
        - Erisma Rudge
        - Erismadelphus Mildbr.
        - Qualea Aubl.
        - Ruizterania Marc.-Berti
        - Salmonia Scop. = Vochysia Aubl.
        - Salvertia A.St.-Hil.
        - Schuechia Endl. = Qualea Aubl.
        - Strukeria Vell. = Vochysia Aubl.
        - Vochy Aubl. = Vochysia Aubl.
        - Vochysia Aubl.

      - Myrtaceae
        - Heteropyxideae Engler & Gilg (tribo monogenérica)
        - Psiloxylum
        - Abbevillea O.Berg = Campomanesia Ruiz & Pav.
        - Acca O.Berg
        - Accara Landrum
        - Acicalyptus A.Gray = Cleistocalyx Blume
        - Acmena DC.
        - Acmenosperma Kausel
        - Acrandra O.Berg = Campomanesia Ruiz & Pav.
        - Acreugenia Kausel = Myrcianthes O.Berg
        - Actinodium Schauer
        - Agalmanthus (Endl.) Hombr. & Jacquinot = Metrosideros Banks ex Gaertn.
        - Agonis (DC.) Sweet
        - Aguava Raf. = Myrcia DC. ex Guill.
        - Allostis Raf. = Baeckea L.
        - Allosyncarpia S.T.Blake
        - Amomis O.Berg = Pimenta Lindl.
        - Amomyrtella Kausel
        - Amomyrtus (Burret) D.Legrand & Kausel
        - Amyrsia Raf. = Myrteola O.Berg
        - Anamomis Griseb. = Myrcianthes O.Berg
        - Angasomyrtus Trudgen & Keighery
        - Angophora Cav.
        - Aphanomyrtus Miq. = Syzygium Gaertn.
        - Archirhodomyrtus (Nied.) Burret
        - Arillastrum Pancher ex Baill.
        - Aromadendron Andrews ex Steud. (SUI) = Eucalyptus L'Hér.
        - Aspidogenia Burret = Myrcianthes O.Berg
        - Astartea DC.
        - Asteromyrtus Schauer
        - Astraea Schauer (SUH) = Thryptomene Endl.
        - Aulomyrcia O.Berg = Myrcia DC. ex Guill.
        - Austromyrtus (Nied.) Burret
        - Auticoryne Turcz. = Baeckea L.
        - Babingtonia Lindl. = Baeckea L.
        - Backhousia Hook. & Harv.
        - Baeckea L.
        - Balaustion Hook.
        - Ballardia Montrouz. = Carpolepis (J.W.Dawson) J.W.Dawson
        - Barongia Peter G.Wilson & B.Hyland
        - Basisperma C.T.White
        - Baudinia Lesch. ex DC. = Calothamnus Labill.
        - Beaufortia R.Br.
        - Billotia R.Br. ex G.Don = Agonis (DC.) Sweet
        - Billottia Colla = Calothamnus Labill.
        - Blepharocalyx O.Berg
        - Bostrychode Miq. ex O.Berg = Syzygium Gaertn.
        - Britoa O.Berg = Campomanesia Ruiz & Pav.
        - Bucheria Heynh. = Thryptomene Endl.
        - Burcardia Neck. ex Raf. = Campomanesia Ruiz & Pav.
        - Cajuputi Adans. = Melaleuca L.
        - Callistemon R.Br.
        - Calothamnus Labill.
        - Calycampe O.Berg = Myrcia DC. ex Guill.
        - Calycolpus O.Berg
        - Calycorectes O.Berg
        - Calycothrix Meisn. = Calytrix Labill.
        - Calyptranthes Sw.
        - Calyptranthus Blume = Syzygium Gaertn.
        - Calyptrogenia Burret
        - Calyptromyrcia O.Berg = Myrcia DC. ex Guill.
        - Calyptropsidium O.Berg = Psidium L.
        - Calythrix Labill. = Calytrix Labill.
        - Calythropsis C.A.Gardner
        - Calytrix Labill.
        - Camphoromyrtus Schauer = Baeckea L.
        - Campomanesia Ruiz & Pav.
        - Carpolepis (J.W.Dawson) J.W.Dawson
        - Caryophyllus L. = Syzygium Gaertn.
        - Catinga Aubl. = Calycorectes O.Berg
        - Cerocarpus Colebr. ex Hassk. = Syzygium Gaertn.
        - Cerqueiria O.Berg = Gomidesia O.Berg
        - Chamelaucium Desf.
        - Chamguava Landrum
        - Cheynia J.Drumm. ex Harv. = Balaustion Hook.
        - Chloromyrtus Pierre = Eugenia L.
        - Choricarpia Domin
        - Chrysorhoe Lindl. = Verticordia DC.
        - Chytraculia P.Browne = Calyptranthes Sw.
        - Chytralia Adans. = Calyptranthes Sw.
        - Clavimyrtus Blume = Syzygium Gaertn.
        - Cleistocalyx Blume
        - Cloezia Brongn. & Gris
        - Cluacena Raf. = Myrteola O.Berg
        - Conothamnus Lindl.
        - Corynanthera J.W.Green
        - Corynemyrtus (Kiaersk.) Mattos = Myrtus L.
        - Cryptorhiza Urb. = Pimenta Lindl.
        - Cryptostemon F.Muell. ex Miq. = Darwinia Rudge
        - Cumetea Raf. = Myrcia DC. ex Guill.
        - Cupheanthus Seem.
        - Cyathostemon Turcz. = Baeckea L.
        - Cynomyrtus Scriv. = Rhodomyrtus (DC.) Rchb.
        - Darwinia Rudge
        - Decalophium Turcz. = Chamelaucium Desf.
        - Decaspermum J.R.Forst. & G.Forst.
        - Draparnaudia Montrouz. = Xanthostemon F.Muell.
        - Drosodendron Roem. = Baeckea L.
        - Emurtia Raf. = Eugenia L.
        - Endesmia R.Br. = Eucalyptus L'Her.
        - Enosanthes A.Cunn. ex Schauer (SUI) = Homoranthus A.Cunn. ex Schauer
        - Episyzygium Suess. & A.Ludw. = Eugenia L.
        - Epleienda Raf. = Eugenia L.
        - Eplejenda Post & Kuntze = Eugenia L.
        - Eremaea Lindl.
        - Eremaeopsis Kuntze = Eremaea Lindl.
        - Eremopyxis Baill. = Baeckea L.
        - Ericomyrtus Turcz. = Baeckea L.
        - Eucalypton St.-Lag. = Eucalyptus L'Hér.
        - Eucalyptopsis C.T.White
        - Eucalyptus L'Hér.
        - Eugenia L.
        - Eugeniopsis O.Berg = Marlierea Cambess.
        - Euryomyrtus Schauer = Baeckea L.
        - Evanesca Raf. = Pimenta Lindl.
        - Fabricia Gaertn. (SUH) = Neofabricia Joy Thomps.
        - Feijoa O.Berg = Acca O.Berg
        - Feliciana Benth. (SUO) = Myrrhinium Schott
        - Felicianea Cambess. = Myrrhinium Schott
        - Fenzlia Endl. (SUH) = Myrtella F.Muell.
        - Francisia Endl. = Darwinia Rudge
        - Fremya Brongn. & Gris = Xanthostemon F.Muell.
        - Gelpkea Blume = Syzygium Gaertn.
        - Genetyllis DC. = Darwinia Rudge
        - Gomidesia O.Berg
        - Gomphotis Raf. = Thryptomene Endl.
        - Greggia Gaertn. (SUH) = Eugenia L.
        - Guajava Mill. = Psidium L.
        - Gymnagathis Schauer = Melaleuca L.
        - Harmogia Schauer = Baeckea L.
        - Hedaroma Lindl. = Darwinia Rudge
        - Heteromyrtus Blume(SUI) = Blepharocalyx O.Berg
        - Heteropyxis Harv.
        - Hexachlamys O.Berg
        - Homalocalyx F.Muell.
        - Homalospermum Schauer
        - Homoranthus A.Cunn. ex Schauer
        - Hottea Urb.
        - Hypocalymma (Endl.) Endl.
        - Imbricaria Sm. (SUH) = Baeckea L.
        - Jambos Adans. = Syzygium Gaertn.
        - Jambosa Adans. = Syzygium Gaertn.
        - Jossinia Comm. ex DC. = Eugenia L.
        - Jungia Gaertn.(SUH) = Baeckea L.
        - Kamptzia Nees = Syncarpia Ten.
        - Kania Schltr.
        - Kjellbergiodendron Burret
        - Krokia Urb. = Pimenta Lindl.
        - Krugia Urb. = Marlierea Cambess.
        - Kunzea Rchb.
        - Lacerdaea O.Berg = Campomanesia Ruiz & Pav.
        - Lamarchea Gaudich.
        - Lamarkea Rchb. (SUO) = Lamarchea Gaudich.
        - Legrandia Kausel
        - Leptomyrtus Miq. ex O.Berg = Syzygium Gaertn.
        - Leptospermopsis S.Moore = Leptospermum J.R.Forst. & G.Forst.
        - Leptospermum J.R.Forst. & G.Forst.
        - Lhotskya Schauer = Calytrix Labill.
        - Lindsayomyrtus B.Hyland & Steenis
        - Lomastelma Raf. = Acmena DC.
        - Lophomyrtus Burret
        - Lophostemon Schott
        - Luma A.Gray
        - Lysicarpus F.Muell.
        - Macklottia Korth. = Leptospermum J.R.Forst. & G.Forst.
        - Macromyrtus Miq. = Syzygium Gaertn.
        - Macropsidium Blume = Myrtus L.
        - Malidra Raf. = Syzygium Gaertn.
        - Malleostemon J.W.Green
        - Manglesia Lindl. = Beaufortia R.Br.
        - Marlierea Cambess.
        - Marlieriopsis Kiaersk. = BlepharocalyxO.Berg
        - Mearnsia Merr. = Metrosideros Banks ex Gaertn.
        - Meladendron St.-Lag. = Melaleuca L.
        - Melaleuca L.
        - Melaleucon St.-Lag. = Melaleuca L.
        - Melanoleuca St.-Lag. = Melaleuca L.
        - Mentodendron Lundell = Pimenta Lindl.
        - Meteoromyrtus Gamble
        - Metrosideros Banks ex Gaertn.
        - Microjambosa Blume = Syzygium Gaertn.
        - Micromyrtus Benth.
        - Microsideros Baum.-Bod. (SUI) = Metrosideros Banks ex Gaertn.
        - Mitranthes O.Berg
        - Mitrantia Peter G.Wilson & B.Hyland
        - Mitropsidium Burret = Psidium L.
        - Mollia J.F.Gmel. (SUH) = Baeckea L.
        - Monimiastrum J.Gueho & A.J.Scott
        - Monoxora Wight = Rhodamnia Jack
        - Mooria Montrouz. = Cloezia Brongn. & Gris
        - Mosiera Small
        - Mozartia Urb. = Myrcia DC. ex Guill.
        - Murrinea Raf. = Baeckea L.
        - Myrceugenella Kausel = Luma A.Gray
        - Myrceugenia O.Berg
        - Myrcia DC. ex Guill.
        - Myrcialeucus Rojas Acosta = Eugenia L.
        - Myrcianthes O.Berg
        - Myrciaria O.Berg
        - Myrciariopsis Kausel = Myrciaria O.Berg
        - Myrrhinium Schott
        - Myrtastrum Burret
        - Myrtekmania Urb. = Pimenta Lindl.
        - Myrtella F.Muell.
        - Myrteola O.Berg
        - Myrthoides Wolf = Syzygium Gaertn.
        - Myrthus Scop. = Myrtus L.
        - Myrtus L.
        - Nani Adans. = Xanthostemon F.Muell.
        - Nelitris Spreng. = Decaspermum J.R.Forst. & G.Forst.
        - Neofabricia Joy Thomps.
        - Neomitranthes Legrand
        - Neomyrtus Burret
        - Neuhofia Stokes = Baeckea L.
        - Nothomyrcia Kausel = Myrceugenia O.Berg
        - Ochrosperma Trudgen
        - Octamyrtus Diels
        - Opa Lour. = Syzygium Gaertn.
        - Opanea Raf. = Rhodamnia Jack
        - Orthostemon O.Berg = Acca O.Berg
        - Osbornia F.Muell.
        - Oxymyrrhine Schauer = Baeckea L.
        - Paivaea O.Berg = Campomanesia Ruiz & Pav.
        - Paramitranthes Burret = Siphoneugena O.Berg
        - Paramyrciaria Kausel
        - Pareugenia Turrill = Syzygium Gaertn.
        - Paryphantha Schauer = Thryptomene Endl.
        - Pentagonaster Klotzsch = Kunzea Rchb.
        - Pericalymma (Endl.) Endl.
        - Pericalymna Meisn. (SUO) = Pericalymma (Endl.) Endl.
        - Phyllocalyx O.Berg = Eugenia L.
        - Phymatocarpus F.Muell.
        - Pileanthus Labill.
        - Pilidiostigma Burret
        - Piliocalyx Brongn. & Gris
        - Pilothecium (Kiaersk.) Kausel = Myrtus L.
        - Pimenta Lindl.
        - Pimentus Raf. = Pimenta Lindl.
        - Piptandra Turcz. = Scholtzia Schauer
        - Pleurocalyptus Brongn. & Gris
        - Plinia L.
        - Polyzone Endl. = Darwinia Rudge
        - Pritzelia Schauer = Scholtzia Schauer
        - Pseudanamomis Kausel
        - Pseudocaryophyllus O.Berg = Pimenta Lindl.
        - Pseudoeugenia Scort. = Syzygium Gaertn.
        - Pseudomyrcianthes Kausel = Myrcianthes O.Berg
        - Psidiastrum Bello = Eugenia L.
        - Psidiomyrtus Guillaumin = Rhodomyrtus (DC.) Rchb.
        - Psidiopsis O.Berg = Psidium L.
        - Psidium L.
        - Purpureostemon Gugerli
        - Pyrenocarpa H.T.Chang & R.H.Miao = Decaspermum J.R.Forst. & G.Forst.
        - Regelia Schauer
        - Reichea Kausel = Myrcianthes O.Berg
        - Reicheia Kausel(SUO) = Myrcianthes O.Berg
        - Rhodamnia Jack
        - Rhodomyrtus (DC.) Rchb.
        - Rinzia Schauer
        - Ristantia Peter G.Wilson & J.T.Waterh.
        - Rubachia O.Berg = Marlierea Cambess.
        - Rylstonea R.T.Baker = Homoranthus A.Cunn. ex Schauer
        - Saffordiella Merr. = Myrtella F.Muell.
        - Salisia Brongn. & Gris(SUH) = Xanthostemon F.Muell.
        - Salisia Lindl. = Kunzea Rchb.
        - Schidiomyrtus Schauer = Baeckea L.
        - Schizocalomyrtus Kausel = Calycorectes O.Berg
        - Schizocalyx O.Berg(SUH) = Calycorectes O.Berg
        - Schizopleura Endl. = Beaufortia R.Br.
        - Scholtzia Schauer
        - Schuermannia F.Muell. = Darwinia Rudge
        - Sinoga S.T.Blake = Asteromyrtus Schauer
        - Siphoneugena O.Berg
        - Spermolepis Brongn. & Gris(SUH) = Arillastrum Pancher ex Baill.
        - Sphaerantia Peter G.Wilson & B.Hyland
        - Stenocalyx O.Berg = Eugenia L.
        - Stenospermum Sweet ex Heynh. = Kunzea Rchb.
        - Stereocaryum Burret
        - Strongylocalyx Blume = Syzygium Gaertn.
        - Syllisium Endl.(SUO) = Syzygium Gaertn.
        - Syllysium Meyen & Schauer = Syzygium Gaertn.
        - Symphyomyrtus Schauer = Eucalyptus L'Her.
        - Syncarpia Ten.
        - Syzygium Gaertn.
        - Temu O.Berg = Blepharocalyx O.Berg
        - Tepualia Griseb.
        - Tetraeugenia Merr. = Syzygium Gaertn.
        - Tetrapora Schauer = Baeckea L.
        - Tetraspora Miq. = Baeckea L.
        - Tetrastemon Hook. & Arn. = Myrrhinium Schott
        - Thryptomene Endl.
        - Tillospermum Griff. = Kunzea Rchb.
        - Tjongina Adans. = Baeckea L.
        - Trichobasis Turcz. = Conothamnus Lindl.
        - Trichocalyx Schauer(SUH) = Calytrix Labill.
        - Triphelia R.Br. ex Endl. = Actinodium Schauer
        - Triplarina Raf. = Baeckea L.
        - Tristania R.Br.
        - Tristaniopsis Brongn. & Gris
        - Tryptomene Walp. = Thryptomene Endl.
        - Ugni Turcz.
        - Uromyrtus Burret
        - Verticordia DC.
        - Waterhousea B.Hyland
        - Wehlia F.Muell. = Homalocalyx F.Muell.
        - Welchiodendron Peter G.Wilson & J.T.Waterh.
        - Whiteodendron Steenis
        - Xanthomyrtus Diels
        - Xanthostemon F.Muell.
        - Xenodendron K.Schum. & Lauterb. = Acmena DC.

      - Melastomataceae
        - Acanthella
        - Aciotis
        - Acisanthera
        - Adelobotrys
        - Allomaieta
        - Allomorphia
        - Alloneuron
        - Amphiblemma
        - Amphorocalyx
        - Anaectocalyx
        - Anerincleistus
        - Antherotoma
        - Appendicularia
        - Arthrostemma
        - Aschistanthera
        - Astrocalyx
        - Astronia
        - Astronidium
        - Axinaea
        - Barthea
        - Behuria
        - Bellucia
        - Benevidesia
        - Bertolonia
        - Bisglaziovia
        - Blakea
        - Blastus
        - Boerlagea
        - Boyania
        - Brachyotum
        - Bredia
        - Brittenia
        - Bucquetia
        - Cailliella
        - Calvoa
        - Calycogonium
        - Cambessedesia
        - Campimia
        - Carionia
        - Castratella
        - Catanthera
        - Catocoryne
        - Centradenia
        - Centradeniastrum
        - Centronia
        - Chaetolepis
        - Chaetostoma
        - Charianthus
        - Cincinnobotrys
        - Clidemia
        - Comolia
        - Comoliopsis
        - Conostegia
        - Creochiton
        - Cyanandrium
        - Cyphostyla
        - Cyphotheca
        - Dalenia
        - Desmoscelis
        - Dicellandra
        - Dichaetanthera
        - Dinophora
        - Dionycha
        - Dionychastrum
        - Diplarpea
        - Diplectria
        - Dissochaeta
        - Dissotis
        - Dolichoura
        - Driessenia
        - Ekmaniocharis
        - Enaulophyton
        - Eriocnema
        - Ernestia
        - Feliciadamia
        - Fordiophyton
        - Fritzschia
        - Graffenrieda
        - Gravesia
        - Guyonia
        - Henriettea
        - Henriettella
        - Heterocentron
        - Heterotrichum
        - Huberia
        - Huilaea
        - Hypenanthe
        - Kendrickia
        - Kerriothyrsus
        - Killipia
        - Kirkbridea
        - Lavoisiera
        - Leandra
        - Lijndenia
        - Lithobium
        - Llewelynia
        - Loreya
        - Loricalepis
        - Macairea
        - Macrocentrum
        - Macrolenes
        - Maguireanthus
        - Maieta
        - Mallophyton
        - Marcetia
        - Mecranium
        - Medinilla
        - Melastoma
        - Melastomastrum
        - Memecylon
        - Meriania
        - Merianthera
        - Miconia
        - Microlepis
        - Microlicia
        - Mommsenia
        - Monochaetum
        - Monolena
        - Mouriri
        - Myriaspora
        - Myrmidone
        - Neblinanthera
        - Necramium
        - Neodriessenia
        - Nepsera
        - Nerophila
        - Ochthephilus
        - Ochthocharis
        - Omphalopus
        - Opisthocentra
        - Oritrephes
        - Orthogoneuron
        - Osbeckia
        - Ossaea
        - Otanthera
        - Oxyspora
        - Pachyanthus
        - Pachycentria
        - Pachyloma
        - Pentossaea
        - Phainantha
        - Phyllagathis
        - Pilocosta
        - Plagiopetalum
        - Pleiochiton
        - Plethiandra
        - Podocaelia
        - Pogonanthera
        - Poikilogyne
        - Poilannammia
        - Poteranthera
        - Preussiella
        - Pseudodissochaeta
        - Pseudoernestia
        - Pseudosbeckia
        - Pternandra
        - Pterogastra
        - Pterolepis
        - Rhexia
        - Rhodosepala
        - Rhynchanthera
        - Rousseauxia
        - Salpinga
        - Sandemania
        - Sarcopyramis
        - Schwackaea
        - Scorpiothyrsus
        - Siphanthera
        - Sonerila
        - Spathandra
        - Sporoxeia
        - Stapfiophyton
        - Stenodon
        - Stussenia
        - Svitramia
        - Tateanthus
        - Tayloriophyton
        - Tessmannianthus
        - Tetraphyllaster
        - Tetrazygia
        - Tibouchina
        - Tibouchinopsis
        - Tigridiopalma
        - Tococa
        - Topobea
        - Trembleya
        - Triolena
        - Tristemma
        - Tryssophyton
        - Tylanthera
        - Veprecella
        - Vietsenia
        - Votomita
        - Warneckea

      - Memecylaceae
        - Memecylon
        - Mouriri
        - Votomita
        - Otros 3 géneros más

      - Crypteroniaceae
        - Axinandra Thwaites
        - Crypteronia Blume
        - Dactylocladus Oliv.
        - Naxiandra (Baill.) Krasser = Axinandra Thwaites

      - Alzateaceae
        - Alzatea Ruiz & Pav.

      - Rhynchocalycaceae
        - Rhynchocalyx Oliv.
          - Rhynchocalyx lawsonioides

      - Penaeaceae
        - Brachysiphon A.Juss.
        - Endonema A.Juss.
        - Glischrocolla (Endl.) A.DC.
        - Penaea L.
        - Saltera Bullock
        - Sarcocolla Kunth (SUH) = Saltera Bullock
        - Sonderothamnus R.Dahlgren
        - Stylapterus A.Juss.

      - Oliniaceae
        - Olinia Thunb.
        - Plectronia L. = Olinia Thunb.

### Zygophyllales
- Eudicotyledoneae (seria colocada na categoria de classe)
  - Rosidae (seria colocada na categoria de subclasse)
    - Zygophyllales
      - Krameriaceae
        - Krameria L. ex Loefl.

      - Zygophyllaceae
        - Augea
        - Balanites
        - Bulnesia
        - Fagonia
        - Guaiacum
        - Kallstroemia
        - Kelleronia
        - Krameria
        - Larrea
        - Metharme
        - Miltianthus
        - Morkillia
        - Neoluederitzia
        - Pintoa
        - Plectrocarpa
        - Porlieria
        - Sarcozygium
        - Seetzenia
        - Sericodes
        - Sisyndite
        - Tetraena
        - Tribulopis
        - Tribulus
        - Viscainoa
        - Zygophyllum

### Celastrales
- Eudicotyledoneae (seria colocada na categoria de classe)
  - Rosidae (seria colocada na categoria de subclasse)
    - Celastrales
      - Lepidobotryaceae
        - Lepidobotrys Engl.
        - Ruptiliocarpon

      - Parnassiaceae
        - Cryptopetalum Hook. & Arn. = Lepuropetalon Elliott
        - Lepuropetalon Elliott
        - Parnassia L.

      - Celastraceae
        - Acanthothamnus
        - Allocassine N.Robson
        - Annulodiscus Tardieu = Salacia L.
        - Anthodon Ruiz & Pav.
        - Apatophyllum McGill.
        - Apodostigma R.Wilczek
        - Arnicratea N.Halle
        - Bequaertia R.Wilczek
        - Bhesa Buch.-Ham. ex Arn.
        - Boaria A.DC. = Maytenus Molina
        - Brassiantha A.C.Sm.
        - Brexiella H.Perrier
        - Campylostemon Welw.
        - Canotia
        - Capusia Lecomte = Siphonodon Griff.
        - Caryospermum Blume = Perrottetia Kunth
        - Cassine L.
        - Catha Forssk. ex Schreb.
        - Cathastrum Turcz. = Pleurostylia Wight & Arn.
        - Celastrus L.
        - Cheiloclinium Miers
        - Crocoxylon Eckl. & Zeyh.
        - Crossopetalum P.Browne
        - Cuervea Triana ex Miers
        - Denhamia Meisn.
        - Dicarpellum (Loes.) A.C.Sm. = Salacia L.
        - Dillonia Sacleux = Catha Forssk. ex Schreb.
        - Elachyptera A.C.Sm.
        - Elaeodendron J.Jacq.
        - Euonymus L.
        - Evonymopsis H.Perrier
        - Fraunhofera Mart.
        - Glyptopetalum Thwaites
        - Goniodiscus Kuhlm.
        - Gyminda Sarg.
        - Gymnosporia (Wight & Arn.) Hook.f. = Maytenus Molina
        - Hartogia Thunb. ex L.f. = Hartogiella Codd
        - Hartogiella Codd
        - Hartogiopsis H.Perrier
        - Hedraianthera F.Muell.
        - Helictonema Pierre
        - Hemiangium A.C.Sm. = Hippocratea L.
        - Herya Cordem. = Pleurostylia Wight & Arn.
        - Hexaspora C.T.White
        - Hippocratea L.
        - Hylenaea Miers
        - Hypsophila F.Muell.
        - Johnia Roxb. = Salacia L.
        - Katafa Costantin & J.Poiss.
        - Kokoona Thwaites
        - Kurrimia Wall. ex Thwaites = Bhesa Buch.-Ham. ex Arn.
        - Lauridia Eckl. & Zeyh. = Elaeodendron J.Jacq.
        - Lecardia Poiss. ex Guillaumin = Salaciopsis Baker f.
        - Loeseneriella A.C.Sm.
        - Lophopetalum Wight ex Arn.
        - Lydenburgia N.Robson = Catha Forssk. ex Schreb.
        - Macgregoria F.Muell.
        - Maurocenia Mill.
        - Maytenus Molina
        - Menepetalum Loes.
        - Microtropis Wall. ex Meisn.
        - Monimopetalum Rehder
        - Monocelastrus F.T.Wang & T.Tang = Celastrus L.
        - Mortonia A.Gray
        - Moya Griseb. = Maytenus Molina
        - Myginda Jacq. = Crossopetalum P.Browne
        - Mystroxylon Eckl. & Zeyh.
        - Nicobariodendron Vasudeva Rao & Chakrab.
        - Nothocnestis Miq. = Bhesa Buch.-Ham. ex Arn.
        - Orthosphenia Standl.
        - Otherodendron Makino = Microtropis Wall. ex Meisn.
        - Pachystima Raf. = Paxistima Raf.
        - Paracelastrus Miq. = Microtropis Wall. ex Meisn.
        - Paxistima Raf.
        - Peripterygia (Baill.) Loes.
        - Peritassa Miers
        - Perrottetia Kunth
        - Plagiopteron
        - Platypterocarpus Dunkley & Brenan
        - Plenckia Reissek
        - Pleurostylia Wight & Arn.
        - Polycardia Juss.
        - Pragmotessara Pierre = Euonymus L.
        - Pragmotropa Pierre = Euonymus L.
        - Prionostemma Miers
        - Pristimera Miers
        - Psammomoya Diels & Loes.
        - Pseudocassine Bredell = Crocoxylon Eckl. & Zeyh.
        - Pseudosalacia Codd
        - Ptelidium Thouars
        - Pterocelastrus Meisn.
        - Putterlickia Endl.
        - Pyrospermum Miq. = Bhesa Buch.-Ham. ex Arn.
        - Quadripterygium Tardieu(SUS) = Euonymus L.
        - Quetzalia Lundell
        - Reissantia N.Halle
        - Rhacoma P.Browne ex L. = Crossopetalum P.Browne
        - Rzedowskia Medrano
        - Salacia L.
        - Salacicratea Loes. = Salacia L.
        - Salacighia Loes.
        - Salaciopsis Baker f.
        - Salvadoropsis H.Perrier
        - Sarawakodendron Ding Hou
        - Scandivepres Loes.
        - Schaefferia Jacq.
        - Semialarium N.Halle
        - Simicratea N.Halle
        - Simirestis N.Halle
        - Siphonodon Griff.
        - Solenospermum Zoll. = Lophopetalum Wight ex Arn.
        - Sphaerodiscus Nakai = Euonymus L.
        - Stackhousia Sm.
        - Telemachia Urb. = Elaeodendron J.Jacq.
        - Tetrasiphon Urb.
        - Thyrsosalacia Loes.
        - Tontelea Aubl.
        - Torralbasia Krug & Urb.
        - Tricerma Liebm. = Maytenus Molina
        - Tripterococcus Endl.
        - Tripterygium Hook.f.
        - Tristemonanthus Loes.
        - Trochisandra Bedd. = Bhesa Buch.-Ham. ex Arn.
        - Viposia Lundell = Plenckia Reissek
        - Wimmeria Schltdl. & Cham.
        - Xylonymus Kalkman ex Ding Hou
        - Zinowiewia Turcz.

      - Pottingeriaceae
        - Pottingeria

### Oxalidales
- Eudicotyledoneae (seria colocada na categoria de classe)
  - Rosidae (seria colocada na categoria de subclasse)
    - Oxalidales
      - Connaraceae
        - Agelaea Sol. ex Planch.
        - Anisostemon Turcz. = Connarus L.
        - Anthagathis Harms = Jollydora Pierre ex Gilg
        - Bernardinia Planch. = Rourea Aubl.
        - Burttia Baker f. & Exell
        - Byrsocarpus Schumach. & Thonn. = Rourea Aubl.
        - Castanola Llanos = Agelaea Sol. ex Planch.
        - Cnestidium Planch.
        - Cnestis Juss.
        - Connarus L.
        - Dinklagea Gilg = Manotes Sol. ex Planch.
        - Ebandoua Pellegr. = Jollydora Pierre ex Gilg
        - Eichleria Progel = Rourea Aubl.
        - Ellipanthus Hook.f.
        - Erythrostigma Hassk. = Connarus L.
        - Hemandradenia Stapf
        - Hemiandrina Hook.f. = Agelaea Sol. ex Planch.
        - Jaundea Gilg = Rourea Aubl.
        - Jollydora Pierre ex Gilg
        - Manotes Sol. ex Planch.
        - Omphalobium Gaertn. = Connarus L.
        - Paxia Gilg = Rourea Aubl.
        - Pseudellipanthus Schellenb. = Ellipanthus Hook.f.
        - Pseudoconnarus Radlk.
        - Rourea Aubl.
        - Roureopsis Planch. = Rourea Aubl.
        - Santalodes Kuntze (SUH) = Rourea Aubl.
        - Santaloidella Schellenb. = Rourea Aubl.
        - Santaloides Schellenb. = Rourea Aubl.
        - Schellenbergia C.E.Parkinson = Vismianthus Mildbr.
        - Spiropetalum Gilg = Rourea Aubl.
        - Taeniochlaena Hook.f. = Rourea Aubl.
        - Tapomana Adans. (SUS) = Connarus L.
        - Thysanus Lour. = Cnestis Juss.
        - Tricholobus Blume = Connarus L.
        - Trichostephania Tardieu = Ellipanthus Hook.f.
        - Troostwykia Miq. = Agelaea Sol. ex Planch.
        - Vismianthus Mildbr.

      - Oxalidaceae
        - Acetosella Kuntze(SUH) = Oxalis L.
        - Averrhoa L.
        - Biophytum DC.
        - Bolboxalis Small = Oxalis L.
        - Dapania Korth.
        - Hesperoxalis Small = Oxalis L.
        - Ionoxalis Small = Oxalis L.
        - Lotoxalis Small = Oxalis L.
        - Otoxalis Small = Oxalis L.
        - Oxalis L.
        - Oxys Mill. = Oxalis L.
        - Pseudoxalis Rose = Oxalis L.
        - Sarcotheca Blume
        - Sassia Molina = Oxalis L.
        - Toddavaddia Kuntze(SUS) = Biophytum DC.
        - Xanthoxalis Small = Oxalis L.

      - Cunoniaceae
        - Ackama A.Cunn. = Caldcluvia D.Don
        - Acrophyllum Benth.
        - Acsmithia Hoogland
        - Aistopetalum Schltr.
        - Anodopetalum A.Cunn. ex Endl.
        - Arnoldia Blume = Weinmannia L.
        - Bauera Banks ex Andr.
        - Belangera Cambess. = Lamanonia Vell.
        - Betchea Schltr. = Caldcluvia D.Don
        - Caldcluvia D.Don
        - Callicoma Andrews
        - Calycomis R.Br. ex Nees & Sinning(SUS) = Callicoma Andrews
        - Calycomis D.Don(SUH) = Acrophyllum Benth.
        - Ceratopetalum Sm.
        - Codia J.R.Forst. & G.Forst.
        - Cremnobates Ridl. = Schizomeria D.Don
        - Cunonia L.
        - Davidsonia F.Muell.
        - Dichynchosia Mull.Berol.(SUO) = Caldcluvia D.Don
        - Dirhynchosia Blume = Caldcluvia D.Don
        - Eucryphia
        - Geissois Labill.
        - Gillbeea F.Muell.
        - Gumillea Ruiz & Pav.
        - Lamanonia Vell.
        - Leiospermum D.Don = Weinmannia L.
        - Oosterdickia Boehm. = Cunonia L.
        - Opocunonia Schltr. = Caldcluvia D.Don
        - Ornithrophus Bojer ex Engl.(SUI) = Weinmannia L.
        - Pancheria Brongn. & Gris
        - Pfeifferago Kuntze = Codia J.R.Forst. & G.Forst.
        - Platylophus D.Don
        - Platyptelea J.Drumm. ex Harv. = Aphanopetalum Endl.
        - Polystemon D.Don(SUI) = Lamanonia Vell.
        - Pseudoweinmannia Engl.
        - Pterophylla D.Don = Weinmannia L.
        - Pullea Schltr.
        - Schizomeria D.Don
        - Spiraeanthemum A.Gray
        - Spiraeopsis Miq.(SUI) = Caldcluvia D.Don
        - Stollaea Schltr. = Caldcluvia D.Don
        - Stutzeria F.Muell.(SUI) = Pullea Schltr.
        - Trimerisma C.Presl(SUS) = Platylophus D.Don
        - Vesselowskya Pamp.
        - Weinmannia L.
        - Windmannia P.Browne = Weinmannia L.

      - Brunelliaceae
        - Brunellia Ruiz & Pav.

      - Cephalotaceae
        - Cephalotus Labill. 
          - Cephalotus follicularis

      - Elaeocarpaceae
        - Aceratium DC.
        - Acronodia Blume = Elaeocarpus L.
        - Anoniodes Schltr. = Sloanea L.
        - Antholoma Labill. = Sloanea L.
        - Aristotelia L'Her.
        - Crinodendron Molina
        - Dicera J.R.Forst. & G.Forst. = Elaeocarpus L.
        - Dubouzetia Pancher ex Brongn. & Gris
        - Echinocarpus Blume = Sloanea L.
        - Elaeocarpus L.
        - Ganitrus Gaertn. = Elaeocarpus L.
        - Monocera Jack = Elaeocarpus L.
        - Peripentadenia L.S.Sm.
        - Platytheca Steetz
        - Sericolea Schltr.
        - Sloanea L.
        - Tetratheca Sm.
        - Tremandra R.Br. ex DC.
        - Tricuspidaria Ruiz & Pav. = Crinodendron Molina
        - Vallea Mutis ex L.f.

### Malpighiales
- Eudicotyledoneae (seria colocada na categoria de classe)
  - Rosidae (seria colocada na categoria de subclasse)
    - Malpighiales
      - Achariaceae
        - Acharia
        - Ahernia
        - Baileyoxylon
        - Buchnerodendron
        - Caloncoba
        - Camptostylus
        - Carpotroche
        - Ceratiosicyos
        - Chiangiodendron
        - Chlorocarpa
        - Dasylepis
        - Eleutherandra
        - Erythrospermum
        - Grandidiera
        - Guthriea
        - Gynocardia
        - Hydnocarpus
        - Kiggelaria
        - Lindackeria
        - Mayna
        - Pangium
        - Peterodendron
        - Poggea
        - Prockiopsis
        - Rawsonia
        - Ryparosa
        - Scaphocalyx
        - Scottellia
        - Trichadenia
        - Xylotheca

      - Violaceae
        - Acentra Phil.
        - Agatea A.Gray
        - Agation Brongn. (SUS) = Agatea A.Gray
        - Allexis Pierre
        - Alsodeia Thouars = Rinorea Aubl.
        - Amphirrhox Spreng.
        - Anchietea A.St.-Hil.
        - Clelandia J.M.Black = Hybanthus Jacq.
        - Corynostylis Mart.
        - Cubelium Raf. ex Britton & A.Br. = Hybanthus Jacq.
        - Decorsella A.Chev.
        - Erpetion Sweet = Viola L.
        - Fusispermum Cuatrec.
        - Gloeospermum Triana & Planch.
        - Gymnorinorea Keay = Decorsella A.Chev.
        - Hybanthus Jacq.
        - Hymenanthera R.Br. = Melicytus J.R.Forst. & G.Forst.
        - Ionidium Vent. = Hybanthus Jacq.
        - Isodendrion A.Gray
        - Leonia Ruiz & Pav.
        - Mayanaea Lundell = Orthion Standl. & Steyerm.
        - Melicytus J.R.Forst. & G.Forst.
        - Noisettia Kunth
        - Orthion Standl. & Steyerm.
        - Paypayrola Aubl.
        - Pigea DC. = Hybanthus Jacq.
        - Rinorea Aubl.
        - Rinoreocarpus Ducke
        - Schweiggeria Spreng.
        - Scyphellandra Thwaites = Rinorea Aubl.
        - Viola L.

      - Salicaceae
        - Abatia
        - Aphaerema
        - Azara
        - Banara
        - Bartholomaea
        - Bembicia
        - Bennettiodendron
        - Bivinia
        - Byrsanthus
        - Calantica
        - Carrierea
        - Casearia
        - Dissomeria
        - Dovyalis
        - Euceraea
        - Flacourtia
        - Gerrardina
        - Hasseltia Kunth
        - Hasseltiopsis Sleumer
        - Hecatostemon
        - Hemiscolopia
        - Homalium
        - Idesia
        - Itoa
        - Laetia
        - Lasiochlamys
        - Ludia
        - Lunania
        - Macrohasseltia L.O.Williams
        - Mocquerysia
        - Neopringlea
        - Neoptychocarpus
        - Olmediella
        - Oncoba
        - Ophiobotrys
        - Osmelia
        - Phyllobotryon
        - Phylloclinium
        - Pineda
        - Pleuranthodendron L.O.Williams
        - Poliothyrsis
        - Populus
        - Priamosia
        - Prockia P.Browne ex L.
        - Pseudoscolopia
        - Pseudosmelia
        - Ryania
        - Salix
        - Samyda
        - Scolopia
        - Scyphostegia
        - Tetrathylacium
        - Tisonia
        - Trimeria
        - Xylosma
        - Zuelania

      - Lacistemataceae
        - Lacistema Sw.
        - Lozania S.Mutis ex Caldas

      - Turneraceae
        - Adenoa Arbo
        - Erblichia Seem.
        - Hyalocalyx Rolfe
        - Loewia Urb.
        - Mathurina Balf.f.
        - Piriqueta Aubl.
        - Stapfiella Gilg
        - Streptopetalum Hochst.
        - Tricliceras Thonn. ex DC.
        - Turnera L.
        - Wormskioldia Schumach. & Thonn. = Tricliceras Thonn. ex DC.

      - Malesherbiaceae
        - Gynopleura Cav. = Malesherbia Ruiz & Pav.
        - Malesherbia Ruiz & Pav.

      - Passifloraceae
        - Adenia Forssk.
        - Ancistrothyrsus Harms
        - Androsiphonia Stapf
        - Anthactinia Bory ex M.Roem. = Passiflora L.
        - Asephananthes Bory = Passiflora L.
        - Baldwinia Raf. = Passiflora L.
        - Barteria Hook.f.
        - Basananthe Peyr.
        - Blepharanthes Sm. (SUI) = Adenia Forssk.
        - Carania Chiov. = Basananthe Peyr.
        - Ceratosepalum Oerst. = Passiflora L.
        - Cieca Medik. (SUH) = Passiflora L.
        - Clemanthus Klotzsch = Adenia Forssk.
        - Crossostemma Planch. ex Benth.
        - Decaloba M.Roem. = Passiflora L.
        - Deidamia Noronha ex Thouars
        - Dilkea Mast.
        - Disemma Labill. = Passiflora L.
        - Echinothamnus Engl. = Adenia Forssk.
        - Efulensia C.H.Wright
        - Erythrocarpus M.Roem. (SUH) = Adenia Forssk.
        - Giorgiella De Wild. = Efulensia C.H.Wright
        - Granadilla Mill. = Passiflora L.
        - Hollrungia K.Schum.
        - Hounea Baill. = Paropsia Noronha ex Thouars
        - Jaeggia Schinz = Adenia Forssk.
        - Keramanthus Hook.f. = Adenia Forssk.
        - Kolbia P.Beauv. = Adenia Forssk.
        - Machadoa Welw. ex Hook.f. = Adenia Forssk.
        - Microblepharis (Wight & Arn.) M.Roem. = Adenia Forssk.
        - Mitostemma Mast.
        - Modecca Lam. = Adenia Forssk.
        - Monactineirma Bory = Passiflora L.
        - Murucuja Medik. = Passiflora L.
        - Ophiocaulon Hook.f. = Adenia Forssk.
        - Paropsia Noronha ex Thouars
        - Paropsiopsis Engl.
        - Paschanthus Burch. = Adenia Forssk.
        - Passiflora L.
        - Pentaria M.Roem. = Passiflora L.
        - Poggendorffia H.Karst. = Passiflora L.
        - Schlechterina Harms
        - Sematanthera Pierre ex Harms = Efulensia C.H.Wright
        - Smeathmannia Sol. ex R.Br.
        - Tacsonia Juss. = Passiflora L.
        - Tetrapathaea Rchb. = Passiflora L.
        - Tetrastylis Barb.Rodr. = Passiflora L.
        - Thompsonia R.Br. = Deidamia Noronha ex Thouars
        - Tryphostemma Harv. = Basananthe Peyr.
        - Viridivia J.H.Hemsl. & Verdc.

      - Goupiaceae
        - Um só género

      - Lophopyxidaceae
        - Lophopyxis
          - Lophopyxis maingayi

      - Putranjivaceae
        - Drypetes
        - Lingelsheimia
        - Putranjiva
        - Sibangea

      - Erythroxylaceae
        - Aneulophus Benth.
        - Erythroxylum P.Browne
        - Nectaropetalum Engl.
        - Peglera Bolus = Nectaropetalum Engl.
        - Pinacopodium Exell & Mendonca

      - Rhizophoraceae
        - Anopyxis (Pierre) Engl.
        - Anstrutheria Gardner = Cassipourea Aubl.
        - Barraldeia Thouars = Carallia Roxb.
        - Blepharistemma Wall. ex Benth.
        - Bruguiera Sav.
        - Carallia Roxb.
        - Cassipourea Aubl.
        - Ceriops Arn.
        - Comiphyton Floret
        - Crossostylis J.R.Forst. & G.Forst.
        - Dactylopetalum Benth. = Cassipourea Aubl.
        - Diatoma Lour. = Carallia Roxb.
        - Gynotroches Blume
        - Haplopetalon A.Gray = Crossostylis J.R.Forst. & G.Forst.
        - Haplopetalum Miq. (SUO) = Crossostylis J.R.Forst. & G.Forst.
        - Kandelia (DC.) Wight & Arn.
        - Kanilia Blume = Bruguiera Sav.
        - Karekandel Wolf = Carallia Roxb.
        - Legnotis Sw. = Cassipourea Aubl.
        - Macarisia Thouars
        - Mangium Rumph. ex Scop. = Rhizophora L.
        - Paletuviera Thouars ex DC. = Bruguiera Sav.
        - Pellacalyx Korth.
        - Petalodactylis Arenes = Cassipourea Aubl.
        - Petelotoma DC. = Carallia Roxb.
        - Plaesiantha Hook.f. = Pellacalyx Korth.
        - Rhizophora L.
        - Richaeia Thouars = Cassipourea Aubl.
        - Richea Kuntze (SUO) = Cassipourea Aubl.
        - Sagittipetalum Merr. = Carallia Roxb.
        - Sterigmapetalum Kuhlm.
        - Weihea Spreng. = Cassipourea Aubl.

      - Linaceae
        - Anisadenia Wall. ex Meisn.
        - Cliococca Bab.
        - Durandea Planch.
        - Hebepetalum Benth.
        - Hesperolinon (A.Gray) Small
        - Hugonia L.
        - Indorouchera Hallier f.
        - Linum L.
        - Philbornea Hallier f.
        - Radiola Hill
        - Reinwardtia Dumort.
        - Roucheria Planch.
        - Sclerolinon C.M.Rogers
        - Tirpitzia Hallier f.

      - Irvingiaceae
        - Desbordesia Pierre ex Tiegh.
        - Irvingia Hook.f.
        - Klainedoxa Pierre ex Engl.

      - Ixonanthaceae
        - Allantospermum
        - Cyrillopsis
        - Ixonanthes
        - Ochthocosmus
        - Phyllocosmus

      - Ctenolophonaceae
        - Ctenolophon Oliv.

      - Centroplacaceae
        - Centroplacus
          - Centroplacus glaucinus

      - Bhesa
      - Humiriaceae
        - Duckesia Cuatrec.
        - Endopleura Cuatrec.
        - Humiria Aubl.
        - Humiriastrum (Urb.) Cuatrec.
        - Hylocarpa Cuatrec.
        - Sacoglottis Mart.
        - Schistostemon (Urb.) Cuatrec.
        - Vantanea Aubl.

      - Pandaceae
        - Bennettia R.Br.(SUH) = Galearia Zoll. & Moritzi
        - Cremostachys Tul. = Galearia Zoll. & Moritzi
        - Galearia Zoll. & Moritzi
        - Microdesmis Hook.f. ex Hook.
        - Panda Pierre
        - Porphyranthus Engl. = Panda Pierre
        - Tetragyne Miq. = Microdesmis Hook.f. ex Hook.

      - Clusiaceae
        - Allanblackia Oliv. ex Benth.
        - Androstylium Miq. = Clusia L.
        - Asthotheca Miers ex Planch. & Triana = Clusia L.
        - Astrotheca Vesque = Clusia L.
        - Balboa Planch. & Triana = Chrysochlamys Poepp.
        - Calophyllum L.
        - Cambogia L. = Garcinia L.
        - Caraipa Aubl.
        - Chrysochlamys Poepp.
        - Clusia L.
        - Clusianthemum Vieill. = Garcinia L.
        - Clusiella Planch. & Triana
        - Cochlanthera Choisy = Clusia L.
        - Decaphalangium Melch. = Clusia L.
        - Dystovomita (Engl.) D'Arcy
        - Endodesmia Benth.
        - Garcinia L.
        - Haploclathra Benth.
        - Havetia Kunth = Clusia L.
        - Havetiopsis Planch. & Triana = Clusia L.
        - Kayea Wall.
        - Kielmeyera Mart.
        - Lebrunia Staner
        - Lorostemon Ducke
        - Mahurea Aubl.
        - Mammea L.
        - Marila Sw.
        - Mesua L.
        - Montrouziera Planch. & Triana
        - Moronobea Aubl.
        - Neotatea Maguire
        - Ochrocarpos Thouars = Garcinia L.
        - Oedematopus Planch. & Triana = Clusia L.
        - Olympia Spach = Hypericum L.
        - Oxycarpus Lour. = Garcinia L.
        - Oxystemon Planch. & Triana = Clusia L.
        - Paramammea J.-F.Leroy = Mammea L.
        - Pentadesma Sabine
        - Pentaphalangium Warb. = Garcinia L.
        - Pilosperma Planch. & Triana = Clusia L.
        - Platonia Mart.
        - Poeciloneuron Bedd.
        - Quapoya Aubl. = Clusia L.
        - Renggeria Meisn. = Clusia L.
        - Rengifa Poepp. & Endl. = Clusia L.
        - Rheedia L. = Garcinia L.
        - Septogarcinia Kosterm. = Garcinia L.
        - Symphonia L.f.
        - Thysanostemon Maguire
        - Tovomita Aublet
        - Tovomitidium Ducke = Tovomita Aublet
        - Tovomitopsis Planch. & Triana
        - Tripetalum K.Schum. = Garcinia L.
        - Tsimatimia Jum. & H.Perrier = Garcinia L.
        - Vidalia Fern.-Vill. = Mesua L.
        - Xanthochymus Roxb. = Garcinia L.

      - Bonnetiaceae
        - Acopanea Steyerm. = Bonnetia Mart.
        - Archytaea Martius
        - Bonnetia Martius
        - Neblinaria Maguire = Bonnetia Mart.
        - Neogleasonia Maguire = Bonnetia Mart.
        - Ploiarium Korthals

      - Hypericaceae
        - Adenotrias Jaub. & Spach = Hypericum L.
        - Androsaemum Duhamel = Hypericum L.
        - Androsemum Link = Hypericum L.
        - Ascyrum L. = Hypericum L.
        - Cratoxylum Blume
        - Eliea Cambess.
        - Harungana Lamarck
        - Hypericum L.
        - Lianthus N. Robson
        - Psorospermum Spach prob. = Harungana Lamarck
        - Sanidophyllum Small = Hypericum L.
        - Santomasia N. Robson
        - Sarothra L. = Hypericum L.
        - Takasagoya Y. Kimura = Hypericum L.
        - Thornea Breedlove & McClintock
        - Triadenum Raf.
        - Vismia Vand.

      - Podostemaceae
        - Anastrophea Wedd. = Sphaerothylax Bisch. ex Krauss
        - Angolaea Wedd.
        - Apinagia Tul.
        - Blandowia Willd. = Apinagia Tul.
        - Butumia G.Taylor
        - Carajaea (Tul.) Wedd. = Castelnavia Tul. & Wedd.
        - Castelnavia Tul. & Wedd.
        - Ceratolacis (Tul.) Wedd.
        - Cladopus H.Moeller
        - Crenias Spreng. = Mniopsis Mart. & Zucc.
        - Dalzellia Wight
        - Devillea Tul. & Wedd.
        - Dicraeanthus Engl.
        - Dicraeia Thouars
        - Diplobryum C.Cusset
        - Djinga C.Cusset
        - Dufourea Bory ex Willd. = Tristicha Thouars
        - Endocaulos C.Cusset
        - Farmeria Willis ex Trimen
        - Griffithella (Tul.) Warm.
        - Heterotristicha Tobler
        - Hydrobryopsis Engl. = Hydrobryum Endl.
        - Hydrobryum Endl.
        - Indotristicha P.Royen
        - Jenmaniella Engl.
        - Lacis Lindl. = Tulasneantha P.Royen
        - Lawia Griff. ex Tul. (SUH) = Dalzellia Wight
        - Lecomtea Koidz. = Cladopus H.Moeller
        - Ledermanniella Engl.
        - Leiothylax Warm.
        - Letestuella G.Taylor
        - Ligea Poit. ex Tul. = Apinagia Tul.
        - Lonchostephus Tul.
        - Lophogyne Tul.
        - Macarenia P.Royen
        - Macropodiella Engl.
        - Malaccotristicha C.Cusset & G.Cusset
        - Marathrum Bonpl.
        - Mnianthus Walp. = Dalzellia Wight
        - Mniopsis Mart. & Zucc.
        - Monandriella Engl. = Ledermanniella Engl.
        - Monostylis Tul.
        - Mourera Aubl.
        - Neolacis Wedd. = Apinagia Tul.
        - Oenone Tul. = Apinagia Tul.
        - Oserya Tul. & Wedd.
        - Paleodicraeia C.Cusset
        - Podostemum Michx.
        - Pohliella Engl.
        - Polypleurella Engl.
        - Polypleurum (Tul.) Warm.
        - Rhyncholacis Tul.
        - Saxicolella Engl.
        - Sphaerothylax Bisch. ex Krauss
        - Stonesia G.Taylor
        - Terniola Tul. (SUS) = Dalzellia Wight
        - Terniopsis H.C.Chao = Dalzellia Wight
        - Thelethylax C.Cusset
        - Torrenticola Domin
        - Tristicha Thouars
        - Tulasnea Wight (SUI) = Dalzellia Wight
        - Tulasneantha P.Royen
        - Weddellina Tul.
        - Wettsteiniola Suess.
        - Willisia Warm.
        - Winklerella Engl.
        - Zehnderia C.Cusset
        - Zeylanidium (Tul.) Engl. = Hydrobryum Endl.

      - Elatinaceae
        - Bergia L.
        - Elatine L.

      - Malpighiaceae
        - Acmanthera Griseb.
        - Acosmus Desv. = Aspicarpa Rich.
        - Acridocarpus Guill. & Perr.
        - Adenoporces Small = Tetrapterys Cav.
        - Agoneissos Zoll. ex Nied. = Tristellateia Thouars
        - Alcoceratothrix Nied. = Byrsonima Rich. ex Kunth
        - Anomalopteris (DC.) G.Don (SUO) = Acridocarpus Guill. & Perr.
        - Anomalopterys (DC.) G.Don = Acridocarpus Guill. & Perr.
        - Aspicarpa Rich.
        - Aspidopterys A.Juss.
        - Atopocarpus Cuatrec. = Clonodia Griseb.
        - Banisteria L. (SUH) = Heteropterys Kunth
        - Banisterioides Dubard & Dop = Sphedamnocarpus Planch. ex Benth.
        - Banisteriopsis C.B.Rob. ex Small
        - Barnebya W.R.Anderson & B.Gates
        - Blepharandra Griseb.
        - Brachylophon Oliv.
        - Brachypterys A.Juss. = Stigmaphyllon A.Juss.
        - Brittonella Rusby = Mionandra Griseb.
        - Bunchosia Rich. ex Kunth
        - Burdachia Mart. ex A.Juss.
        - Byrsonima Rich. ex Kunth
        - Cabi Ducke = Callaeum Small
        - Callaeum Small
        - Calyntranthele Nied. = Byrsonima Rich. ex Kunth
        - Calyptostylis Arenes
        - Camarea A.St.-Hil.
        - Caucanthus Forssk.
        - Clonodia Griseb.
        - Coelostylis (Juss.) Kuntze = Echinopterys A.Juss.
        - Coleostachys A.Juss.
        - Cordobia Nied.
        - Cottsia Dubard & Dop = Janusia A.Juss.
        - Diacidia Griseb.
        - Diaspis Nied. = Caucanthus Forssk.
        - Dicella Griseb.
        - Digoniopterys Arenes
        - Dinemagonum A.Juss.
        - Dinemandra A.Juss.
        - Diplopterys A.Juss.
        - Dolichopterys Kosterm. = Lophopterys A.Juss.
        - Echinopterys A.Juss.
        - Ectopopterys W.R.Anderson
        - Eriocaucanthus Chiov. = Caucanthus Forssk.
        - Flabellaria Cav.
        - Flabellariopsis R.Wilczek
        - Gaertnera Schreb. (SUH) = Hiptage Gaertn.
        - Gallardoa Hicken
        - Galphimia Cav.
        - Gaudichaudia Kunth
        - Glandonia Griseb.
        - Heladena A.Juss.
        - Hemsleyna Kuntze = Thryallis Mart.
        - Henlea Griseb. = Thryallis Mart.
        - Henleophytum H.Karst.
        - Heteropteris Kunth (SUO) = Heteropterys Kunth
        - Heteropterys Kunth
        - Hiptage Gaertn.
        - Hiraea Jacq.
        - Janusia A.Juss.
        - Jubelina A.Juss.
        - Jubistylis Rusby = Banisteriopsis C.B.Rob. ex Small
        - Lasiocarpus Liebm.
        - Lophanthera A.Juss.
        - Lophopterys A.Juss.
        - Malacmaea Griseb. = Bunchosia Rich. ex Kunth
        - Malpighia L.
        - Malpighiantha Rojas Acosta
        - Malpighiodes Nied. = Mascagnia (Bertero ex DC.) Colla
        - Mascagnia (Bertero ex DC.) Colla
        - Mcvaughia W.R.Anderson
        - Meckelia (Mart. ex A.Juss.) Griseb. = Spachea A.Juss.
        - Mezia Schwacke ex Nied.
        - Microsteira Baker
        - Mionandra Griseb.
        - Peixotoa A.Juss.
        - Peregrina W.R.Anderson
        - Philgamia Baill.
        - Platynema Wight & Arn. = Tristellateia Thouars
        - Pterandra A.Juss.
        - Ptilochaeta Turcz.
        - Rhinopterys Nied. = Acridocarpus Guill. & Perr.
        - Rhynchophora Arenes
        - Rhyssopterys Blume ex A.Juss. (SUO) = Ryssopterys Blume ex A.Juss.
        - Rosanthus Small = Gaudichaudia Kunth
        - Ryssopterys Blume ex A.Juss.
        - Schwannia Endl. = Janusia A.Juss.
        - Sipapoa Maguire = Diacidia Griseb.
        - Skoliopterys Cuatrec. = Clonodia Griseb.
        - Spachea A.Juss.
        - Sphedamnocarpus Planch. ex Benth.
        - Sprucina Nied. = Jubelina A.Juss.
        - Stenocalyx Turcz. (SUH) = Mezia Schwacke ex Nied.
        - Stigmaphyllon A.Juss.
        - Tetrapodenia Gleason = Burdachia Mart. ex A.Juss.
        - Tetrapterys Cav.
        - Thryallis L. (SUH) = Galphimia Cav.
        - Thryallis Mart.
        - Triaspis Burch.
        - Tricomaria Gillies ex Hook. & Arn.
        - Tricomariopsis Dubard = Sphedamnocarpus Planch. ex Benth.
        - Triopterys L.
        - Tristellateia Thouars
        - Tritomopterys (A.Juss. ex Endl.) Nied. = Gaudichaudia Kunth
        - Verrucularia A.Juss.
        - Verrucularina Rauschert = Verrucularia A.Juss.
        - Zymum Thouars = Tristellateia Thouars

      - Ochnaceae
        - Adenanthe Maguire, Steyerm. & Wurdack = Tyleria Gleason
        - Adenarake Maguire & Wurdack
        - Blastemanthus Planch.
        - Brackenridgea A.Gray
        - Campylospermum Tiegh. = Gomphia Schreb.
        - Cespedesia Goudot
        - Charidion Bong. = Luxemburgia A.St.-Hil.
        - Diporidium H.L.Wendl. = Ochna L.
        - Distephania Gagnep. = Indosinia J.E.Vidal
        - Elvasia DC.
        - Epiblepharis Tiegh. = Luxemburgia A.St.-Hil.
        - Euthemis Jack
        - Fleurydora A.Chev.
        - Fournieria Tiegh. = Cespedesia Goudot
        - Godoya Ruiz & Pav.
        - Gomphia Schreb.
        - Hilairella Tiegh. = Luxemburgia A.St.-Hil.
        - Hostmannia Planch. = Elvasia DC.
        - Idertia Farron = Gomphia Schreb.
        - Indosinia J.E.Vidal
        - Indovethia Boerl. = Sauvagesia L.
        - Kaieteuria Dwyer = Ouratea Aubl.
        - Krukoviella A.C.Sm.
        - Lavradia Vell. ex Vand. = Sauvagesia L.
        - Leitgebia Eichler = Sauvagesia L.
        - Lophira Banks ex C.F.Gaertn.
        - Luxemburgia A.St.-Hil.
        - Neckia Korth. = Sauvagesia L.
        - Ochna L.
        - Ouratea Aubl.
        - Pentaspatella Gleason = Sauvagesia L.
        - Periblepharis Tiegh. = Luxemburgia A.St.-Hil.
        - Perissocarpa Steyerm. & Maguire
        - Philacra Dwyer
        - Planchonella Tiegh. (SUH) = Krukoviella A.C.Sm.
        - Plectanthera Mart. & Zucc. = Luxemburgia A.St.-Hil.
        - Pleuroridgea Tiegh. = Brackenridgea A.Gray
        - Poecilandra Tul.
        - Rhabdophyllum Tiegh. = Gomphia Schreb.
        - Rhytidanthera (Planch.) Tiegh.
        - Roraimanthus Gleason = Sauvagesia L.
        - Sauvagesia L.
        - Schuurmansia Blume
        - Schuurmansiella Hallier f.
        - Sinia Diels
        - Testulea Pellegr.
        - Trichovaselia Tiegh. = Elvasia DC.
        - Tyleria Gleason
        - Vaselia Tiegh. = Elvasia DC.
        - Vausagesia Baill. = Sauvagesia L.
        - Wallacea Spruce ex Hook.

      - Medusagynaceae
        - Medusagyne Baker 
          - Medusagyne oppositifolia

      - Quiinaceae
        - Froesia Pires
        - Lacunaria Ducke
        - Quiina Aubl.
        - Touroulia Aubl.

      - Peraceae
        - Clutia
        - Pera
        - Pogonophora
        - Trigonopleura

      - Rafflesiaceae
        - Apodanthes Poit.
        - Bdallophyton Eichler
        - Berlinianche (Harms) Vattimo
        - Brugmansia Blume (SUH) = Rhizanthes Dumort.
        - Cytinus L.
        - Mitrastemma Makino (SUI) = Mitrastemon Makino
        - Mitrastemon Makino
        - Pilostyles Guill.
        - Rafflesia R.Br.
        - Rhizanthes Dumort.
        - Sapria Griff.

      - Euphorbiaceae
        - Acalypha
        - Acidocroton
        - Acidoton
        - Actinostemon
        - Adelia
        - Adenochlaena
        - Adenocline
        - Adenopeltis
        - Adenophaedra
        - Adriana
        - Afrotrewia
        - Agrostistachys
        - Alchornea
        - Alchorneopsis
        - Aleurites
        - Algernonia
        - Alphandia
        - Amperea
        - Amyrea
        - Angostylis
        - Annesijoa
        - Anomalocalyx
        - Anthostema
        - Aparisthmium
        - Apodandra
        - Apodiscus
        - Argomuellera
        - Argythamnia
        - Astrococcus
        - Avellanita
        - Baliospermum
        - Baloghia
        - Benoistia
        - Bernardia
        - Bertya
        - Beyeria
        - Blachia
        - Blumeodendron
        - Bocquillonia
        - Bonania
        - Borneodendron
        - Botryophora
        - Calycopeplus
        - Caperonia
        - Caryodendron
        - Cavacoa
        - Cephalocroton
        - Cephalocrotonopsis
        - Cephalomappa
        - Chaetocarpus
        - Cheilosa
        - Chiropetalum
        - Chlamydojatropha
        - Chondrostylis
        - Chorisandrachne
        - Chrozophora
        - Cladogelonium
        - Cladogynos
        - Claoxylon
        - Claoxylopsis
        - Cleidiocarpon
        - Cleidion
        - Clutia
        - Cnesmone
        - Cnidoscolus
        - Cocconerion
        - Codiaeum
        - Colliguaja
        - Cometia
        - Conceveiba
        - Cordemoya
        - Croton
        - Crotonogyne
        - Crotonogynopsis
        - Crotonopsis
        - Ctenomeria
        - Cubacroton
        - Cubanthus
        - Cyrtogonone
        - Cyttaranthus
        - Dalechampia
        - Dalembertia
        - Danguyodrypetes
        - Dendrocousinsia
        - Deuteromallotus
        - Deutzianthus
        - Dichostemma
        - Dicoelia
        - Dimorphocalyx
        - Discoclaoxylon
        - Discocleidion
        - Discoglypremna
        - Ditaxis
        - Ditta
        - Dodecastigma
        - Domohinea
        - Doryxylon
        - Droceloncia
        - Duvigneaudia
        - Dysopsis
        - Elaeophora
        - Elaeophorbia
        - Elateriospermum
        - Eleutherostigma
        - Endadenium
        - Endospermum
        - Enriquebeltrania
        - Epiprinus
        - Eremocarpus
        - Erismanthus
        - Erythrococca
        - Euphorbia
        - Excoecaria
        - Fahrenheitia
        - Fontainea
        - Fragariopsis
        - Garcia
        - Gavarretia
        - Gitara
        - Givotia
        - Glycydendron
        - Glyphostylus
        - Grimmeodendron
        - Grossera
        - Gymnanthes
        - Haematostemon
        - Hamilcoa
        - Hevea
        - Hexaspermum
        - Hieronima
        - Hippomane
        - Homalanthus
        - Homonoia
        - Hura
        - Hylandia
        - Jatropha
        - Joannesia
        - Julocroton
        - Klaineanthus
        - Kleinodendron
        - Koilodepas
        - Lasiococca
        - Lasiocroton
        - Lautembergia
        - Leeuwenbergia
        - Leidesia
        - Leucocroton
        - Lobanilia
        - Loerzingia
        - Mabea
        - Macaranga
        - Mallotus
        - Manihot
        - Manihotoides
        - Manniophyton
        - Maprounea
        - Mareya
        - Mareyopsis
        - Martretia
        - Megalostylis
        - Megistostigma
        - Melanolepis
        - Mercurialis
        - Mettenia
        - Micrandra
        - Micrandropsis
        - Micrococca
        - Mildbraedia
        - Moacroton
        - Monadenium
        - Monotaxis
        - Moultonianthus
        - Myladenia
        - Myricanthe
        - Nealchornea
        - Necepsia
        - Neoboutonia
        - Neoguillauminia
        - Neoholstia
        - Neoscortechinia
        - Neotrewia
        - Octospermum
        - Oligoceras
        - Omphalea
        - Ophellantha
        - Ophthalmoblapton
        - Ostodes
        - Pachystroma
        - Pachystylidium
        - Pantadenia
        - Paranecepsia
        - Pausandra
        - Pedilanthus
        - Pera
        - Philyra
        - Pimelodendron
        - Plagiostyles
        - Platygyna
        - Plukenetia
        - Podadenia
        - Pogonophora
        - Poilaniella
        - Polyandra
        - Pseudagrostistachys
        - Pseudocroton
        - Pseudosagotia
        - Pterococcus
        - Ptychopyxis
        - Pycnocoma
        - Reutealis
        - Ricinocarpos
        - Ricinodendron
        - Ricinus
        - Rockinghamia
        - Romanoa
        - Sagotia
        - Sampantaea
        - Sandwithia
        - Sapium
        - Schinziophyton
        - Sebastiania
        - Seidelia
        - Senefeldera
        - Senefelderopsis
        - Spathiostemon
        - Speranskia
        - Sphaerostylis
        - Sphyranthera
        - Spirostachys
        - Stillingia
        - Strophioblachia
        - Sumbaviopsis
        - Suregada
        - Synadenium
        - Syndyophyllum
        - Tacarcuna
        - Tannodia
        - Tapoides
        - Tetracarpidium
        - Tetraplandra
        - Tetrorchidium
        - Thyrsanthera
        - Tragia
        - Tragiella
        - Trewia
        - Trigonopleura
        - Trigonostemon
        - Vaupesia
        - Veconcibea
        - Vernicia
        - Wetria

      - Phyllanthaceae
        - Actephila
        - Aerisilvaea
        - Amanoa
        - Andrachne
        - Antidesma
        - Aporusa
        - Ashtonia
        - Astrocasia
        - Baccaurea
        - Bischofia
        - Blotia
        - Breynia
        - Bridelia
        - Celianella
        - Chascotheca
        - Chonocentrum
        - Cleistanthus
        - Croizatia
        - Didymocistus
        - Discocarpus
        - Flueggea
        - Glochidion
        - Gonatogyne
        - Heywoodia
        - Hyeronima
        - Hymenocardia
        - Jablonskia
        - Keayodendron
        - Lachnostylis
        - Leptonema
        - Leptopus
        - Maesobotrya
        - Margaritaria
        - Meborea
        - Meineckia
        - Oreoporanthera
        - Pentabrachion
        - Petalodiscus
        - Phyllanoa
        - Phyllanthus
        - Poranthera
        - Protomegabaria
        - Pseudolachnostylis
        - Reverchonia
        - Richeria
        - Richeriella
        - Sauropus
        - Savia
        - Securinega
        - Spondianthus
        - Thecacoris
        - Uapaca
        - Wielandia
        - Zimmermannia
        - Zimmermanniopsis

      - Picrodendraceae
        - Androstachys
        - Aristogeitonia
        - Austrobuxus
        - Canaca
        - Celaenodendron
        - Choriceras
        - Dissiliaria
        - Hyaenanche
        - Kairothamnus
        - Longetia
        - Micrantheum
        - Mischodon
        - Neoroepera
        - Oldfieldia
        - Paradrypetes
        - Parodiodendron
        - Petalostigma
        - Picrodendron
        - Piranhea
        - Podocalyx
        - Pseudanthus
        - Scagea
        - Stachyandra
        - Stachystemon
        - Tetracoccus
        - Voatamalo
        - Whyanbeelia

      - Balanopaceae
        - Balanops Baill.

      - Trigoniaceae
        - Humbertiodendron Leandri
        - Humbertodendron Leandri (SUO) = Humbertiodendron Leandri
        - Trigonia Aubl.
        - Trigoniastrum Miq.
        - Trigoniodendron E.F.Guim. & Miguel

      - Dichapetalaceae
        - Dichapetalum Thouars
        - Gonypetalum Ule = Tapura Aubl.
        - Icacinopsis Roberty = Dichapetalum Thouars
        - Stephanopodium Poepp.
        - Tapura Aubl.

      - Chrysobalanaceae
        - Acioa Aubl.
        - Afrolicania Mildbr.
        - Angelesia Korth. = Licania Aubl.
        - Atuna Raf.
        - Bafodeya Prance ex F.White
        - Balantium Desv. ex Ham. (SUH) = Parinari Aubl.
        - Brya Vell. (SUH) = Hirtella L.
        - Causea Scop. = Hirtella L.
        - Chrysobalanus L.
        - Coccomelia Ridl. (SUH) = Licania Aubl.
        - Couepia Aubl.
        - Cyclandrophora Hassk. = Atuna Raf.
        - Dactyladenia Welw. = Acioa Aubl.
        - Dahuronia Scop. = Licania Aubl.
        - Diemenia Korth. = Licania Aubl.
        - Dugortia Scop. = Parinari Aubl.
        - Exellodendron Prance
        - Exitelia Blume = Maranthes Blume
        - Geobalanus Small = Licania Aubl.
        - Grangeria Comm. ex Juss.
        - Griffonia Hook.f. (SUH) = Acioa Aubl.
        - Hedycrea Schreb. = Licania Aubl.
        - Hirtella L.
        - Hunga Pancher ex Prance
        - Kostermanthus Prance
        - Lepidocarpa Korth. = Parinari Aubl.
        - Licania Aubl.
        - Magnistipula Engl.
        - Maranthes Blume
        - Moquilea Aubl. = Licania Aubl.
        - Neocarya (DC.) Prance ex F.White
        - Parastemon A.DC.
        - Parinari Aubl.
        - Parinarium Juss. = Parinari Aubl.
        - Petrocarya Schreb. = Parinari Aubl.
        - Salmasia Schreb. (SUS) = Hirtella L.
        - Sphenista Raf. = Hirtella L.
        - Tachibota Aubl. = Hirtella L.
        - Thelyra Thouars = Hirtella L.
        - Trichocarya Miq. = Licania Aubl.
        - Zamzela Raf. = Hirtella L.

      - Euphroniaceae
        - Euphronia Mart. & Zucc.
        - Lightia R.H.Schomb. (SUH) = Euphronia Mart. & Zucc.
        - Lightiodendron Rauschert = Euphronia Mart. & Zucc.

      - Caryocaraceae
        - Anthodiscus G.Mey.
        - Caryocar L.

### Cucurbitales
- Eudicotyledoneae (seria colocada na categoria de classe)
  - Rosidae (seria colocada na categoria de subclasse)
    - Cucurbitales
      - Anisophylleaceae
        - Anisophyllea R.Br. ex Sabine
        - Anisophyllum G.Don (SUO) = Anisophyllea R.Br. ex Sabine
        - Combretocarpus Hook.f.
        - Poga Pierre
        - Polygonanthus Ducke
        - Tetracarpaea Benth. (SUH) = Anisophyllea R.Br. ex Sabine

      - Corynocarpaceae
        - Corynocarpus J.R.Forst. & G.Forst.

      - Coriariaceae
        - Coriaria L.

      - Cucurbitaceae
        - Abobra Naudin
        - Acanthosicyos Welw. ex Hook.f.
        - Acanthosicyus Post & Kuntze (SUO) = Acanthosicyos Welw. ex Hook.f.
        - Actinostemma Griff.
        - Adenopus Benth. = Lagenaria Ser.
        - Aechmandra Arn. = Kedrostis Medik.
        - Ahzolia Standl. & Steyerm. = Sechium P.Browne
        - Allagosperma M.Roem. = Melothria L.
        - Alsomitra (Blume) M.Roem.
        - Alternasemina Silva Manso
        - Ampelosicyos Thouars
        - Anacaona Alain
        - Anguina Mill. = Trichosanthes L.
        - Anguria Jacq. (SUH) = Psiguria Neck. ex Arn.
        - Anguria Mill. = Citrullus Schrad. ex Eckl. & Zeyh.
        - Anguriopsis J.R.Johnst. = Doyerea Grosourdy
        - Anisosperma Silva Manso = Fevillea L.
        - Anomalosicyos Gentry = Sicyos L.
        - Antagonia Griseb. = Cayaponia Silva Manso
        - Apatzingania Dieterle
        - Apodanthera Arn.
        - Arkezostis Raf. = Cayaponia Silva Manso
        - Atheranthera Mast. = Gerrardanthus Harv. ex Hook.f.
        - Bambekea Cogn.
        - Benincasa Savi
        - Bisedmondia Hutch. = Calycophysum H.Karst. & Triana
        - Biswarea Cogn.
        - Blastania Kotschy & Peyr. = Ctenolepis Hook.f.
        - Bolbostemma Franquet
        - Brandegea Cogn.
        - Bryonia L.
        - Bryonopsis Arn. = Kedrostis Medik.
        - Calpidosicyos Harms = Momordica L.
        - Calycophysum H.Karst. & Triana
        - Calyptrosicyos Keraudren = Corallocarpus Welw. ex Hook.f.
        - Camolenga Post & Kuntze = Benincasa Savi
        - Cayaponia Silva Manso
        - Cedrostis Post & Kuntze (SUO) = Kedrostis Medik.
        - Cephalandra Schrad. ex Eckl. & Zeyh. = Coccinia Wight & Arn.
        - Cephalopentandra Chiov.
        - Cerasiocarpum Hook.f. = Kedrostis Medik.
        - Ceratosanthes Burm. ex Adans.
        - Chalema Dieterle
        - Chayota Jacq. = Sechium P.Browne
        - Chocho Adans. = Sechium P.Browne
        - Cionandra Griseb. = Cayaponia Silva Manso
        - Cionosicyos Griseb.
        - Cionosicys Griseb. (SUO) = Cionosicyos Griseb.
        - Citrullus Schrad. ex Eckl. & Zeyh.
        - Cladocarpa (H.St.John) H.St.John = Sicyos L.
        - Cladosicyos Hook.f. = Cucumeropsis Naudin
        - Coccinia Wight & Arn.
        - Cogniauxia Baill.
        - Cogniauxiella Baill. = Cogniauxia Baill.
        - Colocynthis Mill. = Citrullus Schrad. ex Eckl. & Zeyh.
        - Coniandra Schrad. ex Eckl. & Zeyh. = Kedrostis Medik.
        - Corallocarpus Welw. ex Hook.f.
        - Corynosicyos F.Muell. (SUI) = Cucumeropsis Naudin
        - Costarica L.D.Gomez = Sicyos L.
        - Cremastopus Paul G.Wilson
        - Ctenolepis Hook.f.
        - Ctenopsis Naudin (SUH) = Ctenolepis Hook.f.
        - Cucumella Chiov.
        - Cucumeroides Gaertn. = Trichosanthes L.
        - Cucumeropsis Naudin
        - Cucumis L.
        - Cucurbita L.
        - Cucurbitella Walp.
        - Cucurbitula (M.Roem.) Post & Kuntze = Zehneria Endl.
        - Cyclanthera Schrad.
        - Cyclantheropsis Harms
        - Cyrtonema Schrad. ex Eckl. & Zeyh. = Kedrostis Medik.
        - Dactyliandra (Hook.f.) Hook.f.
        - Delognaea Cogn. = Ampelosicyos Thouars
        - Dendrosicyos Balf.f.
        - Dermophylla Silva Manso = Cayaponia Silva Manso
        - Dicaelosperma E.G.O.Mull. & Pax (SUO) = Dicoelospermum C.B.Clarke
        - Dicaelospermum C.B.Clarke (SUO) = Dicoelospermum C.B.Clarke
        - Diclidostigma Kunze = Melothria L.
        - Dicoelospermum C.B.Clarke
        - Dieterlea Lott
        - Dieudonnaea Cogn. = Gurania (Schltdl.) Cogn.
        - Dimorphoclamys Hook.f. = Momordica L.
        - Diplocyclos (Endl.) Post & Kuntze
        - Diplocyclus Post & Kuntze (SUO) = Diplocyclos (Endl.) Post & Kuntze
        - Discanthera Torr. & A.Gray = Cyclanthera Schrad.
        - Doyerea Grosourdy
        - Druparia Silva Manso = Cayaponia Silva Manso
        - Dryparia Post & Kuntze (SUO) = Cayaponia Silva Manso
        - Ecballium A.Rich.
        - Echinocystis Torr. & A.Gray
        - Echinopepon Naudin
        - Edgaria C.B.Clarke
        - Edmondia Cogn. (SUH) = Calycophysum H.Karst. & Triana
        - Elateriopsis Ernst
        - Elaterium Jacq. (SUH) = Rytidostylis Hook. & Arn.
        - Elaterium Mill. = Ecballium A.Rich.
        - Enkylia Griff. = Gynostemma Blume
        - Eopepon Naudin = Trichosanthes L.
        - Eulenburgia Pax = Momordica L.
        - Eureiandra Hook.f.
        - Euryandra Hook.f. (SUO) = Eureiandra Hook.f.
        - Feuillaea Gled. (SUO) = Fevillea L.
        - Feuillea Kuntze (SUO) = Fevillea L.
        - Fevillea L.
        - Frantzia Pittier = Sechium P.Browne
        - Gerrardanthus Harv. ex Hook.f.
        - Gijefa (M.Roem.) Post & Kuntze = Kedrostis Medik.
        - Gomphogyne Griff.
        - Gurania (Schltdl.) Cogn.
        - Guraniopsis Cogn.
        - Gymnopetalum Arn.
        - Gynostemma Blume
        - Halosicyos Mart.Crov.
        - Hanburia Seem.
        - Harlandia Hance = Solena Lour.
        - Helmontia Cogn.
        - Hemsleya Cogn. ex F.B.Forbes & Hemsl.
        - Herpetospermum Wall. ex Hook.f.
        - Heterosicyos (S.Watson) Cockerell (SUH) = Cremastopus Paul G.Wilson
        - Heterosicyos Welw. ex Hook.f. = Trochomeria Hook.f.
        - Heterosicyus Post & Kuntze (SUO) = Trochomeria Hook.f.
        - Hexameria Torr. & A.Gray = Echinocystis Torr. & A.Gray
        - Hodgsonia Hook.f. & Thomson
        - Hymenosicyos Chiov. = Oreosyce Hook.f.
        - Hypanthera Silva Manso = Fevillea L.
        - Ibervillea Greene
        - Ilocania Merr. = Diplocyclos (Endl.) Post & Kuntze
        - Indofevillea Chatterjee
        - Involucraria Ser. = Trichosanthes L.
        - Joliffia Bojer ex Delile = Telfairia Hook.
        - Juchia M.Roem. = Solena Lour.
        - Juppia Merr. = Zanonia L.
        - Karivia Arn. = Solena Lour.
        - Kedrostis Medik.
        - Lagenaria Ser.
        - Landersia Macfad. = Melothria L.
        - Lemurosicyos Keraudren
        - Luffa Mill.
        - Macrozanonia (Cogn.) Cogn. = Alsomitra (Blume) M.Roem.
        - Marah Kellogg
        - Maximowiczia Cogn. (SUS) = Ibervillea Greene
        - Megarrhiza Torr. & A.Gray = Marah Kellogg
        - Melancium Naudin
        - Mellouia Gasp. = Cucurbita L.
        - Melo Mill. = Cucumis L.
        - Melopepo Mill. = Cucurbita L.
        - Melothria L.
        - Melothrianthus Mart.Crov.
        - Micrampelis Raf. = Echinocystis Torr. & A.Gray
        - Microsechium Naudin
        - Mitrosicyos Maxim. = Actinostemma Griff.
        - Momordica L.
        - Muellerargia Cogn.
        - Mukia Arn.
        - Muricia Lour. = Momordica L.
        - Myrmecosicyos C.Jeffrey
        - Nandiroba Adans. (SUO) = Fevillea L.
        - Neoalsomitra Hutch.
        - Neoluffa Chakrav. = Siraitia Merr.
        - Neurosperma Raf. = Momordica L.
        - Neurospermum Bartl. (SUO) = Momordica L.
        - Nevrosperma Raf. (SUO) = Momordica L.
        - Nhandiroba Adans. = Fevillea L.
        - Nietoa Seem. ex W.Schaffn. = Hanburia Seem.
        - Nothoalsomitra Telford
        - Odosicyos Keraudren
        - Oreosyce Hook.f.
        - Ozodycus Raf. = Cucurbita L.
        - Parasicyos Dieterle
        - Penar-Valli Adans. = Zanonia L.
        - Penarvallia Post & Kuntze (SUO) = Zanonia L.
        - Penelopeia Urb.
        - Pentaclathra Endl. = Polyclathra Bertol.
        - Pepo Mill. = Cucurbita L.
        - Peponia Naudin = Peponium Engl.
        - Peponiella Kuntze = Peponium Engl.
        - Peponium Engl.
        - Peponopsis Naudin
        - Perianthopodus Silva Manso = Cayaponia Silva Manso
        - Pestalozzia Zoll. & Moritzi = Gynostemma Blume
        - Physedra Hook.f. = Coccinia Wight & Arn.
        - Pileocalyx Gasp. = Cucurbita L.
        - Pilogyne Eckl. ex Schrad. = Zehneria Endl.
        - Pisosperma Sond. = Kedrostis Medik.
        - Pittiera Cogn. = Polyclathra Bertol.
        - Platygonia Naudin = Trichosanthes L.
        - Polakowskia Pittier = Sechium P.Browne
        - Polyclathra Bertol.
        - Pomasterion Miq. = Actinostemma Griff.
        - Poppya Neck. ex M.Roem. = Luffa Mill.
        - Posadaea Cogn.
        - Praecitrullus Pangalo
        - Prasopepon Naudin = Cucurbitella Walp.
        - Pseudocyclanthera Mart.Crov.
        - Pseudoechinopepon (Cogn.) Cockerell = Vaseyanthus Cogn.
        - Pseudosicydium Harms
        - Psiguria Neck. ex Arn.
        - Pteropepon (Cogn.) Cogn.
        - Pterosicyos Brandegee
        - Rampinia C.B.Clarke = Herpetospermum Wall. ex Hook.f.
        - Ranugia (Schltdl.) Post & Kuntze = Gurania (Schltdl.) Cogn.
        - Raphanistrocarpus (Baill.) Pax = Momordica L.
        - Raphanocarpus Hook.f. = Momordica L.
        - Raphidiocystis Hook.f.
        - Rhynchocarpa Schrad. ex Endl. = Kedrostis Medik.
        - Rhytidostylis Rchb. (SUO) = Rytidostylis Hook. & Arn.
        - Roseanthus Cogn. = Polyclathra Bertol.
        - Ruthalicia C.Jeffrey
        - Rytidostylis Hook. & Arn.
        - Sarx H.St.John = Sicyos L.
        - Schizocarpum Schrad.
        - Schizopepon Maxim.
        - Schizostigma Arn. (SUH) = Cucurbitella Walp.
        - Scotanthus Naudin = Gymnopetalum Arn.
        - Sechiopsis Naudin
        - Sechium P.Browne
        - Selysia Cogn.
        - Seyrigia Keraudren
        - Sicana Naudin
        - Sicydium Schltdl.
        - Sicyocarya (A.Gray) H.St.John = Sicyos L.
        - Sicyocaulis Wiggins = Sicyos L.
        - Sicyoides Mill. = Sicyos L.
        - Sicyos L.
        - Sicyosperma A.Gray
        - Sicyus Clem. (SUO) = Sicyos L.
        - Siolmatra Baill.
        - Siraitia Merr.
        - Skottsbergiliana H.St.John = Sicyos L.
        - Solena Lour.
        - Sphaerosicyos Hook.f. = Lagenaria Ser.
        - Sphenantha Schrad. = Cucurbita L.
        - Staphylosyce Hook.f. = Coccinia Wight & Arn.
        - Sycios Medik. (SUO) = Sicyos L.
        - Tecunumania Standl. & Steyerm.
        - Telfairia Hook.
        - Thladiantha Bunge
        - Toxanthera Hook.f. = Kedrostis Medik.
        - Trevauxia Steud. (SUO) = Luffa Mill.
        - Trevouxia Scop. = Luffa Mill.
        - Trianosperma (Torr. & A.Gray) Mart. = Cayaponia Silva Manso
        - Triceratia A.Rich. = Sicydium Schltdl.
        - Triceros Griff. = Gomphogyne Griff.
        - Trichosanthes L.
        - Tricyclandra Keraudren
        - Tripodanthera M.Roem. = Gymnopetalum Arn.
        - Trirostellum Z.P.Wang & Q.Z.Xie = Gynostemma Blume
        - Tristemon Scheele = Cucurbita L.
        - Trochomeria Hook.f.
        - Trochomeriopsis Cogn.
        - Tumamoca Rose
        - Turia Forssk. ex J.F.Gmel. = Luffa Mill.
        - Vaseyanthus Cogn.
        - Warea C.B.Clarke (SUH) = Biswarea Cogn.
        - Wilbrandia Silva Manso
        - Xerosicyos Humbert
        - Zanonia L.
        - Zehneria Endl.
        - Zombitsia Keraudren
        - Zucca Comm. ex Juss. = Momordica L.
        - Zygosicyos Humbert

      - Tetramelaceae
        - Octomeles
        - Tetrameles

      - Datiscaceae
        - Datisca

      - Begoniaceae
        - Begonia L.
        - Begoniella Oliv. = Begonia L.
        - Hillebrandia Oliv.
        - Semibegoniella C.E.C.Fisch. = Begonia L.
        - Symbegonia Warb.

### Fagales
- Eudicotyledoneae (seria colocada na categoria de classe)
  - Rosidae (seria colocada na categoria de subclasse)
    - Fagales
      - Nothofagaceae
        - Nothofagus

      - Fagaceae
        - Castanea Mill.
        - Castanopsis (D.Don) Spach
        - Chrysolepis Hjelmq.
        - Colombobalanus Nixon & Crepet = Trigonobalanus Forman
        - Cyclobalanopsis Oerst. = Quercus L.
        - Fagus L.
        - Formanodendron Nixon & Crepet = Trigonobalanus Forman
        - Lithocarpus Blume
        - Nothofagus Blume
        - Pasania Oerst. = Lithocarpus Blume
        - Pasaniopsis Kudo = Castanopsis (D.Don) Spach
        - Quercus L.
        - Trigonobalanus Forman
        - Trisynsyne Baill. = Nothofagus Blume

      - Myricaceae
        - Canacomyrica Guillaumin
        - Comptonia L'Her. ex Aiton
        - Myrica L.

      - Juglandaceae
        - Carya Nutt.
        - Cyclocarya Iljinsk.
        - Engelhardtia Lesch. ex Blume
        - Hicorius Raf. = Carya Nutt.
        - Juglans L.
        - Oreomunnea Oerst.
        - Platycarya Siebold & Zucc.
        - Pterilema Reinw. = Engelhardtia Lesch. ex Blume
        - Pterocarya Kunth
        - Rhamphocarya Kuang = Carya Nutt.

      - Rhoipteleaceae
        - Rhoiptelea Diels & Hand.-Mazz. 
          - Rhoiptelea chiliantha

      - Casuarinaceae
        - Allocasuarina L.A.S.Johnson
        - Casuarina L.
        - Ceuthostoma L.A.S.Johnson
        - Gymnostoma L.A.S.Johnson
        - Quadrangula Baum.-Bod. (SUI) = Gymnostoma L.A.S.Johnson

      - Ticodendraceae
        - Ticodendron Gomez-Laur. & L.D.Gomez 
          - Ticodendron incognitum

      - Betulaceae
        - Alnus Mill.
        - Betula L.
        - Carpinus L.
        - Corylus L.
        - Ostrya Scop.
        - Ostryopsis Decne.

### Fabales
- Eudicotyledoneae (seria colocada na categoria de classe)
  - Rosidae (seria colocada na categoria de subclasse)
    - Fabales
      - Quillajaceae
        - Quillaja

      - Fabaceae
        - 4 a 12 géneros para Cercideae
        - Abauria Becc. = Koompassia Maingay
        - Acrocarpus Wight ex Arn.
        - Adenolobus (Harv. ex Benth.) Torre & Hillc.
        - Afrafzelia Pierre = Afzelia Sm.
        - Afzelia Sm.
        - Amherstia Wall.
        - Andradia Sim = Dialium L.
        - Androcalymma Dwyer
        - Anthonotha P.Beauv.
        - Apaloxylon Drake = Neoapaloxylon Rauschert
        - Aphanocalyx Oliv.
        - Aprevalia Baill. = Delonix Raf.
        - Apuleia Mart.
        - Arapatiella Rizzini & A.Mattos
        - Arcoa Urb.
        - Augouardia Pellegr.
        - Baikiaea Benth.
        - Balsamocarpon Clos
        - Bandeiraea Benth. = Griffonia Baill.
        - Barklya F.Muell. = Bauhinia L.
        - Batesia Spruce ex Benth.
        - Bathiaea Drake
        - Baudouinia Baill.
        - Bauhinia L.
        - Berlinia Sol. ex Hook.f.
        - Biancaea Tod. = Caesalpinia L.
        - Brachycylix (Harms) R.S.Cowan
        - Brachystegia Benth.
        - Bracteolanthus de Wit = Bauhinia L.
        - Brenierea Humbert
        - Brodriguesia R.S.Cowan
        - Brownea Jacq.
        - Browneopsis Huber
        - Burkea Hook.
        - Bussea Harms
        - Caesalpinia L.
        - Campsiandra Benth.
        - Cantuffa J.F.Gmel. = Pterolobium R.Br. ex Wight & Arn.
        - Cardenasia Rusby = Bauhinia L.
        - Caspareopsis Britton & Rose = Bauhinia L.
        - Cassia L.
        - Cavaraea Speg. = Tamarindus L.
        - Cenostigma Tul.
        - Ceratonia L.
        - Cercidiopsis Britton & Rose = Parkinsonia L.
        - Cercidium Tul. = Parkinsonia L.
        - Cercis L.
        - Chamaecrista Moench
        - Chamaesenna (DC.) Raf. ex Pittier = Senna Mill.
        - Chidlowia Hoyle
        - Colophospermum J.Leonard
        - Colvillea Bojer ex Hook.
        - Conzattia Rose
        - Copaifera L.
        - Cordeauxia Hemsl.
        - Cowellocassia Britton = Crudia Schreb.
        - Crudia Schreb.
        - Crudya Batsch (SUO) = Crudia Schreb.
        - Cryptosepalum Benth.
        - Cyanothyrsus Harms = Daniellia Benn.
        - Cymbosepalum Baker = Haematoxylum L.
        - Cynometra L.
        - Daniellia Benn.
        - Dansera Steenis = Dialium L.
        - Delonix Raf.
        - Denisophytum R.Vig. = Caesalpinia L.
        - Desmodiocassia Britton & Rose = Senna Mill.
        - Detarium Juss.
        - Dewindtia De Wild. = Cryptosepalum Benth.
        - Dialium L.
        - Dicorynia Benth.
        - Dicymbe Spruce ex Benth.
        - Dicymbopsis Ducke = Dicymbe Spruce ex Benth.
        - Didelotia Baill.
        - Dimorphandra Schott
        - Dipetalanthus A.Chev. = Hymenostegia (Benth.) Harms
        - Diptychandra Tul.
        - Distemonanthus Benth.
        - Doga (Baill.) Baill. ex Nakai = Storckiella Seem.
        - Duparquetia Baill.
        - Earleocassia Britton = Senna Mill.
        - Echinocalyx Benth. = Sindora Miq.
        - Echinocassia Britton & Rose = Senna Mill.
        - Eligmocarpus Capuron
        - Elizabetha R.H.Schomb. ex Benth.
        - Endertia Steenis & de Wit
        - Englerodendron Harms
        - Eperua Aubl.
        - Erythrophleum Afzel. ex G.Don
        - Eurypetalum Harms
        - Gamwellia Baker = Gleditsia L.
        - Gaumerocassia Britton = Senna Mill.
        - Gigasiphon Drake = Bauhinia L.
        - Gilbertiodendron J.Leonard
        - Gilletiodendron Vermoesen
        - Gleditschia Scop. = Gleditsia L.
        - Gleditsia L.
        - Goniorrhachis Taub.
        - Gossweilerodendron Harms
        - Griffonia Baill.
        - Grimaldia Schrank = Chamaecrista Moench
        - Guaymasia Britton & Rose = Caesalpinia L.
        - Guibourtia Benn.
        - Guilandina L. = Caesalpinia L.
        - Gymnocladus Lam.
        - Haematoxylum L.
        - Hardwickia Roxb.
        - Herpetica (DC.) Raf. = Senna Mill.
        - Heterostemon Desf.
        - Hoffmannseggia Cav.
        - Humboldtia Vahl
        - Hylodendron Taub.
        - Hymenaea L.
        - Hymenostegia (Benth.) Harms
        - Ibadja A.Chev. = Loesenera Harms
        - Intsia Thouars
        - Isoberlinia Craib & Stapf ex Holland
        - Isomacrolobium Aubrev. & Pellegr. = Anthonotha P.Beauv.
        - Jacqueshuberia Ducke
        - Jonesia Roxb. = Saraca L.
        - Julbernardia Pellegr.
        - Kalappia Kosterm.
        - Kaoue Pellegr. = Stachyothyrsus Harms
        - Kingiodendron Harms
        - Koompassia Maingay
        - Labichea Gaudich. ex DC.
        - Lasiobema (Korth.) Miq. = Bauhinia L.
        - Lebruniodendron J.Leonard
        - Lemuropisum H.Perrier
        - Leonardendron Aubrev. = Anthonotha P.Beauv.
        - Leonardoxa Aubrev.
        - Leonocassia Britton Senna Mill.
        - Leucostegane Prain
        - Librevillea Hoyle
        - Loesenera Harms
        - Lophocarpinia Burkart
        - Lysidice Hance
        - Lysiphyllum (Benth.) de Wit = Bauhinia L.
        - Macroberlinia (Harms) Hauman = Berlinia Sol. ex Hook.f.
        - Macrolobium Schreb.
        - Maniltoa Scheff.
        - Martiodendron Gleason
        - Martiusia Benth. = Martiodendron Gleason
        - Melanosticta DC. = Hoffmannseggia Cav.
        - Melanoxylon Schott
        - Mendoravia Capuron
        - Mezoneuron Desf. = Caesalpinia L.
        - Michelsonia Hauman
        - Microberlinia A.Chev.
        - Microstegia Pierre ex Harms = Gilletiodendron Vermoesen
        - Moldenhawera Schrad.
        - Monopetalanthus Harms
        - Moparia Britton & Rose = Caesalpinia L.
        - Mora Benth.
        - Moullava Adans.
        - Neoapaloxylon Rauschert
        - Neochevalierodendron J.Leonard
        - Nicarago Britton & Rose = Caesalpinia L.
        - Oddoniodendron De Wild.
        - Oligostemon Benth. = Duparquetia Baill.
        - Orphanodendron Barneby & J.W.Grimes
        - Oxystigma Harms
        - Pachyelasma Harms
        - Pahudia Miq. = Afzelia Sm.
        - Palmerocassia Britton = Senna Mill.
        - Paloue Aubl.
        - Palovea Juss. (SUO) = Paloue Aubl.
        - Paloveopsis R.S.Cowan
        - Paraberlinia Pellegr. = Julbernardia Pellegr.
        - Paradaniellia Rolfe = Daniellia Benn.
        - Paramacrolobium J.Leonard
        - Parkinsonia L.
        - Pellegriniodendron J.Leonard
        - Peltogyne Vogel
        - Peltophoropsis Chiov. = Parkinsonia L.
        - Peltophorum (Vogel) Benth.
        - Petalogyne F.Muell. = Petalostylis R.Br.
        - Petalostylis R.Br.
        - Phanera Lour. = Bauhinia L.
        - Phragmocassia Britton & Rose = Senna Mill.
        - Phyllocarpus Riedel ex Tul.
        - Piliostigma Hochst. = Bauhinia L.
        - Plagiosiphon Harms
        - Podogynium Taub. = Zenkerella Taub.
        - Poeppigia C.Presl
        - Poinciana L. = Caesalpinia L.
        - Poincianella Britton & Rose = Caesalpinia L.
        - Polystemonanthus Harms
        - Prioria Griseb.
        - Pryona Miq. = Crudia Schreb.
        - Pseudocassia Britton & Rose = Senna Mill.
        - Pseudocopaiva Britton & P.Wilson = Guibourtia Benn.
        - Pseudocynometra Kuntze = Maniltoa Scheff.
        - Pseudomacrolobium Hauman
        - Pseudosindora Symington
        - Pseudovouapa Britton & Rose = Macrolobium Schreb.
        - Pterocassia Britton & Rose = Senna Mill.
        - Pterogyne Tul.
        - Pterolobium R.Br. ex Wight & Arn.
        - Pterygopodium Harms = Oxystigma Harms
        - Pynaertiodendron De Wild. = Cryptosepalum Benth.
        - Recordoxylon Ducke
        - Rhynchocarpa Backer ex K.Heyne (SUH) = Dialium L.
        - Saraca L.
        - Schizolobium Vogel
        - Schizoscyphus K.Schum. ex Taub. = Maniltoa Scheff.
        - Schizosiphon K.Schum. = Maniltoa Scheff.
        - Schnella Raddi = Bauhinia L.
        - Schotia Jacq.
        - Schrammia Britton & Rose = Hoffmannseggia Cav.
        - Sciacassia Britton = Senna Mill.
        - Sciaplea Rauschert = Dialium L.
        - Sclerolobium Vogel
        - Scorodophloeus Harms
        - Scottia Thunb. = Schotia Jacq.
        - Senna Mill.
        - Seretoberlinia P.A.Duvign. = Julbernardia Pellegr.
        - Sericeocassia Britton = Senna Mill.
        - Sindora Miq.
        - Sindoropsis J.Leonard
        - Sooja Siebold = Chamaecrista Moench
        - Stachyothyrsus Harms
        - Stahlia Bello
        - Stemonocoleus Harms
        - Stenodrepanum Harms
        - Storckiella Seem.
        - Stuhlmannia Taub.
        - Sympetalandra Stapf
        - Tachigali Aubl.
        - Talbotiella Baker f.
        - Tamarindus L.
        - Tara Molina = Caesalpinia L.
        - Tessmannia Harms
        - Tetraberlinia (Harms) Hauman
        - Tetrapterocarpon Humbert
        - Tharpia Britton & Rose = Senna Mill.
        - Thylacanthus Tul.
        - Toubaouate Aubrev. & Pellegr. = Didelotia Baill.
        - Touchiroa Aubl. = Crudia Schreb.
        - Trachylobium Hayne = Hymenaea L.
        - Tripetalanthus A.Chev. = Plagiosiphon Harms
        - Triplisomeris (Baill.) Aubrev. & Pellegr. = Anthonotha P.Beauv.
        - Tylosema (Schweinf.) Torre & Hillc.
        - Uittienia Steenis = Dialium L.
        - Umtiza Sim
        - Vogelocassia Britton = Senna Mill.
        - Vouacapoua Aubl.
        - Wagatea Dalzell = Moullava Adans.
        - Westia Vahl
        - Xerocassia Britton & Rose = Senna Mill.
        - Zenia Chun
        - Zenkerella Taub.
        - Zingania A.Chev. = Didelotia Baill.
        - Zuccagnia Cav.
        - Abarema Pittier
        - Acacia Mill.
        - Acaciella Britton & Rose = Acacia Mill.
        - Acaciopsis Britton & Rose = Acacia Mill.
        - Acanthopteron Britton = Mimosa L.
        - Acuan Medik. = Desmanthus Willd.
        - Adenanthera L.
        - Adenopodia C.Presl
        - Affonsea A.St.-Hil.
        - Albizia Durazz.
        - Amblygonocarpus Harms
        - Anadenanthera Speg.
        - Anneslia Salisb. = Calliandra Benth.
        - Archidendron F.Muell.
        - Archidendropsis I.C.Nielsen
        - Arthrosamanea Britton & Rose = Albizia Durazz.
        - Aubrevillea Pellegr.
        - Bahamia Britton & Rose = Acacia Mill.
        - Cailliea Guill. & Perr. = Dichrostachys (A.DC.) Wight & Arn.
        - Calliandra Benth.
        - Calliandropsis H.M.Hern. & Guinet
        - Calpocalyx Harms
        - Cathormion (Benth.) Hassk. = Albizia Durazz.
        - Caudoleucaena Britton & Rose = Leucaena Benth.
        - Cedrelinga Ducke
        - Chloroleucon (Benth.) Record
        - Chloroleucum (Benth.) Record (SUO) = Chloroleucon (Benth.) Record
        - Codonandra H.Karst. = Calliandra Benth.
        - Cojoba Britton & Rose
        - Cylicodiscus Harms
        - Cylindrokelupha Kosterm. = Archidendron F.Muell.
        - Cyrtoxiphus Harms = Cylicodiscus Harms
        - Delaportea Thorel ex Gagnep. = Acacia Mill.
        - Desmanthus Willd.
        - Dichrostachys (A.DC.) Wight & Arn.
        - Dinizia Ducke
        - Ebenopsis Britton & Rose = Havardia Small
        - Elephantorrhiza Benth.
        - Entada Adans.
        - Entadopsis Britton = Entada Adans.
        - Enterolobium Mart.
        - Faidherbia A.Chev.
        - Fillaeopsis Harms
        - Fishlockia Britton & Rose = Acacia Mill.
        - Gagnebina Neck. ex DC.
        - Gigalobium P.Browne = Entada Adans.
        - Goldmania Rose ex Micheli
        - Gonsii Adans. (SUS) = Adenanthera L.
        - Haitimimosa Britton = Mimosa L.
        - Hansemannia K.Schum. = Archidendron F.Muell.
        - Havardia Small
        - Hemidesma Raf. = Neptunia Lour.
        - Indopiptadenia Brenan
        - Inga Mill.
        - Jupunba Britton & Rose = Abarema Pittier
        - Klugiodendron Britton & Killip = Abarema Pittier
        - Lagonychium M.Bieb. = Prosopis L.
        - Lemurodendron Villiers & Guinet
        - Leptoglottis DC. = Schrankia Willd.
        - Leucaena Benth.
        - Lomoplis Raf. = Mimosa L.
        - Lysiloma Benth.
        - Macrosamanea Britton & Rose
        - Manganaroa Speg. = Acacia Mill.
        - Marmaroxylon Killip
        - Mimosa L.
        - Mimosopsis Britton & Rose = Mimosa L.
        - Mimozyganthus Burkart
        - Monoschisma Brenan = Pseudopiptadenia Rauschert
        - Morolobium Kosterm. = Archidendron F.Muell.
        - Morongia Britton = Mimosa L.
        - Myrmecodendron Britton & Rose = Acacia Mill.
        - Neomimosa Britton & Rose = Mimosa L.
        - Neptunia Lour.
        - Newtonia Baill.
        - Nimiria Prain ex Craib = Acacia Mill.
        - Niopa (Benth.) Britton & Rose = Anadenanthera Speg.
        - Obolinga Barneby
        - Ortholobium Gagnep. = Archidendron F.Muell.
        - Painteria Britton & Rose = Havardia Small
        - Paralbizzia Kosterm. = Archidendron F.Muell.
        - Parapiptadenia Brenan
        - Pararchidendron I.C.Nielsen
        - Parasamanea Kosterm. = Albizia Durazz.
        - Paraserianthes I.C.Nielsen
        - Parenterolobium Kosterm. = Albizia Durazz.
        - Parkia R.Br.
        - Paryphosphaera H.Karst. = Parkia R.Br.
        - Pentaclethra Benth.
        - Permia Raf. = Entada Adans.
        - Piptadenia Benth.
        - Piptadeniastrum Brenan
        - Piptadeniopsis Burkart
        - Pirottantha Speg. = Plathymenia Benth.
        - Pithecellobium Mart.
        - Pityrocarpa Britton & Rose = Piptadenia Benth.
        - Plathymenia Benth.
        - Pongelion Adans. = Adenanthera L.
        - Poponax Raf. = Acacia Mill.
        - Prosopidastrum Burkart
        - Prosopis L.
        - Pseudalbizzia Britton & Rose = Albizia Durazz.
        - Pseudoentada Britton & Rose = Adenopodia C.Presl
        - Pseudopiptadenia Rauschert
        - Pseudoprosopis Harms
        - Pseudosamanea Harms = Albizia Durazz.
        - Pteromimosa Britton = Mimosa L.
        - Punjuba Britton & Rose
        - Pusaetha Kuntze = Entada Adans.
        - Racosperma Mart. = Acacia Mill.
        - Ryncholeucaena Britton & Rose = Leucaena Benth.
        - Samanea (DC.) Merr. = Albizia Durazz.
        - Schleinitzia Warb.
        - Schranckiastrum Hassl. = Mimosa L.
        - Schrankia Willd.
        - Senegalia Raf. = Acacia Mill.
        - Serialbizzia Kosterm. = Albizia Durazz.
        - Serianthes Benth.
        - Siderocarpos Small = Acacia Mill.
        - Sopropis Britton & Rose = Prosopis L.
        - Strepsilobus Raf. = Entada Adans.
        - Strombocarpa (Benth.) A.Gray = Prosopis L.
        - Stryphnodendron Mart.
        - Tauroceras Britton & Rose = Acacia Mill.
        - Tetrapleura Benth.
        - Thailentadopsis Kosterm. = Havardia Small
        - Vachellia Wight & Arn. = Acacia Mill.
        - Wallaceodendron Koord.
        - Xerocladia Harv.
        - Xylia Benth.
        - Xylolobus Kuntze = Xylia Benth.
        - Zapoteca H.M.Hern.
        - Zygia P.Browne
        - Abrus Adans.
        - Acanthophaca Nevski = Astragalus L.
        - Acanthyllis Pomel = Anthyllis L.
        - Acmispon Raf. = Lotus L.
        - Acosmium Schott
        - Adenocarpus DC.
        - Adenodolichos Harms
        - Adesmia DC.
        - Adinobotrys Dunn = Whitfordiodendron Elmer
        - Aenictophyton A.T.Lee
        - Aeschynomene L.
        - Afgekia Craib
        - Afrormosia Harms = Pericopsis Thwaites
        - Aganope Miq.
        - Agati Adans. = Sesbania Scop.
        - Airyantha Brummitt
        - Aldina Endl.
        - Alepidocalyx Piper = Phaseolus L.
        - Alexa Moq.
        - Alhagi Gagnebin
        - Alistilus N.E.Br.
        - Alloburkillia Whitmore = Burkilliodendron Sastry
        - Almaleea Crisp & P.H.Weston
        - Alysicarpus Desv.
        - Amblytropis Kitag. = Gueldenstaedtia Fisch.
        - Amburana Schwacke & Taub.
        - Amicia Kunth
        - Ammodendron Fisch. ex DC.
        - Ammopiptanthus S.H.Cheng
        - Ammothamnus Bunge = Sophora L.
        - Amorpha L.
        - Amphicarpaea Elliott ex Nutt.
        - Amphimas Pierre ex Harms
        - Amphiodon Huber = Poecilanthe Benth.
        - Amphithalea Eckl. & Zeyh.
        - Anagyris L.
        - Anarthrophyllum Benth.
        - Anatropostylia (Plitmann) Kupicha = Ormosia Jacks.
        - Andira Juss.
        - Angylocalyx Taub.
        - Aniotum Sol. ex Parkinson = Inocarpus J.R.Forst. & G.Forst.
        - Antheroporum Gagnep.
        - Anthyllis L.
        - Antopetitia A.Rich.
        - Aotus Sm.
        - Aphyllodium (DC.) Gagnep. = Hedysarum L.
        - Apios Fabr.
        - Apoplanesia C.Presl
        - Apurimacia Harms
        - Arachis L.
        - Aragallus Neck. ex Greene = Oxytropis DC.
        - Argyrocytisus (Maire) Raynaud
        - Argyrolobium Eckl. & Zeyh.
        - Arthrocarpum Balf.f.
        - Arthroclianthus Baill.
        - Artrolobium Desv. = Ornithopus L.
        - Asagraea Baill. = Psorothamnus Rydb.
        - Aspalathoides (DC.) K.Koch = Anthyllis L.
        - Aspalathus L.
        - Aspalthium Medik. = Bituminaria Heist. ex Fabr.
        - Astenolobium Nevski = Astragalus L.
        - Asterocytisus (W.D.J.Koch) Schur ex Fuss = Genista L.
        - Astracantha Podlech
        - Astragalus L.
        - Ateleia (DC.) Benth.
        - Atelophragma Rydb. = Astragalus L.
        - Atylosia Wight & Arn. = Cajanus DC.
        - Austrodolichos Verdc.
        - Austrosteenisia R.Geesink
        - Azukia Takah. ex Ohwi = Vigna Savi
        - Bakerophyton (J.Leonard) Hutch. = Aeschynomene L.
        - Balisaea Taub. = Aeschynomene L.
        - Baphia Afzel. ex Lodd.
        - Baphiastrum Harms
        - Baphiopsis Benth. ex Baker
        - Baptisia Vent.
        - Barbieria Spreng. = Clitoria L.
        - Batidophaca Rydb. = Astragalus L.
        - Bauerella Schindl. (SUH) = Psoralea L.
        - Baueropsis Hutch. = Cullen Medik.
        - Baukea Vatke
        - Behaimia Griseb.
        - Belairia A.Rich.
        - Beliceodendron Lundell = Lecointea Ducke
        - Bembicidium Rydb.
        - Benedictella Maire = Lotus L.
        - Benthamantha Alef. = Coursetia DC.
        - Bergeronia Micheli
        - Biserrula L.
        - Bisrautanenia Kuntze = Neorautanenia Schinz
        - Bituminaria Heist. ex Fabr.
        - Bocoa Aubl.
        - Bolusafra Kuntze
        - Bolusanthus Harms
        - Bolusia Benth.
        - Bonaveria Scop. = Coronilla L.
        - Borbonia L. = Aspalathus L.
        - Bossiaea Vent.
        - Bowdichia Kunth
        - Bowringia Champ. ex Benth.
        - Brachyphragma Rydb. = Astragalus L.
        - Brachysema R.Br.
        - Bradburya Raf. = Centrosema (DC.) Benth.
        - Bremontiera DC. = Indigofera L.
        - Brongniartia Kunth
        - Brya P.Browne
        - Bryaspis P.A.Duvign.
        - Buchenroedera Eckl. & Zeyh. = Lotononis (DC.) Eckl. & Zeyh.
        - Buergeria Miq. = Maackia Rupr.
        - Bugranopsis Pomel = Ononis L.
        - Burgesia F.Muell.
        - Burkillia Ridl. = Burkilliodendron Sastry
        - Burkilliodendron Sastry
        - Burtonia R.Br.
        - Butea Roxb. ex Willd.
        - Cadia Forssk.
        - Cajalbania Urb. = Gliricidia Kunth
        - Cajanus DC.
        - Calia Berland. = Sophora L.
        - Calicotome Link
        - Calispepla Vved.
        - Callistachys Vent.
        - Callistylon Pittier = Coursetia DC.
        - Calophaca Fisch. ex DC.
        - Calopogonium Desv.
        - Calpurnia E.Mey.
        - Camoensia Welw. ex Benth.
        - Camptosema Hook. & Arn.
        - Campylotropis Bunge
        - Canavalia DC.
        - Candolleodendron R.S.Cowan
        - Canizaresia Britton = Piscidia L.
        - Cantharospermum Wight & Arn. = Cajanus DC.
        - Capassa Klotzsch = Lonchocarpus Kunth
        - Caragana Fabr.
        - Carmichaelia R.Br.
        - Carrissoa Baker f.
        - Carroa C.Presl = Marina Liebm.
        - Cascaronia Griseb.
        - Cashalia Standl. = Dussia Krug & Urb. ex Taub.
        - Castanospermum A.Cunn. ex Hook.
        - Catenaria Benth. = Desmodium Desv.
        - Caulocarpus Baker = Tephrosia Pers.
        - Centrolobium Mart. ex Benth.
        - Centrosema (DC.) Benth.
        - Cephalostigmaton (Yakovlev) Yakovlev = Sophora L.
        - Chadsia Bojer
        - Chaetocalyx DC.
        - Chamaecytisus Link
        - Chamaespartium Adans. = Genista L.
        - Chapmannia Torr. & A.Gray
        - Chesneya Lindl. ex Endl.
        - Chiovendaea Speg. = Coursetia DC.
        - Chirocalyx Meisn. = Erythrina L.
        - Chordospartium Cheeseman
        - Chorizema Labill.
        - Christia Moench
        - Chronanthus K.Koch = Cytisus Desf.
        - Chrysoscias E.Mey.
        - Chrystolia Montrouz. = Glycine Willd.
        - Cicer L.
        - Cladrastis Raf.
        - Clathrotropis (Benth.) Harms
        - Cleobulia Mart. ex Benth.
        - Clianthus Sol. ex Lindl.
        - Climacorachis Hemsl. & Rose = Aeschynomene L.
        - Clitoria L.
        - Clitoriopsis R.Wilczek
        - Cnemidophacos Rydb. = Astragalus L.
        - Cochlianthus Benth.
        - Codariocalyx Hassk.
        - Coelidium Vogel ex Walp.
        - Colinil Adans. = Tephrosia Pers.
        - Collaea DC.
        - Cologania Kunth
        - Colutea L.
        - Condylostylis Piper = Vigna Savi
        - Contortuplicata Medik. = Astragalus L.
        - Corallodendron Kuntze = Erythrina L.
        - Corallospartium J.B.Armstr.
        - Cordaea Spreng. = Cyamopsis DC.
        - Cordyla Lour.
        - Corethrodendron Fisch. & Basiner = Hedysarum L.
        - Cornicina Boiss. = Anthyllis L.
        - Coronilla L.
        - Coroya Pierre
        - Corynella DC.
        - Cosmiusa Alef. = Parochetus Buch.-Ham. ex D.Don
        - Coumarouna Aubl. = Dipteryx Schreb.
        - Coursetia DC.
        - Cracca Benth. = Coursetia DC.
        - Craibia Harms & Dunn
        - Cranocarpus Benth.
        - Craspedolobium Harms
        - Cratylia Mart. ex Benth.
        - Crimaea Vassilcz. = Medicago L.
        - Crotalaria L.
        - Cruddasia Prain
        - Cryptophaeseolus Kuntze = Canavalia DC.
        - Cryptorrhynchus Nevski = Astragalus L.
        - Ctenophyllum Rydb. = Astragalus L.
        - Cullen Medik.
        - Cupulanthus Hutch.
        - Cyamopsis DC.
        - Cyanostremma Benth. ex Hook. & Arn. = Calopogonium Desv.
        - Cyathostegia (Benth.) Schery
        - Cyclocarpa Afzel. ex Baker
        - Cyclolobium Benth.
        - Cyclopia Vent.
        - Cylista Aiton = Paracalyx Ali
        - Cymbosema Benth.
        - Cystium (Steven) Steven = Astragalus L.
        - Cytisophyllum O.Lang
        - Cytisopsis Jaub. & Spach
        - Cytisus Desf.
        - Dahlstedtia Malme
        - Dalbergia L.f.
        - Dalbergiella Baker f.
        - Dalea L.
        - Dalhousiea Wall. ex Benth.
        - Daubentonia DC. = Sesbania Scop.
        - Daubentoniopsis Rydb. = Sesbania Scop.
        - Daviesia Sm.
        - Decorsea R.Vig.
        - Deguelia Aubl. = Derris Lour.
        - Dendrobrychis (DC.) Galushko = Onobrychis Mill.
        - Dendrolobium (Wight & Arn.) Benth.
        - Derris Lour.
        - Desmodiastrum (Prain) A.Pramanik & Thoth.
        - Desmodium Desv.
        - Desmofischera Holthuis = Desmodium Desv.
        - Despeleza Nieuwl. = Lespedeza Michx.
        - Dewevrea Micheli
        - Dicerma DC.
        - Dichilus DC.
        - Dicraeopetalum Harms
        - Didymopelta Regel & Schmalh. = Astragalus L.
        - Diholcos Rydb. = Astragalus L.
        - Dillwynia Sm.
        - Dioclea Kunth
        - Diphaca Lour. = Ormocarpum P.Beauv.
        - Diphyllarium Gagnep.
        - Diphysa Jacq.
        - Diplotropis Benth.
        - Dipogon Liebm.
        - Dipteryx Schreb.
        - Discolobium Benth.
        - Disynstemon R.Vig.
        - Dolicholus Medik. = Rhynchosia Lour.
        - Dolichopsis Hassl.
        - Dolichos L.
        - Dolichovigna Hayata = Vigna Savi
        - Dollinera Endl. = Desmodium Desv.
        - Dorycnium Mill. = Lotus L.
        - Dorycnopsis Boiss. = Anthyllis L.
        - Drepanocarpus G.Mey. = Machaerium Pers.
        - Droogmansia De Wild.
        - Duchassaingia Walp. = Erythrina L.
        - Dumasia DC.
        - Dunbaria Wight & Arn.
        - Dussia Krug & Urb. ex Taub.
        - Duvalia Bonpl. (SUH) = Hypocalyptus Thunb.
        - Dysolobium (Benth.) Prain
        - Ebenus L.
        - Ecastaphyllum P.Browne = Dalbergia L.f.
        - Echinosophora Nakai = Sophora L.
        - Echinospartum (Spach) Fourr.
        - Edbakeria R.Vig. = Pearsonia Dummer
        - Edwardsia Salisb. = Sophora L.
        - Eleiotis DC.
        - Eminia Taub.
        - Enantiosparton K.Koch = Genista L.
        - Endomallus Gagnep. = Cajanus DC.
        - Endosamara R.Geesink
        - Eremosparton Fisch. & C.A.Mey.
        - Erichsenia Hemsl.
        - Erinacea Adans.
        - Eriosema (DC.) Rchb.
        - Errazurizia Phil.
        - Ervum L. = Vicia L.
        - Erythrina L.
        - Etaballia Benth.
        - Euchilopsis F.Muell.
        - Euchlora Eckl. & Zeyh. = Lotononis (DC.) Eckl. & Zeyh.
        - Euchresta Benn.
        - Eutaxia R.Br.
        - Eversmannia Bunge
        - Exostyles Schott
        - Eysenhardtia Kunth
        - Factorovskya Eig = Medicago L.
        - Fagelia Neck. ex DC. = Bolusafra Kuntze
        - Fairchildia Britton & Rose = Swartzia Schreb.
        - Fedorouia Yakovlev = Ormosia Jacks.
        - Ferreirea Allemao = Sweetia Spreng.
        - Fiebrigiella Harms
        - Fissicalyx Benth.
        - Flemingia Roxb. ex W.T.Aiton
        - Folliculigera Pasq. = Trigonella L.
        - Fordia Hemsl.
        - Galactia P.Browne
        - Galega L.
        - Gastrolobium R.Br.
        - Geissaspis Wight & Arn.
        - Genista L.
        - Genistella Ortega = Genista L.
        - Genistidium I.M.Johnst.
        - Geoffroea Jacq.
        - Geoprumnon Rydb. = Astragalus L.
        - Gliricidia Kunth
        - Glottidium Desv.
        - Glycine Willd.
        - Glycyrrhiza L.
        - Goebelia Bunge ex Boiss. = Sophora L.
        - Gompholobium Sm.
        - Goniogyna DC. = Crotalaria L.
        - Gonocytisus Spach
        - Goodia Salisb.
        - Gourliea Gillies ex Hook. & Arn. = Geoffroea Jacq.
        - Grazielodendron H.C.Lima
        - Gueldenstaedtia Fisch.
        - Gynophoraria Rydb. = Astragalus L.
        - Halimodendron Fisch. ex DC.
        - Hallia Thunb.
        - Hammatolobium Fenzl
        - Hamosa Medik. = Astragalus L.
        - Hanslia Schindl. = Desmodium Desv.
        - Haplormosia Harms
        - Hardenbergia Benth.
        - Harleyodendron R.S.Cowan
        - Harpalyce Moc. & Sesse ex DC.
        - Haydonia R.Wilczek = Vigna Savi
        - Hebestigma Urb.
        - Hedyphylla Steven = Astragalus L.
        - Hedysarum L.
        - Hegnera Schindl. = Desmodium Desv.
        - Heinekenia Webb ex H.Christ = Lotus L.
        - Helminthocarpon A.Rich. = [[Lotus (géner

o
)|Lotus]] L.
- -     -       -         - Herminiera Guill. & Perr. = Aeschynomene L.
        - Herpyza Sauvalle
        - Hesperastragalus A.Heller = Astragalus L.
        - Hesperolaburnum Maire
        - Hesperonix Rydb. = Astragalus L.
        - Hesperothamnus Brandegee
        - Heylandia DC. = Crotalaria L.
        - Hippocrepis L.
        - Hoepfneria Vatke = Abrus Adans.
        - Hoita Rydb.
        - Holcophacos Rydb. = Astragalus L.
        - Holocalyx Micheli
        - Holtzea Schindl. = Desmodium Desv.
        - Homalobus Nutt. = Astragalus L.
        - Hosackia Benth. ex Lindl. = Lotus L.
        - Hovea R.Br. ex W.T.Aiton
        - Humboldtiella Harms = Coursetia DC.
        - Humularia P.A.Duvign.
        - Huttonella Kirk = Carmichaelia R.Br.
        - Hybosema Harms
        - Hymenocarpos Savi
        - Hymenolobium Benth.
        - Hypocalyptus Thunb.
        - Ichtyomethia Kuntze = Piscidia L.
        - Imbralyx R.Geesink = Fordia Hemsl.
        - Indigastrum Jaub. & Spach = Indigofera L.
        - Indigofera L.
        - Inocarpus J.R.Forst. & G.Forst.
        - Isodesmia Gardner = Chaetocalyx DC.
        - Isotropis Benth.
        - Itaobimia Rizzini = Riedeliella Harms
        - Jacksonia R.Br. ex Sm.
        - Jansonia Kippist
        - Jonesiella Rydb. = Astragalus L.
        - Kamiella Vassilcz. = Medicago L.
        - Kennedia Vent.
        - Kentrophyta Nutt. = Astragalus L.
        - Kerstania Rech.f. = Lotus L.
        - Kerstingiella Harms = Macrotyloma (Wight & Arn.) Verdc.
        - Keyserlingia Bunge ex Boiss. = Sophora L.
        - Kiapasia Woronow ex Grossh. = Astragalus L.
        - Konxikas Raf. = Lathyrus L.
        - Kostyczewa Korsh. = Chesneya Lindl. ex Endl.
        - Kotschya Endl.
        - Kraunhia Raf. = Wisteria Nutt.
        - Kuhnistera Lam. = Dalea L.
        - Kummerowia Schindl.
        - Kunstleria Prain
        - Lablab Adans.
        - Laburnum Fabr.
        - Lamprolobium Benth.
        - Lathriogyne Eckl. & Zeyh. = Amphithalea Eckl. & Zeyh.
        - Lathyrus L.
        - Latrobea Meisn.
        - Layia Hook. & Arn. (SUH) = Ormosia Jacks.
        - Lebeckia Thunb.
        - Lecointea Ducke
        - Lembotropis Griseb. = Cytisus Desf.
        - Lennea Klotzsch
        - Lens Mill.
        - Leobordea Delile = Lotononis (DC.) Eckl. & Zeyh.
        - Leptoderris Dunn
        - Leptodesmia (Benth.) Benth.
        - Leptosema Benth.
        - Lespedeza Michx.
        - Lessertia DC.
        - Leucomphalos Benth. ex Planch.
        - Leycephyllum Piper = Rhynchosia Lour.
        - Liebrechtsia De Wild. = Vigna Savi
        - Liparia L.
        - Listia E.Mey. = Lotononis (DC.) Eckl. & Zeyh.
        - Loddigesia Sims = Hypocalyptus Thunb.
        - Lonchocarpus Kunth
        - Lonchophaca Rydb. = Astragalus L.
        - Lotononis (DC.) Eckl. & Zeyh.
        - Lotus L.
        - Lourea Desv. = Christia Moench
        - Lovanafia M.Peltier = Dicraeopetalum Harms
        - Loxidium Vent. = Swainsona Salisb.
        - Luetzelburgia Harms
        - Lupinophyllum Hutch. = Tephrosia Pers.
        - Lupinus L.
        - Lupulina Noulet = Medicago L.
        - Luzonia Elmer
        - Lyauteya Maire = Cytisopsis Jaub. & Spach
        - Lygos Adans. = Genista L.
        - Maackia Rupr.
        - Machaerium Pers.
        - Macropsychanthus Harms ex K.Schum. & Lauterb.
        - Macroptilium (Benth.) Urb.
        - Macrotropis DC. = Ormosia Jacks.
        - Macrotyloma (Wight & Arn.) Verdc.
        - Macroule Pierce = Ormosia Jacks.
        - Margaritolobium Harms
        - Marina Liebm.
        - Mastersia Benth.
        - Maughania J.St.-Hil. = Flemingia Roxb. ex W.T.Aiton
        - Mecopus Benn.
        - Medicago L.
        - Melilotus Mill.
        - Melissitus Medik. = Trigonella L.
        - Melliniella Harms
        - Melolobium Eckl. & Zeyh.
        - Meristotropis Fisch. & C.A.Mey. = Glycyrrhiza L.
        - Microcharis Benth. = Indigofera L.
        - Microlobium Liebm. = Apoplanesia C.Presl
        - Microphacos Rydb. = Astragalus L.
        - Micropteryx Walp. = Erythrina L.
        - Mildbraediodendron Harms
        - Millettia Wight & Arn.
        - Minkelersia M.Martens & Galeotti = Phaseolus L.
        - Mirbelia Sm.
        - Moghania J.St.-Hil. = Flemingia Roxb. ex W.T.Aiton
        - Monarthrocarpus Merr. = Desmodium Desv.
        - Monoplegma Piper = Oxyrhynchus Brandegee
        - Monopteryx Spruce ex Benth.
        - Monosemion Raf. = Amorpha L.
        - Mucuna Adans.
        - Muellera L.f.
        - Muelleranthus Hutch.
        - Mundulea (DC.) Benth.
        - Murtonia Craib = Desmodium Desv.
        - Myrocarpus Allemao
        - Myrospermum Jacq.
        - Myroxylon L.f.
        - Mystirophora Nevski = Astragalus L.
        - Nemcia Domin
        - Neobaronia Baker = Phylloxylon Baill.
        - Neocollettia Hemsl.
        - Neocracca Kuntze = Coursetia DC.
        - Neodielsia Harms
        - Neodunnia R.Vig.
        - Neoharmsia R.Vig.
        - Neonotonia Lackey
        - Neorautanenia Schinz
        - Neorudolphia Britton
        - Nepa Webb = Ulex L.
        - Nephrodesmus Schindl.
        - Nephromeria (Benth.) Schindl. = Desmodium Desv.
        - Nesphostylis Verdc.
        - Neustanthus Benth. = Pueraria DC.
        - Nissolia Jacq.
        - Nogra Merr.
        - Nomismia Wight & Arn. = Rhynchosia Lour.
        - Notodon Urb.
        - Notospartium Hook.f.
        - Oedicephalus Nevski = Astragalus L.
        - Oleiocarpon Dwyer = Dipteryx Schreb.
        - Olneya A.Gray
        - Onix Medik. = Astragalus L.
        - Onobrychis Mill.
        - Ononis L.
        - Ophiocarpus (Bunge) Ikonn. = Astragalus L.
        - Ophrestia H.M.L.Forbes
        - Orbexilum Raf.
        - Oreophysa (Bunge ex Boiss.) Bornm.
        - Ormocarpopsis R.Vig.
        - Ormocarpum P.Beauv.
        - Ormosia Jacks.
        - Ormosiopsis Ducke = Ormosia Jacks.
        - Ornithopus L.
        - Orobus L. = Lathyrus L.
        - Orophaca Nutt. = Astragalus L.
        - Ostryocarpus Hook.f.
        - Ostryoderris Dunn = Aganope Miq.
        - Otholobium C.H.Stirt.
        - Otoptera DC.
        - Ougeinia Benth. = Desmodium Desv.
        - Oxyglottis (Bunge) Nevski = Astragalus L.
        - Oxylobium Andrews
        - Oxyrhynchus Brandegee
        - Oxytropis DC.
        - Pachecoa Standl. & Steyerm.
        - Pachyrhizus Rich. ex DC.
        - Padbruggea Miq.
        - Panurea Spruce ex Benth.
        - Paracalyx Ali
        - Paraderris (Miq.) R.Geesink = Derris Lour.
        - Paraglycine F.J.Herm. = Ophrestia H.M.L.Forbes
        - Paramachaerium Ducke
        - Paratephrosia Domin = Tephrosia Pers.
        - Parochetus Buch.-Ham. ex D.Don
        - Parosela Cav. = Dalea L.
        - Parryella Torr. & A.Gray
        - Passaea Adans. = Ononis L.
        - Pearsonia Dummer
        - Pediomellum Rydb. = Orbexilum Raf.
        - Pediomelum Rydb.
        - Peekelia Harms = Cajanus DC.
        - Pentadynamis R.Br. = Crotalaria L.
        - Periandra Mart. ex Benth.
        - Pericopsis Thwaites
        - Petaladenium Ducke
        - Petalostemon Michx. = Dalea L.
        - Peteria A.Gray
        - Petteria C.Presl
        - Phaca L. = Astragalus L.
        - Phacomene Rydb. = Astragalus L.
        - Phacopsis Rydb. = Astragalus L.
        - Phaenohoffmannia Kuntze = Pearsonia Dummer
        - Phaseolus L.
        - Phylacium Benn.
        - Phyllodium Desv.
        - Phyllota (DC.) Benth.
        - Phylloxylon Baill.
        - Physanthillis Boiss. = Anthyllis L.
        - Physostigma Balf.
        - Pickeringia Nutt.
        - Pictetia DC.
        - Piptanthus Sweet
        - Piscidia L.
        - Piscipula Loefl. = Piscidia L.
        - Pisophaca Rydb. = Astragalus L.
        - Pisum L.
        - Pitcheria Nutt. = Rhynchosia Lour.
        - Placolobium Miq. = Ormosia Jacks.
        - Plagiocarpus Benth.
        - Plagiolobium Sweet = Hovea R.Br. ex W.T.Aiton
        - Platycelyphium Harms
        - Platycyamus Benth.
        - Platylobium Sm.
        - Platymiscium Vogel
        - Platyosprion (Maxim.) Maxim. = Cladrastis Raf.
        - Platypodium Vogel
        - Platysepalum Welw. ex Baker
        - Pleiospora Harv. = Pearsonia Dummer
        - Ploca Lour. ex Gomes = Christia Moench
        - Podalyria Willd.
        - Podocarpium (Benth.) Y.C.Yang & P.H.Huang = Desmodium Desv.
        - Podocytisus Boiss. & Heldr.
        - Podolotus Royle = Lotus L.
        - Podopetalum F.Muell. = Ormosia Jacks.
        - Poecilanthe Benth.
        - Poecilocarpus Nevski = Astragalus L.
        - Poiretia Vent.
        - Poissonia Baill. = Coursetia DC.
        - Poitea Vent.
        - Polhillia C.H.Stirt.
        - Pongamia Vent.
        - Pongamiopsis R.Vig.
        - Possira Aubl. = Swartzia Schreb.
        - Priestleya DC.
        - Priotropis Wight & Arn. = Crotalaria L.
        - Pseudarthria Wight & Arn.
        - Pseudeminia Verdc.
        - Pseudocadia Harms = Xanthocercis Baill.
        - Pseudoeriosema Hauman
        - Pseudoglycine F.J.Herm. = Ophrestia H.M.L.Forbes
        - Pseudolotus Rech.f. = Lotus L.
        - Pseudomachaerium Hassl. = Nissolia Jacq.
        - Pseudomelissitus Ovcz., Rassulova & Kinzik. = Medicago L.
        - Pseudovigna (Harms) Verdc.
        - Psophocarpus DC.
        - Psoralea L.
        - Psoralidium Rydb.
        - Psorobatus Rydb. = Errazurizia Phil.
        - Psorodendron Rydb. = Psorothamnus Rydb.
        - Psorothamnus Rydb.
        - Pterocarpus Jacq.
        - Pterodon Vogel
        - Pteroloma Desv. ex Benth. (SUH) = Tadehagi H.Ohashi
        - Pterophacos Rydb. = Astragalus L.
        - Ptycholobium Harms
        - Ptychosema Benth.
        - Pueraria DC.
        - Pultenaea Sm.
        - Pycnospora R.Br. ex Wight & Arn.
        - Quirosia Blanco = Crotalaria L.
        - Rafnia Thunb.
        - Raimondianthus Harms = Chaetocalyx DC.
        - Ramirezella Rose
        - Ramorinoa Speg.
        - Rehsonia Stritch = Wisteria Nutt.
        - Requienia DC.
        - Retama Raf.
        - Rodópis Urb.
        - Rhynchodium C.Presl = Bituminaria Heist. ex Fabr.
        - Rhynchosia Lour.
        - Rhynchotropis Harms
        - Rhytidomene Rydb. = Orbexilum Raf.
        - Riedeliella Harms
        - Rivasgodaya Esteve = Genista L.
        - Riveria Kunth = Swartzia Schreb.
        - Robinia L.
        - Robynsiophyton R.Wilczek
        - Rothia Pers.
        - Ruddia Yakovlev = Ormosia Jacks.
        - Rudua F.Maek. = Phaseolus L.
        - Sabinea DC.
        - Sakoanala R.Vig.
        - Saldania Sim = Ormocarpum P.Beauv.
        - Salweenia Baker f.
        - Sarcobotrya R.Vig. = Kotschya Endl.
        - Sarcodum Lour.
        - Sarothamnus Wimm. = Cytisus Desf.
        - Sartoria Boiss. & Heldr.
        - Sauvallella Rydb.
        - Schefflerodendron Harms
        - Scorpiurus L.
        - Secula Small = Aeschynomene L.
        - Securigera DC. = Coronilla L.
        - Seemannantha Alef. = Tephrosia Pers.
        - Sellocharis Taub.
        - Sesban Adans. = Sesbania Scop.
        - Sesbania Scop.
        - Sewerzowia Regel & Schmalh. = Astragalus L.
        - Shuteria Wight & Arn.
        - Sinodolichos Verdc.
        - Smirnowia Bunge
        - Smithia Aiton
        - Soemmeringia Mart.
        - Sophora L.
        - Spartidium Pomel
        - Spartium L.
        - Spartocytisus Webb & Berthel. = Cytisus Desf.
        - Spathionema Taub.
        - Spatholobus Hassk.
        - Sphaerolobium Sm.
        - Sphaerophysa DC.
        - Sphenostylis E.Mey.
        - Sphinctospermum Rose
        - Spirotropis Tul.
        - Spongiocarpella Yakovlev & N.Ulziykh.
        - Stauracanthus Link
        - Steganotropis Lehm. = Centrosema (DC.) Benth.
        - Steinbachiella Harms = Diphysa Jacq.
        - Stizolobium P.Browne = Mucuna Adans.
        - Stracheya Benth.
        - Streblorrhiza Endl.
        - Strongylodon Vogel
        - Strophostyles Elliott
        - Stylosanthes Sw.
        - Styphnolobium Schott ex Endl.
        - Sutherlandia R.Br. ex W.T.Aiton
        - Swainsona Salisb.
        - Swartzia Schreb.
        - Sweetia Spreng.
        - Sweetiopsis Chodat & Hassk. = Riedeliella Harms
        - Sylitra E.Mey. (SUH) = Ptycholobium Harms
        - Tadehagi H.Ohashi
        - Taralea Aubl.
        - Taverniera DC.
        - Teline Medik. = Genista L.
        - Templetonia R.Br. ex W.T.Aiton
        - Tephrosia Pers.
        - Teramnus P.Browne
        - Terua Standl. & F.J.Herm. = Lonchocarpus Kunth
        - Tetradapa Osbeck = Erythrina L.
        - Tetragonolobus Scop. = Lotus L.
        - Teyleria Backer
        - Thermopsis R.Br.
        - Thium Steud. = Astragalus L.
        - Thornbera Rydb. = Dalea L.
        - Tibetia (Ali) H.P.Tsui = Gueldenstaedtia Fisch.
        - Tipuana (Benth.) Benth.
        - Torresea Allemao = Amburana Schwacke & Taub.
        - Toulichiba Adans. = Ormosia Jacks.
        - Tounatea Aubl. = Swartzia Schreb.
        - Trichocyamos Yakovlev = Ormosia Jacks.
        - Trichopodium C.Presl (SUH) = Marina Liebm.
        - Trifidacanthus Merr.
        - Trifolium L.
        - Trigonella L.
        - Tripodion Medik. = Anthyllis L.
        - Turukhania Vassilcz. = Medicago L.
        - Uleanthus Harms
        - Ulex L.
        - Uraria Desv.
        - Urariopsis Schindl. = Uraria Desv.
        - Uribea Dugand & Romero
        - Urodon Turcz.
        - Ursia Vassilcz. = Trifolium L.
        - Vandasia Domin = Vandasina Rauschert
        - Vandasina Rauschert
        - Varennea DC. = Eysenhardtia Kunth
        - Vatairea Aubl.
        - Vataireopsis Ducke
        - Vatovaea Chiov.
        - Vaughania S.Moore = Indigofera L.
        - Vavilovia Fed.
        - Verdcourtia R.Wilczek = Dipogon Liebm.
        - Vermifrux J.B.Gillett = Lotus L.
        - Vexibia Raf. = Sophora L.
        - Vexillifera Ducke = Dussia Krug & Urb. ex Taub.
        - Vicia L.
        - Vicilla Schur = Vicia L.
        - Vicioides Moench = Vicia L.
        - Vigna Savi
        - Vignopsis De Wild. = Psophocarpus DC.
        - Vilmorinia DC. = Poitea Vent.
        - Viminaria Sm.
        - Virgilia Poir.
        - Voandzeia Thouars = Vigna Savi
        - Wajira Thulin
        - Walpersia Harv. = Phyllota (DC.) Benth.
        - Weberbauerella Ulbr.
        - Wenderothia Schltdl. = Canavalia DC.
        - Whitfordia Elmer = Whitfordiodendron Elmer
        - Whitfordiodendron Elmer
        - Wiborgia Thunb.
        - Willardia Rose
        - Wisteria Nutt.
        - Xanthobrychis Galushko = Onobrychis Mill.
        - Xanthocercis Baill.
        - Xerocarpus Guill. & Perr. = Rothia Pers.
        - Xeroderris Roberty
        - Xerosphaera Sojak = Trifolium L.
        - Xylophacos Rydb. = Astragalus L.
        - Xylothermia Greene = Pickeringia Nutt.
        - Yucaratonia Burkart
        - Zeydora Lour. ex Gomes = Pueraria DC.
        - Zollernia Wied-Neuw. & Nees
        - Zornia J.F.Gmel.

      - Surianaceae
        - Cadellia F.Muell.
        - Guilfoylia F.Muell.
        - Recchia Moc. & Sesse ex DC.
        - Rigiostachys Planch. = Recchia Moc. & Sesse ex DC.
        - Stylobasium Desf.
        - Suriana L.

      - Polygalaceae
        - Acanthocladus Klotzsch ex Hassk. = Polygala L.
        - Atroxima Stapf
        - Badiera DC.
        - Balgoya Morat & Meijden
        - Barnhartia Gleason
        - Bredemeyera Willd.
        - Carpolobia G.Don
        - Comesperma Labill.
        - Diclidanthera Mart.
        - Epirhizanthes Blume
        - Eriandra P.Royen & Steenis
        - Eystathes Lour. = Xanthophyllum Roxb.
        - Hualania Phil. = Bredemeyera Willd.
        - Monnina Ruiz & Pav.
        - Monrosia Grondona = Polygala L.
        - Moutabea Aubl.
        - Mundia Kunth (SUS) = Nylandtia Dumort.
        - Muraltia DC.
        - Nylandtia Dumort.
        - Phlebotaenia Griseb.
        - Polygala L.
        - Salomonia Lour.
        - Securidaca L.
        - Xanthophyllum Roxb.

### Rosales
- Eudicotyledoneae (seria colocada na categoria de classe)
  - Rosidae (seria colocada na categoria de subclasse)
    - Rosales
      - Rosaceae
        - Acaena Mutis ex L.
        - Acomastylis Greene = Geum L.
        - Adenostoma Hook. & Arn.
        - Agrimonia L.
        - Alchemilla L.
        - Amelanchier Medik.
        - Amygdalopersica Daniel = Prunus L.
        - Amygdalophora M.Roem. = Prunus L.
        - Amygdalopsis M.Roem.(SUH) = Prunus L.
        - Amygdalus L. = Prunus L.
        - Aphanes L.
        - Aremonia Neck. ex Nestl.
        - Argentina Hill = Potentilla L.
        - Aria (Pers.) Host = Sorbus L.
        - Ariosorbus Koidz. = Sorbus L.
        - Aronia Medik. = Photinia Lindl.
        - Aruncus L.
        - Atomostigma Kuntze
        - Batidaea (Dumort.) Greene = Rubus L.
        - Bencomia Webb & Berthel.
        - Bollwilleria Zabel(SUI) = X Sorbopyrus C.K.Schneid.
        - Brachycaulos Dikshit & Panigrahi = Chamaerhodos Bunge
        - Brayera Kunth = Hagenia J.F.Gmel.
        - Cerapadus Buia = Prunus L.
        - Ceraseidos Siebold & Zucc. = Prunus L.
        - Cerasus Mill. = Prunus L.
        - Cercocarpus Kunth
        - Chaenomeles Lindl.
        - Chamaebatia Benth.
        - Chamaebatiaria (Porter) Maxim.
        - Chamaemeles Lindl.
        - Chamaerhodos Bunge
        - Cliffortia L.
        - Coleogyne Torr.
        - Coluria R.Br.
        - Comarella Rydb. = Potentilla L.
        - Comarobatia Greene = Rubus L.
        - Comaropsis Rich. = Waldsteinia Willd.
        - Comarum L. = Potentilla L.
        - Commarum Schrank = Potentilla L.
        - Cormus Spach = Sorbus L.
        - Cotoneaster Medik.
        - Cowania D.Don
        - X Cratae-Mespilus E.G.Camus
        - + Crataegomespilus Simon-Louis & Bellair
        - Crataegus L.
        - Cydonia Mill.
        - Dasiphora Raf. = Potentilla L.
        - Dendriopoterium Svent. = Sanguisorba L.
        - Dichotomanthes Kurz
        - Docynia Decne.
        - Dryadanthe Endl. = Sibbaldia L.
        - Dryas L.
        - Drymocallis Fourr. ex Rydb.
        - Duchesnea Sm.
        - Eleiosina Raf. = Spiraea L.
        - Emplectocladus Torr. = Prunus L.
        - Eriobotrya Lindl.
        - Eriogynia Hook. = Luetkea Bong.
        - Eriolobus (DC.) M.Roem. = Malus Mill.
        - Erythrocoma Greene = Geum L.
        - Exochorda Lindl.
        - Fallugia Endl.
        - Farinopsis Chrtek & Sojak = Potentilla L.
        - Filipendula Mill.
        - Fragaria L.
        - Geum L.
        - Gillenia Moench
        - Guamatela Donn.Sm.
        - Hagenia J.F.Gmel.
        - Hesperomeles Lindl.
        - Heteromeles M.Roem. = Photinia Lindl.
        - Holodiscus (K.Koch) Maxim.
        - Horkelia Cham. & Schltdl.
        - Horkeliella (Rydb.) Rydb.
        - Hulthemia Dumort. = Rosa L.
        - Hulthemosa Juz. = Rosa L.
        - Ivesia Torr. & A.Gray
        - Kageneckia Ruiz & Pav.
        - Kelseya Rydb.
        - Kerria DC.
        - Lachemilla (Focke) Rydb. = Alchemilla L.
        - Lauro-Cerasus Duhamel = Prunus L.
        - Leucosidea Eckl. & Zeyh.
        - Lindleya Kunth
        - Lindleyella Rydb. = Lindleya Kunth
        - Luetkea Bong.
        - Lyonothamnus A.Gray
        - Maddenia Hook.f. & Thomson
        - Malacomeles (Decne.) Engl.
        - Malus Mill.
        - Marcetella Svent. = Bencomia Webb & Berthel.
        - X Margyracaena Bitter
        - Margyricarpus Ruiz & Pav.
        - Mespilus L.
        - Micromeles Decne. = Sorbus L.
        - Nagelia Lindl. = Malacomeles (Decne.) Engl.
        - Neillia D.Don
        - Neolindleyella Fedde = Lindleya Kunth
        - Neosieversia Bolle = Novosieversia F.Bolle
        - Neviusia A.Gray
        - Novosieversia F.Bolle
        - Nuttallia Torr. & A.Gray = Oemleria Rchb.
        - Oemleria Rchb.
        - Oncostylus (Schltdl.) Bolle = Geum L.
        - Oreogeum (Ser.) E.I.Golubk. = Geum L.
        - Orthurus Juz.
        - Osmaronia Greene = Oemleria Rchb.
        - Osteomeles Lindl.
        - Padellus Vassilcz. = Prunus L.
        - Padus Mill. = Prunus L.
        - Parageum Nakai & H.Hara = Geum L.
        - Pentactina Nakai
        - Pentaphylloides Duhamel = Potentilla L.
        - Peraphyllum Nutt.
        - Persica Mill. = Prunus L.
        - Petrophytum (Nutt.) Rydb.
        - Photinia Lindl.
        - Physocarpus (Cambess.) Maxim.
        - Plagiospermum Oliv.(SUH) = Prinsepia Royle
        - Pleiosepalum Hand.-Mazz.
        - Polylepis Ruiz & Pav.
        - Porteranthus Britton = Gillenia Moench
        - Potaninia Maxim.
        - Potentilla L.
        - Poteridium Spach = Sanguisorba L.
        - Poterium L. = Sanguisorba L.
        - Pourthiaea Decne. = Photinia Lindl.
        - Prinsepia Royle
        - Prunus L.
        - Pseudocydonia (C.K.Schneid.) C.K.Schneid.
        - Purpusia Brandegee
        - Purshia DC. ex Poir.
        - Pygeum Gaertn. = Prunus L.
        - Pyracantha M.Roem.
        - X Pyronia Veitch ex Trab.
        - Pyrus L.
        - Rhaphiolepis Lindl.
        - Rhodotypos Siebold & Zucc.
        - Rosa L.
        - Rubus L.
        - Sanguisorba L.
        - Sarcopoterium Spach
        - Schistophyllidium (Juz. ex Fed.) Ikonn. = Potentilla L.
        - Sericotheca Raf. = Holodiscus (K.Koch) Maxim.
        - Sibbaldia L.
        - Sibbaldianthe Juz. = Sibbaldia L.
        - Sibbaldiopsis Rydb.
        - Sibiraea Maxim.
        - Sieversia Willd.
        - Sinoplagiospermum Rauschert = Prinsepia Royle
        - Sorbaria (Ser. ex DC.) A.Braun
        - X Sorbaronia C.K.Schneid.
        - X Sorbopyrus C.K.Schneid.
        - Sorbus L.
        - Spenceria Trimen
        - Spiraea L.
        - Spiraeanthus (Fisch. & C.A.Mey.) Maxim.
        - Stellariopsis (Baill.) Rydb.
        - Stephanandra Siebold & Zucc.
        - Stranvaesia Lindl. = Photinia Lindl.
        - Taihangia T.T.Yu & C.L.Li = Geum L.
        - Tetraglochin Poepp.
        - Trichothalamus Spreng. = Potentilla L.
        - Tylosperma Botsch. = Potentilla L.
        - Vauquelinia Correa ex Humb. & Bonpl.
        - Waldsteinia Willd.
        - Xerospiraea Henr.
        - Zygalchemilla Rydb. = Alchemilla L.

      - Barbeyaceae
        - Barbeya Schweinf. 
          - Barbeya oleoides

      - Dirachmaceae
        - Dirachma

      - Rhamnaceae
        - Adolphia Meisn.
        - Alphitonia Reissek ex Endl.
        - Alvimiantha Grey-Wilson
        - Ampelozizyphus Ducke
        - Apteron Kurz = Ventilago Gaertn.
        - Araliorhamnus H.Perrier = Berchemia Neck. ex DC.
        - Auerodendron Urb.
        - Barcena Duges = Colubrina Rich. ex Brongn.
        - Bathiorhamnus Capuron
        - Berchemia Neck. ex DC.
        - Berchemiella Nakai
        - Blackallia C.A.Gardner
        - Ceanothus L.
        - Chacaya Escal. = Discaria Hook.
        - Chaydaia Pit.
        - Colletia Comm. ex Juss.
        - Colubrina Rich. ex Brongn.
        - Condalia Cav.
        - Condaliopsis (Weberb.) Suess. = Condalia Cav.
        - Cormonema Reissek ex Endl. = Colubrina Rich. ex Brongn.
        - Crumenaria Mart.
        - Cryptandra Sm.
        - Dallachya F.Muell. = Rhamnella Miq.
        - Disaster Gilli = Trymalium Fenzl
        - Discaria Hook.
        - Doerpfeldia Urb.
        - Emmenosperma F.Muell.
        - Frangula Mill. = Rhamnus L.
        - Gouania Jacq.
        - Helinus E.Mey. ex Endl.
        - Hovenia Thunb.
        - Hybosperma Urb.
        - Karlea Pierre = Maesopsis Engl.
        - Karwinskia Zucc.
        - Kentrothamnus Suess. & Overkott
        - Krugiodendron Urb.
        - Lamellisepalum Engl. = Sageretia Brongn.
        - Lasiodiscus Hook.f.
        - Macrorhamnus Baill. = Colubrina Rich. ex Brongn.
        - Maesopsis Engl.
        - Marlothia Engl. = Helinus E.Mey. ex Endl.
        - Microrhamnus A.Gray = Condalia Cav.
        - Nesiota Hook.f.
        - Noltea Rchb.
        - Notophaena Miers = Discaria Hook.
        - Ochetophila Poepp. ex Reissek = Discaria Hook.
        - Oreoherzogia W.Vent = Rhamnus L.
        - Oreorhamnus Ridl. = Rhamnus L.
        - Paliurus Mill.
        - Phylica L.
        - Phyllogeiton (Weberb.) Herzog = Berchemia Neck. ex DC.
        - Pleuranthodes Weberb.
        - Pomaderris Labill.
        - Reissekia Endl.
        - Retanilla (DC.) Brongn.
        - Reynosia Griseb.
        - Rhamnella Miq.
        - Rhamnidium Reissek
        - Rhamnus L.
        - Sageretia Brongn.
        - Sarcomphalus P.Browne = Ziziphus Mill.
        - Schistocarpaea F.Muell.
        - Scutia (DC.) Brongn.
        - Siegfriedia C.A.Gardner
        - Smythea Seem.
        - Spyridium Fenzl
        - Stenanthemum Reissek = Cryptandra Sm.
        - Talguenea Miers ex Endl.
        - Trevoa Miers ex Hook.
        - Trymalium Fenzl
        - Ventilago Gaertn.
        - Ziziphus Mill.

      - Elaeagnaceae
        - Elaeagnus L.
        - Hippophae L.
        - Shepherdia Nutt.

      - Ulmaceae
        - Abelicea Baill. = Zelkova Spach
        - Ampelocera Klotzsch
        - Chaetachme Planchon
        - Chaetacme Planchon = Chaetachme Planchon
        - Hemiptelea Planchon
        - Holoptelea Planchon
        - Phyllostylon Bentham
        - Plagioceltis Baehni = Ampelocera Klotzsch
        - Planera J.F.Gmelin
        - Ulmus L.
        - Zelkova Spach

      - Cannabaceae
        - Aphananthe Planchon
        - Cannabis L.
        - Celtis L.
        - Gironniera Gaudich.
        - Helminthospermum Thwaites = Gironniera Gaudich.
        - Humulopsis Grudz. = Humulus L.
        - Humulus L.
        - Lozanella Greenman
        - Mirandaceltis Sharp = Aphananthe Planch.
        - Nematostigma Planch. = Gironniera Gaudich.
        - Parasponia Miquel
        - Pteroceltis Maxim.
        - Sparrea Hunz. & Dottori = Celtis L.
        - Sponia Decaisne = Trema Loureiro
        - Trema Loureiro

      - Moraceae
        - Acanthinophyllum Allemao = Clarisia Ruiz & Pav.
        - Acanthosphaera Warb. (SUH) = Naucleopsis Miq.
        - Acanthotreculia Engl. = Treculia Decne. ex Trecul
        - Alicastrum P.Browne = Brosimum Sw.
        - Aliteria Benoist = Clarisia Ruiz & Pav.
        - Allaeanthus Thwaites = Broussonetia L'Her. ex Vent.
        - Ampalis Bojer ex Bureau = Streblus Lour.
        - Androstylanthus Ducke = Helianthostylis Baill.
        - Anonocarpus Ducke = Batocarpus H.Karst.
        - Antiaris Lesch.
        - Antiaropsis K.Schum.
        - Artocarpus J.R.Forst. & G.Forst.
        - Bagassa Aubl.
        - Balanostreblus Kurz = Sorocea A.St.-Hil.
        - Batocarpus H.Karst.
        - Bleekrodea Blume
        - Boehmeriopsis Kom. = Fatoua Gaudich.
        - Bosqueia Thouars ex Baill. = Trilepisium Thouars
        - Bosqueiopsis De Wild. & T.Durand
        - Bosscheria de Vriese & Teijsm. = Ficus L.
        - Brosimopsis S.Moore = Brosimum Sw.
        - Brosimum Sw.
        - Broussonetia L'Her. ex Vent.
        - Bucephalon L. = Trophis P.Browne
        - Calius Blanco = Streblus Lour.
        - Calpidochlamys Diels = Trophis P.Browne
        - Caprificus Gasp. = Ficus L.
        - Cardiogyne Bureau = Maclura Nutt.
        - Castilla Cerv.
        - Castilloa Endl. = Castilla Cerv.
        - Cephalotrophis Blume = Trophis P.Browne
        - Chevalierodendron J.-F.Leroy = Streblus Lour.
        - Chlorophora Gaudich. = Maclura Nutt.
        - Clarisia Ruiz & Pav.
        - Covellia Gasp. = Ficus L.
        - Craterogyne Lanj. = Dorstenia L.
        - Ctenocladium Airy Shaw = Dorstenia L.
        - Cudrania Trecul = Maclura Nutt.
        - Cyathanthus Engl. = Scyphosyce Baill.
        - Cystogyne Gasp. = Ficus L.
        - Dammaropsis Warb. = Ficus L.
        - Dimerocarpus Gagnep. = Streblus Lour.
        - Diplocos Bureau = Streblus Lour.
        - Diplothorax Gagnep. = Streblus Lour.
        - Dorstenia L.
        - Dumartroya Gaudich. = Trophis P.Browne
        - Epicarpurus Blume = Streblus Lour.
        - Erythrogyne Gasp. = Ficus L.
        - Fatoua Gaudich.
        - Ficus L.
        - Fusticus Raf. = Maclura Nutt.
        - Galactodendron Kunth = Brosimum Sw.
        - Galoglychia Gasp. = Ficus L.
        - Gonosuke Raf. = Ficus L.
        - Gymnartocarpus Boerl. = Parartocarpus Baill.
        - Helianthostylis Baill.
        - Helicostylis Trecul
        - Hullettia King ex Hook.f.
        - Inophloeum Pittier = Poulsenia Eggers
        - Ioxylon Raf. = Maclura Nutt.
        - Kosaria Forssk. = Dorstenia L.
        - Lanessania Baill. = Trymatococcus Poepp. & Endl.
        - Laurea Gaudich. = Bagassa Aubl.
        - Lepurandra Graham = Antiaris Lesch.
        - Maclura Nutt.
        - Macrophthalmia Gasp. = Ficus L.
        - Maillardia Frapp. & Duch. = Trophis P.Browne
        - Malaisia Blanco = Trophis P.Browne
        - Maquira Aubl.
        - Mastosuke Raf. = Ficus L.
        - Mesogyne Engl.
        - Milicia Sim
        - Morus L.
        - Naucleopsis Miq.
        - Necalistis Raf. = Ficus L.
        - Neosloetiopsis Engl. = Streblus Lour.
        - Noyera Trecul = Perebea Aubl.
        - Ogcodeia Bureau = Naucleopsis Miq.
        - Olmedia Ruiz & Pav. = Trophis P.Browne
        - Olmedioperebea Ducke = Maquira Aubl.
        - Olmediophaena H.Karst. = Maquira Aubl.
        - Olmediopsis H.Karst. = Pseudolmedia Trecul
        - Oluntos Raf. = Ficus L.
        - Pachytrophe Bureau = Streblus Lour.
        - Palmolmedia Ducke = Naucleopsis Miq.
        - Papyrius Lam. = Broussonetia L'Her. ex Vent.
        - Paraclarisia Ducke = Sorocea A.St.-Hil.
        - Parartocarpus Baill.
        - Paratrophis Blume = Streblus Lour.
        - Pella Gaertn. = Ficus L.
        - Perebea Aubl.
        - Perula Raf. (SUH) = Ficus L.
        - Pharmacosycea Miq. = Ficus L.
        - Phyllochlamys Bureau = Streblus Lour.
        - Piratinera Aubl. = Brosimum Sw.
        - Plecospermum Trecul = Maclura Nutt.
        - Pogonotrophe Miq. = Ficus L.
        - Pontya A.Chev. = Trilepisium Thouars
        - Poulsenia Eggers
        - Prainea King ex Hook.f.
        - Pseudolmedia Trecul
        - Pseudomorus Bureau = Streblus Lour.
        - Pseudosorocea Baill. = Sorocea A.St.-Hil.
        - Pseudostreblus Bureau = Streblus Lour.
        - Pseudostrophis T.Durand & B.D.Jacks. = Streblus Lour.
        - Pseudotrophis Warb. = Streblus Lour.
        - Rephesis Raf. = Ficus L.
        - Sahagunia Liebm. = Clarisia Ruiz & Pav.
        - Scyphosyce Baill.
        - Sitodium Parkinson = Artocarpus J.R.Forst. & G.Forst.
        - Skutchia Pax & K.Hoffm. ex C.V.Morton = Trophis P.Browne
        - Sloetia Teijsm. & Binn. ex Kurz = Streblus Lour.
        - Sloetiopsis Engl. = Streblus Lour.
        - Smithiodendron Hu = Broussonetia L'Her. ex Vent.
        - Sorocea A.St.-Hil.
        - Sparattosyce Bureau
        - Stenochasma Miq. = Broussonetia L'Her. ex Vent.
        - Stilpnophyllum (Endl.) Drury (SUH) = Ficus L.
        - Streblus Lour.
        - Sychinium Desv. = Dorstenia L.
        - Sycodendron Rojas Acosta = Ficus L.
        - Sycomorphe Miq. = Ficus L.
        - Sycomorus Gasp. = Ficus L.
        - Synoecia Miq. = Ficus L.
        - Taxotrophis Blume = Streblus Lour.
        - Tenorea Gasp. (SUH) = Ficus L.
        - Teonongia Stapf = Streblus Lour.
        - Treculia Decne. ex Trecul
        - Tremotis Raf. = Ficus L.
        - Trilepisium Thouars
        - Trophis P.Browne
        - Trophisomia Rojas Acosta = Sorocea A.St.-Hil.
        - Trymatococcus Poepp. & Endl.
        - Uleodendron Rauschert = Naucleopsis Miq.
        - Uromorus Bureau = Streblus Lour.
        - Urostigma Gasp. = Ficus L.
        - Utsetela Pellegr.
        - Vanieria Lour. = Maclura Nutt.
        - Varinga Raf. = Ficus L.
        - Visiania Gasp. (SUH) = Ficus L.

      - Urticaceae
        - Aboriella Bennet
        - Achudemia Blume
        - Ambaiba Adans.(SUS) = Cecropia Loefl.
        - Archiboehmeria C.J.Chen
        - Astrothalamus C.B.Rob.
        - Australina Gaudich.
        - Boehmeria Jacq.
        - Cecropia Loefl.
        - Chamabainia Wight
        - Conocephalus Blume = Poikilospermum Zipp. ex Miq.
        - Coussapoa Aubl.
        - Cypholophus Wedd.
        - Debregeasia Gaudich.
        - Dendrocnide Miq.
        - Dicranostachys Trecul = Myrianthus P.Beauv.
        - Didymodoxa E.Mey. ex Wedd.
        - Discocnide Chew
        - Distemon Wedd.(SUH) = Neodistemon Babu & A.N.Henry
        - Droguetia Gaudich.
        - Dunniella Rauschert(SUS) = Aboriella Bennet
        - Elatostema J.R.Forst. & G.Forst.
        - Elatostematoides B.L.Rob. = Elatostema J.R.Forst. & G.Forst.
        - Fleurya Gaudich. = Laportea Gaudich.
        - Forsskaolea L.
        - Gesnouinia Gaudich.
        - Gibbsia Rendle
        - Girardinia Gaudich.
        - Goethartia Herzog = Pouzolzia Gaudich.
        - Gonostegia Turcz. = Hyrtanandra Miq.
        - Gyrotaenia Griseb.
        - Haynea Schumach. & Thonn. = Laportea Gaudich.
        - Helxine Bubani = Soleirolia Gaudich.
        - Hemistylus Benth.
        - Hesperocnide Torr.
        - Hyrtanandra Miq.
        - Laportea Gaudich.
        - Lecanthus Wedd.
        - Leucosyke Zoll. & Moritzi
        - Maoutia Wedd.
        - Memorialis Buch.-Ham. ex Wedd. = Hyrtanandra Miq.
        - Meniscogyne Gagnep.
        - Metatrophis F.Br.
        - Misiessya Wedd. = Leucosyke Zoll. & Moritzi
        - Morocarpus Siebold & Zucc.(SUS) = Debregeasia Gaudich.
        - Musanga C.Sm. ex R.Br.
        - Myrianthus P.Beauv.
        - Myriocarpa Benth.
        - Nanocnide Blume
        - Neodistemon Babu & A.N.Henry
        - Neopilea Leandri = Pilea Lindl.
        - Neraudia Gaudich.
        - Nesobium Phil. ex Fuentes = Parietaria L.
        - Nothocnide Blume ex Chew
        - Obetia Gaudich.
        - Oreocnide Miq.
        - Parietaria L.
        - Parsana Parsa & Maleki = Laportea Gaudich.
        - Pellionia Gaudich. = Elatostema J.R.Forst. & G.Forst.
        - Petelotiella Gagnep.
        - Phenax Wedd.
        - Pilea Lindl.
        - Pipturus Wedd.
        - Poikilospermum Zipp. ex Miq.
        - Pourouma Aubl.
        - Pouzolzia Gaudich.
        - Procris Comm. ex Juss.
        - Pseudopipturus Skottsb. = Nothocnide Blume ex Chew
        - Robinsoniodendron Merr. = Maoutia Wedd.
        - Rousselia Gaudich.
        - Sarcochlamys Gaudich.
        - Sarcopilea Urb.
        - Sceptrocnide Maxim. = Laportea Gaudich.
        - Smithiella Dunn(SUH) = Aboriella Bennet
        - Soleirolia Gaudich.
        - Sphaerotylos C.J.Chen = Sarcochlamys Gaudich.
        - Touchardia Gaudich.
        - Urera Gaudich.
        - Urtica L.
        - Villebrunea Gaudich. = Oreocnide Miq.

### Sapindales
- Eudicotyledoneae (seria colocada na categoria de classe)
  - Rosidae (seria colocada na categoria de subclasse)
    - Sapindales
      - Biebersteiniaceae
        - Biebersteinia

      - Nitrariaceae
        - Nitraria
        - Peganum
        - Tetradiclis

      - Kirkiaceae
        - Kirkia (creo)
        - Pleiokirkia

      - Anacardiaceae
        - Actinocheita F.A.Barkley
        - Allospondias (Pierre) Stapf = Spondias L.
        - Amphipterygium Schiede ex Standl.
        - Anacardium L.
        - Anaphrenium E.Mey. ex Endl. = Heeria Meisn.
        - Anauxanopetalum Teijsm. & Binn. = Swintonia Griff.
        - Androtium Stapf
        - Antrocaryon Pierre
        - Apterokarpos Rizzini = Loxopterygium Hook.f.
        - Astronium Jacq.
        - Astropetalum Griff. = Swintonia Griff.
        - Blepharocarya F.Muell.
        - Bonetiella Rzed.
        - Botryceras Willd. = Laurophyllus Thunb.
        - Bouea Meisn.
        - Buchanania Spreng.
        - Campnosperma Thwaites
        - Campylopetalum Forman
        - Cardenasiodendron F.A.Barkley
        - Choerospondias B.L.Burtt & A.W.Hill
        - Comeurya Baill. = Dracontomelon Blume
        - Comocladia P.Browne
        - Coniogeton Blume = Buchanania Spreng.
        - Cotinus Mill.
        - Cyrtocarpa Kunth
        - Cyrtospermum Benth. = Campnosperma Thwaites
        - Dasycarya Liebm. = Cyrtocarpa Kunth
        - Dobinea Buch.-Ham. ex D.Don
        - Dracontomelon Blume
        - Drimycarpus Hook.f.
        - Duckera F.A.Barkley(SUS) = Rhus L.
        - Duvaua Kunth = Schinus L.
        - Emiliomarcetia T.Durand & H.Durand = Trichoscypha Hook.f.
        - Euleria Urb.
        - Euroschinus Hook.f.
        - Faguetia Marchand
        - Fegimanra Pierre
        - Gluta L.
        - Haematostaphis Hook.f.
        - Haplorhus Engl.
        - Harpephyllum Bernh. ex Krauss
        - Heeria Meisn.
        - Holigarna Buch.-Ham. ex Roxb.
        - Juliania Schltdl.(SUH) = Amphipterygium Schiede ex Standl.
        - Koordersiodendron Engl.
        - Lannea A.Rich.
        - Lanneoma Delile = Lannea A.Rich.
        - Laurophyllus Thunb.
        - Lithraea Miers ex Hook. & Arn.
        - Loxopterygium Hook.f.
        - Loxostylis A.Spreng. ex Rchb.
        - Malosma (Nutt.) Raf. = Rhus L.
        - Mangifera L.
        - Mauria Kunth
        - Melanochyla Hook.f.
        - Melanococca Blume = Rhus L.
        - Melanocommia Ridl. = Semecarpus L.f.
        - Melanorrhoea Wall. = Gluta L.
        - Metopium P.Browne
        - Micronychia Oliv.
        - Microstemon Engl. = Pentaspadon Hook.f.
        - Mosquitoxylum Krug & Urb.
        - Myracrodruon Allemao = Astronium Jacq.
        - Neostyphonia Shafer = Rhus L.
        - Nothopegia Blume
        - Nothopegiopsis Lauterb. = Semecarpus L.f.
        - Nothoprotium Miq. = Pentaspadon Hook.f.
        - Ochoterenaea F.A.Barkley
        - Odina Roxb. = Lannea A.Rich.
        - Oncocarpus A.Gray = Semecarpus L.f.
        - Operculicarya H.Perrier
        - Orthopterygium Hemsl.
        - Ozoroa Delile
        - Pachycormus Coville ex Standl.
        - Parishia Hook.f.
        - Pegia Colebr.
        - Pentaspadon Hook.f.
        - Phanrangia Tardieu = Mangifera L.
        - Phlebochiton Wall. = Pegia Colebr.
        - Pistacia L.
        - Pleiogynium Engl.
        - Podoon Baill. = Dobinea Buch.-Ham. ex D.Don
        - Poupartia Comm. ex Juss.
        - Protorhus Engl.
        - Pseudosmodingium Engl.
        - Pseudospondias Engl.
        - Quebrachia Griseb. = Schinopsis Engl.
        - Rhodosphaera Engl.
        - Rhus L.
        - Scassellatia Chiov. = Lannea A.Rich.
        - Schinopsis Engl.
        - Schinus L.
        - Sclerocarya Hochst.
        - Searsia F.A.Barkley = Rhus L.
        - Semecarpus L.f.
        - Skoliostigma Lauterb. = Spondias L.
        - Smodingium E.Mey. ex Sond.
        - Solenocarpus Wight & Arn. = Spondias L.
        - Sorindeia Thouars
        - Sorindeiopsis Engl. = Sorindeia Thouars
        - Spondias L.
        - Stagmaria Jack = Gluta L.
        - Swintonia Griff.
        - Syndesmis Wall. = Gluta L.
        - Tapirira Aubl.
        - Terminthia Bernh. = Rhus L.
        - Thyrsodium Salzm. ex Benth.
        - Toxicodendron Mill. = Rhus L.
        - Trichoscypha Hook.f.
        - Tropidopetalum Turcz. = Bouea Meisn.
        - Trujanoa La Llave = Rhus L.
        - Veatchia A.Gray = Pachycormus Coville ex Standl.

      - Burseraceae
        - Aucoumea Pierre
        - Balsamodendrum Kunth = Commiphora Jacq.
        - Beiselia Forman
        - Boswellia Roxb. ex Colebr.
        - Bursera Jacq. ex L.
        - Canariellum Engl. = Canarium L.
        - Canarium L.
        - Commiphora Jacq.
        - Crepidospermum Hook.f.
        - Dacryodes Vahl
        - Elaphrium Jacq. = Bursera Jacq. ex L.
        - Garuga Roxb.
        - Haplolobus H.J.Lam
        - Hedwigia Sw. = Tetragastris Gaertn.
        - Hemicrepidospermum Swart = Crepidospermum Hook.f.
        - Hemisantiria H.J.Lam = Dacryodes Vahl
        - Hemprichia Ehrenb. = Commiphora Jacq.
        - Icica Aubl. = Protium Burm.f.
        - Icicaster Ridl. = Santiria Blume
        - Neomangenotia J.-F.Leroy = Commiphora Jacq.
        - Pachylobus G.Don = Dacryodes Vahl
        - Paraprotium Cuatrec.
        - Protium Burm.f.
        - Santiria Blume
        - Santiriopsis Engl. = Santiria Blume
        - Scutinanthe Thwaites
        - Tapirocarpus Sagot
        - Tetragastris Gaertn.
        - Trattinnickia Willd.
        - Trigonochlamys Hook.f. = Santiria Blume
        - Triomma Hook.f.

      - Sapindaceae
        - Acer L.
        - Aesculus L.
        - Alectryon Gaertn.
        - Allophylus L.
        - Allosanthus Radlk.
        - Amesiodendron Hu
        - Anomosanthes Blume = Lepisanthes Blume
        - Aphania Blume = Lepisanthes Blume
        - Aphanococcus Radlk. = Lepisanthes Blume
        - Aporrhiza Radlk.
        - Arfeuillea Pierre ex Radlk.
        - Arytera Blume
        - Atalaya Blume
        - Athyana (Griseb.) Radlk.
        - Averrhoidium Baill.
        - Beguea Capuron
        - Bellingia Pierre = Zollingeria Kurz
        - Bemarivea Choux = Tinopsis Radlk.
        - Billia Peyr.
        - Bizonula Pellegr.
        - Blighia K.D.Koenig
        - Blighiopsis Van der Veken
        - Blomia Miranda
        - Boniodendron Gagnep.
        - Bottegoa Chiov.
        - Bridgesia Bertero ex Cambess.
        - Camptolepis Radlk.
        - Cardiophyllarium Choux = Doratoxylon Thouars ex Hook.f.
        - Cardiospermum L.
        - Castanospora F.Muell.
        - Chiarinia Chiov. = Lecaniodiscus Planch. ex Benth.
        - Chonopetalum Radlk.
        - Chouxia Capuron
        - Chytranthus Hook.f.
        - Cnemidiscus Pierre = Glenniea Hook.f.
        - Conchopetalum Radlk.
        - Cossignia Comm. ex Lam.(SUO) = Cossinia Comm. ex Lam.
        - Cossinia Comm. ex Lam.
        - Cotylodiscus Radlk. = Plagioscyphus Radlk.
        - Crossonephelis Baill. = Glenniea Hook.f.
        - Cubilia Blume
        - Cupania L.
        - Cupaniopsis Radlk.
        - Deinbollia Schumach. & Thonn.
        - Delavaya Franch.
        - Delpya Pierre ex Radlk.(SUS) = Sisyrolepis Radlk.
        - Diacarpa Sim = Atalaya Blume
        - Diatenopteryx Radlk.
        - Dictyoneura Blume
        - Dilodendron Radlk.
        - Dimocarpus Lour.
        - Diploglottis Hook.f.
        - Diplokeleba N.E.Br.
        - Diplopeltis Endl.
        - Dipterodendron Radlk. = Dilodendron Radlk.
        - Dipteronia Oliv.
        - Distichostemon F.Muell.
        - Dodonaea Mill.
        - Doratoxylon Thouars ex Hook.f.
        - Elattostachys Radlk.
        - Eriandrostachys Baill. = Macphersonia Blume
        - Eriocoelum Hook.f.
        - Erioglossum Blume = Lepisanthes Blume
        - Erythrophysa E.Mey. ex Arn.
        - Erythrophysopsis Verdc. = Erythrophysa E.Mey. ex Arn.
        - Euchorium Ekman & Radlk.
        - Euphoria Comm. ex Juss. = Litchi Sonn.
        - Euphorianthus Radlk.
        - Eurycorymbus Hand.-Mazz.
        - Exothea Macfad.
        - Filicium Thwaites ex Benth.
        - Ganophyllum Blume
        - Glenniea Hook.f.
        - Gloeocarpus Radlk.
        - Glossolepis Gilg = Chytranthus Hook.f.
        - Gongrodiscus Radlk.
        - Gongrospermum Radlk.
        - Guindilia Gillies ex Hook. & Arn.
        - Guioa Cav.
        - Handeliodendron
        - Haplocoelum Radlk.
        - Harpullia Roxb.
        - Hebecoccus Radlk. = Lepisanthes Blume
        - Hedyachras Radlk. = Glenniea Hook.f.
        - Heterodendrum Desf. = Alectryon Gaertn.
        - Hippobromus Eckl. & Zeyh.
        - Hornea Baker
        - Houssayanthus Hunz.
        - Howethoa Rauschert = Lepisanthes Blume
        - Hypelate P.Browne
        - Hypseloderma Radlk.
        - Jagera Blume
        - Koelreuteria Laxm.
        - Laccodiscus Radlk.
        - Lecaniodiscus Planch. ex Benth.
        - Lepiderema Radlk.
        - Lepidopetalum Blume
        - Lepisanthes Blume
        - Litchi Sonn.
        - Llagunoa Ruiz & Pav.
        - Lophostigma Radlk.
        - Loxodiscus Hook.f.
        - Lychnodiscus Radlk.
        - Macphersonia Blume
        - Magonia A.St.-Hil.
        - Majidea J.Kirk ex Oliv.
        - Manongarivea Choux = Lepisanthes Blume
        - Matayba Aubl.
        - Melanodiscus Radlk. = Glenniea Hook.f.
        - Melicoccus P.Browne
        - Mischocarpus Blume
        - Mischocodon Radlk. = Mischocarpus Blume
        - Molinaea Comm. ex Juss.
        - Neotina Capuron
        - Nephelium L.
        - Omalocarpus Choux = Deinbollia Schumach. & Thonn.
        - Otonephelium Radlk.
        - Otophora Blume = Lepisanthes Blume
        - Palaoea Kaneh. = Tristiropsis Radlk.
        - Pancovia Willd.
        - Pappea Eckl. & Zeyh.
        - Paranephelium Miq.
        - Paullinia L.
        - Pavieasia Pierre
        - Pentascyphus Radlk.
        - Phialodiscus Radlk. = Blighia K.D.Koenig
        - Phyllotrichum Thorel ex Lecomte
        - Placodiscus Radlk.
        - Plagioscyphus Radlk.
        - Poculodiscus Danguy & Choux = Plagioscyphus Radlk.
        - Podonephelium Baill.
        - Pometia J.R.Forst. & G.Forst.
        - Porocystis Radlk.
        - Pseudima Radlk.
        - Pseudolitchi Danguy & Choux = Stadmannia Lam.
        - Pseudonephelium Radlk. = Dimocarpus Lour.
        - Pseudopancovia Pellegr.
        - Pseudoprotorhus H.Perrier = Filicium Thwaites ex Benth.
        - Pseudopteris Baill.
        - Radlkofera Gilg
        - Rhysotoechia Radlk.
        - Sapindopsis F.C.How & C.N.Ho(SUH) = Lepisanthes Blume
        - Sapindus L.
        - Sarcopteryx Radlk.
        - Sarcotoechia Radlk.
        - Schleichera Willd.
        - Scyphonychium Radlk.
        - Scyphopetalum Hiern = Paranephelium Miq.
        - Serjania Mill.
        - Sinoradlkofera F.G.Mey. = Boniodendron Gagnep.
        - Sisyrolepis Radlk.
        - Smelophyllum Radlk.
        - Stadmannia Lam.
        - Stocksia Benth.
        - Storthocalyx Radlk.
        - Strophiodiscus Choux = Plagioscyphus Radlk.
        - Synima Radlk.
        - Talisia Aubl.
        - Talisiopsis Radlk. = Zanha Hiern
        - Thinouia Triana & Planch.
        - Thouinia Poit.
        - Thouinidium Radlk.
        - Thraulococcus Radlk. = Lepisanthes Blume
        - Tikalia Lundell = Blomia Miranda
        - Tina Schult.
        - Tinopsis Radlk.
        - Toechima Radlk.
        - Toulicia Aubl.
        - Trigonachras Radlk.
        - Tripterodendron Radlk.
        - Tristira Radlk.
        - Tristiropsis Radlk.
        - Tsingya Capuron
        - Ungnadia Endl.
        - Urvillea Kunth
        - Valenzuelia Bertero ex Cambess. = Guindilia Gillies ex Hook. & Arn.
        - Vouarana Aubl.
        - Xanthoceras Bunge
        - Xerospermum Blume
        - Zanha Hiern
        - Zollingeria Kurz

      - Rutaceae
        - Achuaria Gereau
        - Acmadenia Bartl. & H.L.Wendl.
        - Acradenia Kippist
        - Acronychia J.R.Forst. & G.Forst.
        - Adenandra Willd.
        - Adiscanthus Ducke
        - Aegle Correa
        - Aeglopsis Swingle
        - Afraegle (Swingle) Engl.
        - Afraurantium A.Chev.
        - Agathosma Willd.
        - Almeidea A.St.-Hil.
        - Amyris P.Browne
        - Angostura Roem. & Schult.
        - Apocaulon R.S.Cowan
        - Araliopsis Engl.
        - Asterolasia F.Muell.
        - Astrophyllum Torr. & A.Gray = Choisya Kunth
        - Atalantia Correa
        - Balfourodendron Corr.Mello ex Oliv.
        - Balsamocitrus Stapf
        - Barosma Willd. = Agathosma Willd.
        - Bauerella Borzi = Acronychia J.R.Forst. & G.Forst.
        - Boenninghausenia Rchb. ex Meisn.
        - Boninia Planch.
        - Boronella Baill.
        - Boronia Sm.
        - Bosistoa F.Muell.
        - Bottegoa
        - Bouchardatia Baill.
        - Bouzetia Montrouz.
        - Brombya F.Muell.
        - Burkillanthus Swingle
        - Calodendrum Thunb.
        - Casimiroa La Llave
        - Chalcas L. = Murraya L.
        - Chloroxylon DC.
        - Choisya Kunth
        - Chorilaena Endl.
        - Citropsis (Engl.) Swingle & M.Kellerm.
        - Citrus L.
        - Clausena Burm.f.
        - Clausenopsis (Engl.) Engl. = Fagaropsis Mildbr. ex Siebenl.
        - Clymenia Swingle
        - Cneoridium Hook.f.
        - Cneorum L.
        - Coleonema Bartl. & H.L.Wendl.
        - Comoroa Oliv. = Teclea Delile
        - Comptonella Baker f.
        - Coombea P.Royen
        - Correa Andrews
        - Crowea Sm.
        - Cusparia Humb. ex R.Br. = Angostura Roem. & Schult.
        - Cyanothamnus Lindl.
        - Decagonocarpus Engl.
        - Decatropis Hook.f.
        - Decazyx Pittier & S.F.Blake
        - Dendrosma Pancher & Sebert
        - Dictamnus L.
        - Dictyoloma A.Juss.
        - Diomma Engl. ex Harms = Spathelia L.
        - Diosma L.
        - Diphasia Pierre
        - Diphasiopsis Mendonca
        - Diplolaena R.Br.
        - Drummondita Harv.
        - Dutaillyea Baill.
        - Echinocitrus Tanaka
        - Empleuridium Sond. & Harv.
        - Empleurum Aiton
        - Eremocitrus Swingle
        - Eriostemon Sm.
        - Ertela Adans. = Monnieria Loefl.
        - Erythrochiton Nees & Mart.
        - Esenbeckia Kunth
        - Euchaetis Bartl. & H.L.Wendl.
        - Euodia J.R.Forst. & G.Forst.
        - Euxylophora Huber
        - Evodia Lam.(SUO) = Euodia J.R.Forst. & G.Forst.
        - Evodiella Linden
        - Fagara L. = Zanthoxylum L.
        - Fagaropsis Mildbr. ex Siebenl.
        - Feronia Correa = Limonia L.
        - Feroniella Swingle
        - Flindersia R.Br.
        - Fortunella Swingle
        - Galipea Aubl.
        - Geijera Schott
        - Geleznowia Turcz.
        - Glycosmis Correa
        - Halfordia F.Muell.
        - Haplophyllum A.Juss.
        - Harrisonia
        - Helietta Tul.
        - Hesperethusa M.Roem. = Naringi Adans.
        - Hortia Vand.
        - Humblotiodendron Engl. = Vepris Comm. ex A.Juss.
        - Ivodea Capuron
        - Kodalyodendron Borhidi & Acuna
        - Leptothyrsa Hook.f.
        - Limnocitrus Swingle
        - Limonia L.
        - Lubaria Pittier
        - Luerssenidendron Domin = Acradenia Kippist
        - Lunasia Blanco
        - Luvunga Buch.-Ham. ex Wight & Arn.
        - Maclurodendron T.G.Hartley
        - Macrostylis Bartl. & H.L.Wendl.
        - Medicosma Hook.f.
        - Megastigma Hook.f.
        - Melicope J.R.Forst. & G.Forst.
        - Merope M.Roem.
        - Merrillia Swingle
        - Metrodorea A.St.-Hil.
        - Microcitrus Swingle
        - Microcybe Turcz.
        - Micromelum Blume
        - Monanthocitrus Tanaka
        - Moniera Loefl.(SUO) = Monnieria Loefl.
        - Monnieria Loefl.
        - Muiriantha C.A.Gardner
        - Murraya L.
        - Myllanthus R.S.Cowan = Raputia Aubl.
        - Myrtopsis Engl.
        - Naringi Adans.
        - Naudinia Planch. & Linden
        - Nematolepis Turcz.
        - Neobyrnesia J.A.Armstr.
        - Neochamaelea (Engl.) Erdtman = Cneorum L.
        - Neoraputia Emmerich = Raputia Aubl.
        - Nycticalanthus Ducke
        - Oricia Pierre
        - Oriciopsis Engl.
        - Orixa Thunb.
        - Oxanthera Montrouz.
        - Pagetia F.Muell. = Bosistoa F.Muell.
        - Pamburus Swingle
        - Paramignya Wight
        - Pelea A.Gray = Melicope J.R.Forst. & G.Forst.
        - Peltostigma Walp.
        - Pentaceras Hook.f.
        - Phebalium Vent.
        - Phellodendron Rupr.
        - Philotheca Rudge
        - Phyllosma Bolus
        - Pilocarpus Vahl
        - Pitavia Molina
        - Platydesma H.Mann
        - Pleiococca F.Muell. = Acronychia J.R.Forst. & G.Forst.
        - Pleiospermium (Engl.) Swingle
        - Plethadenia Urb.
        - Pleurandropsis Baill. = Asterolasia F.Muell.
        - Pleurocitrus Tanaka(SUI) = Citrus L.
        - Polyaster Hook.f.
        - Pomphidea Miers = Ravenia Vell.
        - Poncirus Raf.
        - Pseudiosma DC.
        - Psilopeganum Hemsl.
        - Ptaeroxylon
        - Ptelea L.
        - Rabelaisia Planch. = Lunasia Blanco
        - Raputia Aubl.
        - Raputiarana Emmerich = Raputia Aubl.
        - Rauia Nees & Mart.
        - Raulinoa R.S.Cowan
        - Ravenia Vell.
        - Raveniopsis Gleason
        - Rhadinothamnus Paul G.Wilson
        - Ruta L.
        - Rutaneblina Steyerm. & Luteyn
        - Rutosma A.Gray = Thamnosma Torr. & Frem.
        - Sarcomelicope Engl.
        - Sargentia S.Watson = Casimiroa La Llave
        - Severinia Ten.
        - Sheilanthera I.Williams
        - Sigmatanthus Huber ex Emmerich = Raputia Aubl.
        - Skimmia Thunb.
        - Spathelia L.
        - Spiranthera A.St.-Hil.
        - Stauranthus Liebm.
        - Swinglea Merr.
        - Teclea Delile
        - Tecleopsis Hoyle & Leakey = Vepris Comm. ex A.Juss.
        - Terminthodia Ridl. = Tetractomia Hook.f.
        - Tetractomia Hook.f.
        - Tetradium Lour.
        - Thamnosma Torr. & Frem.
        - Thoreldora Pierre = Glycosmis Correa
        - Ticorea Aubl.
        - Toddalia Juss.
        - Toddaliopsis Engl.
        - Tractocopevodia Raizada & V.Naray.
        - Triphasia Lour.
        - Urocarpus J.Drumm. ex Harv.
        - Vepris Comm. ex A.Juss.
        - Wenzelia Merr.
        - Zanthoxylum L.
        - Zieria Sm.
        - Zieridium Baill. = Euodia J.R.Forst. & G.Forst.

      - Meliaceae
        - Acanthotrichilia (Urb.) O.F.Cook & G.N.Collins = Trichilia P.Browne
        - Acrilia Griseb. = Trichilia P.Browne
        - Aglaia Lour.
        - Ailantopsis Gagnep. = Trichilia P.Browne
        - Aitonia Thunb. (SUH) = Nymania Lindb.
        - Alliaria Kuntze (SUH) = Dysoxylum Blume
        - Amoora Roxb. = Aglaia Lour.
        - Antelaea Gaertn. = Melia L.
        - Anthocarapa Pierre
        - Aphanamixis Blume
        - Argophilum Blanco = Aglaia Lour.
        - Astrotrichilia (Harms) T.D.Penn. & Styles
        - Aytonia L.f. (SUO) = Nymania Lindb.
        - Azadirachta A.Juss.
        - Azedarach Mill. = Melia L.
        - Barbilus P.Browne = Trichilia P.Browne
        - Barola Adans. (SUS) = Trichilia P.Browne
        - Beddomea Hook.f. = Aglaia Lour.
        - Bingeria A.Chev. = Turraeanthus Baill.
        - Cabralea A.Juss.
        - Calodecaryia J.-F.Leroy
        - Calodryum Desv. = Turraea L.
        - Cambania Comm. ex M.Roem. = Dysoxylum Blume
        - Camunium Roxb. (SUH) = Aglaia Lour.
        - Capuronianthus J.-F.Leroy
        - Carapa Aubl.
        - Cedrela P.Browne
        - Cedrus Mill. (SUH) = Cedrela P.Browne
        - Charia C.E.C.Fisch. = Ekebergia Sparrm.
        - Chickassia Wight & Arn. = Chukrasia A.Juss.
        - Chisocheton Blume
        - Chukrasia A.Juss.
        - Chuniodendron Hu = Aphanamixis Blume
        - Cipadessa Blume
        - Clemensia Merr. = Chisocheton Blume
        - Dasycoleum Turcz. = Chisocheton Blume
        - Didymocheton Blume = Dysoxylum Blume
        - Dysoxylum Blume
        - Ekebergia Sparrm.
        - Elcaja Forssk. = Trichilia P.Browne
        - Elutheria M.Roem. (SUH) = Swietenia Jacq.
        - Elutheria P.Browne = Guarea L.
        - Entandrophragma C.E.C.Fisch.
        - Epicharis Blume = Dysoxylum Blume
        - Euphora Griff. = Aglaia Lour.
        - Garretia Welw. = Khaya A.Juss.
        - Gilibertia J.F.Gmel. = Turraea L.
        - Ginnania M.Roem. (SUH) = Turraea L.
        - Grevellina Baill. = Turraea L.
        - Guarea L.
        - Hartigshea A.Juss. = Dysoxylum Blume
        - Hearnia F.Muell. = Aglaia Lour.
        - Heckeldora Pierre
        - Heimodendron Sillans = Entandrophragma C.E.C.Fisch.
        - Heynea Roxb. ex Sims = Trichilia P.Browne
        - Humbertioturraea J.-F.Leroy
        - Johnsonia Adans. (SUH) = Cedrela P.Browne
        - Khaya A.Juss.
        - Lamiofrutex Lauterb. = Vavaea Benth.
        - Lansium Correa
        - Leioptyx Pierre ex De Wild. = Entandrophragma C.E.C.Fisch.
        - Lepiaglaia Pierre = Aglaia Lour.
        - Lepidotrichilia (Harms) J.-F.Leroy
        - Leplaea Vermoesen = Guarea L.
        - Litosiphon Pierre ex Harms = Lovoa Harms
        - Lovoa Harms
        - Macrochiton M.Roem. = Dysoxylum Blume
        - Mafureira Bertol. = Trichilia P.Browne
        - Mahagoni Adans. = Swietenia Jacq.
        - Mallea A.Juss. = Cipadessa Blume
        - Malleastrum (Baill.) J.-F.Leroy
        - Megaphyllaea Hemsl.
        - Melia L.
        - Melio-Schinzia K.Schum. = Chisocheton Blume
        - Merostela Pierre = Aglaia Lour.
        - Milnea Roxb. = Aglaia Lour.
        - Monosoma Griff. = Xylocarpus J.Konig
        - Moschoxylum A.Juss. = Trichilia P.Browne
        - Munronia Wight
        - Napeodendron Ridl. = Walsura Roxb.
        - Naregamia Wight & Arn.
        - Nelanaregam Adans. = Naregamia Wight & Arn.
        - Nemedra A.Juss. = Aglaia Lour.
        - Neobeguea J.-F.Leroy
        - Nimmoia Wight (SUH) = Aglaia Lour.
        - Nurmonia Harms = Turraea L.
        - Nymania Lindb.
        - Odontandra Willd. ex Roem. & Schult. = Trichilia P.Browne
        - Odontosiphon M.Roem. = Trichilia P.Browne
        - Oraoma Turcz. = Aglaia Lour.
        - Owenia F.Muell.
        - Payeria Baill. = Turraea L.
        - Persoonia Willd. (SUH) = Carapa Aubl.
        - Philastrea Pierre = Munronia Wight
        - Pholacilia Griseb. = Trichilia P.Browne
        - Picroderma Thorel ex Gagnep. = Trichilia P.Browne
        - Plagiotaxis Wall. ex Kuntze = Chukrasia A.Juss.
        - Plumea Lunan = Guarea L.
        - Portesia Cav. = Trichilia P.Browne
        - Prasoxylon M.Roem. = Dysoxylum Blume
        - Pseudobersama Verdc.
        - Pseudocarapa Hemsl.
        - Pseudocedrela Harms
        - Pterorhachis Harms
        - Pterosiphon Turcz. = Cedrela P.Browne
        - Quivisia Cav. = Turraea L.
        - Quivisianthe Baill.
        - Racapa M.Roem. = Carapa Aubl.
        - Reinwardtiodendron Koord.
        - Rhetinosperma Radlk. = Chisocheton Blume
        - Rochetia Delile = Trichilia P.Browne
        - Roia Scop. = Swietenia Jacq.
        - Ruagea H.Karst.
        - Rutea M.Roem. = Turraea L.
        - Samyda L. (SUH) = Guarea L.
        - Sandoricum Cav.
        - Schizochiton Spreng. = Chisocheton Blume
        - Schmardaea H.Karst.
        - Scyphostigma M.Roem. = Turraea L.
        - Selbya M.Roem. = Aglaia Lour.
        - Soymida A.Juss.
        - Sphaerosacme Wall. ex M.Roem.
        - Suitenia Stokes (SUO) = Swietenia Jacq.
        - Surenus Kuntze = Toona (Endl.) M.Roem.
        - Surwala M.Roem. = Walsura Roxb.
        - Swietenia Jacq.
        - Sycocarpus Britton = Guarea L.
        - Symphytosiphon Harms = Trichilia P.Browne
        - Synoum A.Juss.
        - Toona (Endl.) M.Roem.
        - Torpesia (Endl.) M.Roem. = Trichilia P.Browne
        - Touloucouna M.Roem. = Carapa Aubl.
        - Trichilia P.Browne
        - Turraea L.
        - Turraeanthus Baill.
        - Urbanoguarea Harms = Guarea L.
        - Vavaea Benth.
        - Walsura Roxb.
        - Wulfhorstia C.E.C.Fisch. = Entandrophragma C.E.C.Fisch.
        - Xylocarpus J.Konig
        - Zederachia Heist. ex Fabr. = Melia L.
        - Zurloa Ten. = Carapa Aubl.

      - Simaroubaceae
        - Ailanthus
        - Amaroria
        - Brucea
        - Castela
        - Eurycoma
        - Gymnostemon
        - Hannoa
        - Laumoniera
        - Leitneria
        - Nothospondias
        - Odyendea
        - Perriera
        - Picrasma
        - Picrolemma
        - Pierreodendron
        - Pleiokirkia
        - Quassia
        - Simaba
        - Simarouba
        - Soulamea

### Huerteales
- Eudicotyledoneae (seria colocada na categoria de classe)
  - Rosidae (seria colocada na categoria de subclasse)
    - Huerteales
      - Tapisciaceae
        - Huertea Ruíz & Pavón
        - Tapiscia Oliver

      - Gerrardinaceae
        - Um só género

      - o género Perrottetia (aqui colocado na categoria de família)
      - Dipentodontaceae
        - Dipentodon Dunn

### Malvales
- Eudicotyledoneae (seria colocada na categoria de classe)
  - Rosidae (seria colocada na categoria de subclasse)
    - Malvales
      - Neuradaceae
        - Grielum L.
        - Neurada L.
        - Neuradopsis Bremek. & Oberm.

      - Thymelaeaceae
        - Aetoxylon (Airy Shaw) Airy Shaw
        - Agallochum Lamarck = Aquilaria Lamarck
        - Aloexylum Lour. = ?Aquilaria Lamarck
        - Amyxa Tiegh.
        - Aquilaria Lamarck
        - Aquilariella Tiegh. = Aquilaria Lamarck
        - Brachythalamus Gilg = Gyrinops Gaertn.
        - Arnhemia Airy Shaw
        - Arthrosolen C.A.Mey. = Gnidia L.
        - Asclerum Tiegh. = Gonystylus Teijsm. & Binn.
        - Atemnosiphon Leandri
        - Balendasia Raf. = Passerina L.
        - Banksia J. R. Forst. & G. Forst. = Pimelea Gaertn.
        - Basutica E. Phillips = Gnidia L.
        - Belvala Adans. = Struthiola L.
        - Bosca Vell. = Daphnopsis Mart.
        - Brachythalamus Gilg = Gyrinops Gaertn.
        - Calyptrostegia C. A. Mey. = Pimelea Gaertn.
        - Canalia F. W. Schmidt = Gnidia L.
        - Capura L. = Wikstroemia Endl.
        - Chamaejasme Kuntze = Stellera L.
        - Chlamydanthus C. A. Mey. = Thymelaea Mill.
        - Chymococca Meisn. = Passerina L.
        - Coleophora Miers = Daphnopsis Mart.
        - Cookia J. F. Gmel. = Pimelea Gaertn.
        - Craspedostoma Domke = Gnidia L.
        - Craterosiphon Engl. & Gilg
        - Cryptadenia Meisn. = Lachnea L.
        - Cyathodiscus Hochst. = Peddiea Hook.
        - Dais L.
        - Daphne L.
        - Daphnimorpha Nakai = Wikstroemia Endl.
        - Daphnobryon Meisn. = Kelleria Endl.
        - Daphnopsis Mart.
        - Decaisnella Kuntze = Aquilaria Lamarck
        - Deltaria Steenis
        - Dendrostellera (C.A.Mey.) Tiegh. = Diarthron Turcz.
        - Dessenia Adans. = ?Gnidia L.
        - Diarthron Turcz.
        - Dicranolepis Planch.
        - Diplomorpha Meisn. = Wikstroemia Endl.
        - Dirca L.
        - Dofia Adans. = Dirca L.
        - Drapetes Banks ex Lamarck
        - Drimyspermum Reinw. = Phaleria Jack
        - Edgeworthia Meisn.
        - Englerodaphne Gilg
        - Enkleia Griff.
        - Eriosolena Blume
        - Farreria Farrer = Wikstroemia Endl.
        - Funifera C. A. Mey.
        - Gastrilla Raf. = Daphnopsis Mart.
        - Giardia C. Gerber = Thymelaea Mill.
        - Gilgiodaphne Domke = Synandrodaphne Gilg
        - Gnidia L.
        - Gnidiopsis Tiegh. = Gnidia L.
        - Gonystylus Teijsm. & Binn.
        - Goodallia Benth.
        - Gymnococca C. A. Mey. = Pimelea Gaertn.
        - Gyrinops Gaertn.
        - Gyrinopsis Decaisne = Aquilaria Lamarck
        - Hargasseria C. A. Mey. = Daphnopsis Mart.
        - Heterolaena (Endl.) C. A. Mey. = Pimelea Gaertn.
        - Hyptiodaphne Urb. = Daphnopsis Mart.
        - Jedda J.R.Clarkson
        - Kaernbachia Kuntze = Lethedon Spreng.
        - Kelleria Endl.
        - Kerrdora Gagnep. = Enkleia Griff.
        - Lachnaea L.
        - Lachnolepis Miq. = Gyrinops Gaertn.
        - Lagetta Juss.
        - Lasiadenia Benth.
        - Lasiosiphon Fresen. = Gnidia L.
        - Laureloa Hill = Daphne L.
        - Lethedon Spreng.
        - Leucosmis Benth. = Phaleria Jack
        - Ligia Fasano = Thymelaea Mill.
        - Linodendron Griseb.
        - Linostoma Wall. ex Endl.
        - Lophostoma (Meisn.) Meisn.
        - Lygia orth. var. Ligia Fasano = Thymelaea Mill.
        - Macgregorianthus Merr. = Enkleia Griff.
        - Macrostegia Turcz. = Pimelea Gaertn.
        - Makokoa Baill. = Octolepis Oliv.
        - Mezereum C. A. Mey. = Daphne L.
        - Microsemma Labill. = Lethedon Spreng.
        - Mistralia Fourr. = Daphne L.
        - Nectandra P. J. Bergius = Passerina L.
        - Nemoctis Raf. = Lachnaea L.
        - Nordmannia Fisch. & C. A. Mey. = Daphnopsis Mart.
        - Octolepis Oliv.
        - Octoplis Raf. = Gnidia L.
        - Ophispermum Lour. = Aquilaria Lamarck
        - Oreodendron C. T. White = Phaleria Jack
        - Ovidia Meisn.
        - Passerina L.
        - Pausia Raf. = Thymelaea Endl.
        - Peddiea Harv. ex Hook.
        - Pentathymelaea Lecomte = Daphne L.
        - Phaleria Jack
        - Pimelea Gaert.
        - Piptochlamys C. A. Mey. = Thymelaea Mill.
        - Pseudais Decaisne = Phaleria Jack
        - Pseudognidia E. Phillips = Gnidia L.
        - Psilaea Miq. = Linostoma Endl.
        - Psilosolena C. Presl = Peddiea Hook.
        - Radojitskya Turcz. = Lachnaea L.
        - Restella Pobed. = Wikstroemia Endl.
        - Rhamnoneuron Gilg
        - Rhytidosolen Tiegh. = Gnidia L.
        - Sanamunda Adans. = Passerina L.
        - Schoenobiblus Mart.
        - Scopolia L.f. = Erisolena Blume
        - Solmsia Baill.
        - Steiroctis Raf. = Lachnaea L.
        - Stellera L.
        - Stelleropsis Pobed. = Diarthron Turcz.
        - Stephanodaphne Baill.
        - Struthia L. = Gnidia L.
        - Struthiola L.
        - Struthiolopsis E.Phillips = Gnidia L.
        - Synandrodaphne Gilg
        - Synaptolepis Oliv.
        - Tartonia Raf. = Thymelaea Mill.
        - Tepuianthus Maguire & Steyerm.
        - Thecanthes Wikstr.
        - Thymelaea Mill.
        - Thymelaea Adans. = Daphne L.
        - Thymelina Hoffmanns. = Gnidia L.
        - Tumelaia Raf. = Daphne L.
        - Tupeianthus Takht. = Tepuianthus Maguire & Steyerm.
        - Wikstroemia Endl.

      - Sphaerosepalaceae
        - Dialyceras Capuron
        - Rhopalocarpus Bojer
        - Sphaerosepalum Baker = Rhopalocarpus Bojer

      - Bixaceae
        - Amoreuxia
        - Bixa
        - Cochlospermum
        - Diegodendron

      - Cistaceae
        - Atlanthemum Raynaud = Helianthemum Mill.
        - Cistus L.
        - Crocanthemum Spach = Halimium (Dunal) Spach
        - Fumana (Dunal) Spach
        - X Halimiocistus Janch.
        - Halimium (Dunal) Spach
        - Helianthemum Mill.
        - Hudsonia L.
        - Lechea L.
        - Therocistus Holub = Tuberaria (Dunal) Spach
        - Tuberaria (Dunal) Spach

      - Sarcolaenaceae
        - Eremolaena Baill.
        - Leptolaena Thouars
        - Mediusella (Cavaco) Dorr
        - Pentachlaena H.Perrier
        - Perrierodendron Cavaco
        - Rhodolaena Thouars
        - Sarcolaena Thouars
        - Schizolaena Thouars
        - Xerochlamys Baker = Leptolaena Thouars
        - Xyloolaena Baill.

      - Dipterocarpaceae
        - Anisoptera Korth.
        - Balanocarpus Bedd. = Hopea Roxb.
        - Caryolobis Gaertn. = Shorea Roxb. ex C.F.Gaertn.
        - Cotylelobium Pierre
        - Dioticarpus Dunn = Hopea Roxb.
        - Dipterocarpus C.F.Gaertn.
        - Doona Thwaites = Shorea Roxb. ex C.F.Gaertn.
        - Dryobalanops C.F.Gaertn.
        - Duvaliella F.Heim = Dipterocarpus C.F.Gaertn.
        - Hopea Roxb.
        - Isoptera Scheff. ex Burck = Shorea Roxb. ex C.F.Gaertn.
        - Marquesia Gilg
        - Monoporandra Thwaites = Stemonoporus Thwaites
        - Monotes A.DC.
        - Neobalanocarpus P.S.Ashton
        - Pachychlamys Dyer ex Ridl. = Shorea Roxb. ex C.F.Gaertn.
        - Pachynocarpus Hook.f. = Vatica L.
        - Pakaraimaea Maguire & P.S.Ashton
        - Parashorea Kurz
        - Pentacme A.DC. = Shorea Roxb. ex C.F.Gaertn.
        - Pierrea F.Heim = Hopea Roxb.
        - Retinodendron Korth. = Vatica L.
        - Shorea Roxb. ex C.F.Gaertn.
        - Stemonoporus Thwaites
        - Sunaptea Griff. = Vatica L.
        - Synaptea Kurz (SUO) = Vatica L.
        - Upuna Symington
        - Vateria L.
        - Vateriopsis F.Heim
        - Vatica L.

      - Cytinaceae
        - Bdallophytum
        - Cytinus

      - Muntingiaceae
        - Dicraspidia Standl.
        - Muntingia
        - Neotessmannia Burret

      - Malvaceae
        - Abelmoschus Medik.
        - Abortopetalum O.Deg. = Abutilon Mill.
        - Abroma Jacq.
        - Abutilon Mill.
        - Abutilothamnus Ulbr.
        - Acaulimalva Krapov.
        - Acropogon Schltr.
        - Acrosepalum Pierre = Ancistrocarpus Oliv.
        - Adansonia L.
        - Aethiocarpa Vollesen
        - Aguiaria Ducke
        - Alcea L.
        - Allenia E.Phillips = Radyera Bullock
        - Allosidastrum (Hochr.) Krapov., Fryxell & D.M.Bates
        - Allowissadula D.M.Bates
        - Althaea L.
        - Althoffia K.Schum. = Trichospermum Blume
        - Alyogyne Alef.
        - Ancistrocarpus Oliv.
        - Anisodontea C.Presl
        - Anoda Cav.
        - Anotea (DC.) Kunth
        - Apeiba Aubl.
        - Arcynospermum Turcz.
        - Argyrodendron F.Muell. = Heritiera Aiton
        - Armourea Lewton = Thespesia Sol. ex Correa
        - Asterochlaena Garcke = Pavonia Cav.
        - Asterophorum Sprague
        - Asterotrichion Klotzsch
        - Astiria Lindl.
        - Atkinsia R.A.Howard = Thespesia Sol. ex Correa
        - Ayenia L.
        - Azanza Alef.
        - Bakeridesia Hochr.
        - Basiloxylon K.Schum. = Pterygota Schott & Endl.
        - Bastardia Kunth
        - Bastardiastrum (Rose) D.M.Bates
        - Bastardiopsis (K.Schum.) Hassl.
        - Batesimalva Fryxell
        - Belotia A.Rich. = Trichospermum Blume
        - Bernoullia Oliv.
        - Berrya Roxb.
        - Billieturnera Fryxell
        - Blanchetiastrum Hassl.
        - Bogenhardia Rchb. = Herissantia Medik.
        - Bombacopsis Pittier
        - Bombax L.
        - Bombycidendron Zoll. & Moritzi
        - Boschia Korth.
        - Brachychiton Schott & Endl.
        - Briquetia Hochr.
        - Brockmania W.Fitzg. = Hibiscus L.
        - Brownlowia Roxb.
        - Buettneria Murray = Byttneria Loefl.
        - Burretiodendron Rehder
        - Byttneria Loefl.
        - Callirhoe Nutt.
        - Calyculogygas Krapov.
        - Calyptraemalva Krapov.
        - Camptostemon Mast.
        - Campylanthera Schott & Endl. = Ceiba Mill.
        - Cancellaria (DC.) Mattei = Pavonia Cav.
        - Carpodiptera Griseb.
        - Catostemma Benth.
        - Cavanillesia Ruiz & Pav.
        - Ceiba Mill.
        - Cenocentrum Gagnep.
        - Cephalohibiscus Ulbr.
        - Cephalonema K.Schum. = Clappertonia Meisn.
        - Ceratosepalum Oliv.(SUH) = Triumfetta L.
        - Chaetaea Jacq. = Byttneria Loefl.
        - Cheirolaena Benth.
        - Cheirostemon Humb. & Bonpl. = Chiranthodendron Larreat.
        - Chiranthodendron Larreat.
        - Chlamydocola (K.Schum.) Bodard = Cola Schott & Endl.
        - Chorisia Kunth
        - Christiana DC.
        - Cienfuegosia Cav.
        - Cistanthera K.Schum. = Nesogordonia Baill.
        - Clappertonia Meisn.
        - Codonochlamys Ulbr.
        - Coelostegia Benth.
        - Cola Schott & Endl.
        - Colona Cav.
        - Columbia Pers. = Colona Cav.
        - Commersonia J.R.Forst. & G.Forst.
        - Corchoropsis Siebold & Zucc.
        - Corchorus L.
        - Corynabutilon (K.Schum.) Kearney
        - Cotylonychia Stapf
        - Craigia W.W.Sm. & W.E.Evans
        - Cristaria Cav.
        - Cullenia Wight = Durio Adans.
        - Cumingia Vidal = Camptostemon Mast.
        - Decaschistia Wight & Arn.
        - Dendroleandria Arenes = Helmiopsiella Arenes
        - Dendrosida Fryxell
        - Desplatsia Bocq.
        - Dicarpidium F.Muell.
        - Dicellostyles Benth.
        - Diplanthemum K.Schum. = Duboscia Bocquet
        - Diplodiscus Turcz.
        - Diplophractum Desf. = Colona Cav.
        - Dirhamphis Krapov.
        - Dombeya Cav.
        - Duboscia Bocquet
        - Durio Adans.
        - Eleutherostylis Burret
        - Entelea R.Br.
        - Eremalche Greene
        - Erinocarpus Nimmo ex J.Graham
        - Eriodendron DC. = Ceiba Mill.
        - Eriolaena DC.
        - Erione Schott & Endl. = Ceiba Mill.
        - Eriotheca Schott & Endl.
        - Erioxylum Rose & Standl.
        - Erotium Blanco = Trichospermum Blume
        - Erythropsis Lindl. ex Schott & Endl. = Firmiana Marsili
        - Excentrodendron H.T.Chang & R.H.Miao = Burretiodendron Rehder
        - Fioria Mattei
        - Firmiana Marsili
        - Franciscodendron B.Hyland & Steenis
        - Fremontia Torr.(SUH) = Fremontodendron Coville
        - Fremontodendron Coville
        - Fryxellia D.M.Bates
        - Fugosia Juss. = Cienfuegosia Cav.
        - Gaya Kunth
        - Gayoides (Endl.) Small = Herissantia Medik.
        - Gilesia F.Muell.
        - Glossostemon Desf.
        - Glyphaea Hook.f.
        - Goethalsia Pittier
        - Goethea Nees
        - Gossypioides Skovst. ex J.B.Hutch.
        - Gossypium L.
        - Graeffea Seem. = Trichospermum Blume
        - Grewia L.
        - Grewiopsis De Wild. & T.Durand = Desplatsia Bocq.
        - Guazuma Mill.
        - Guichenotia J.Gay
        - Gynatrix Alef.
        - Gyranthera Pittier
        - Hainania Merr.
        - Halconia Merr. = Trichospermum Blume
        - Halothamnus F.Muell.(SUH) = Lawrencia Hook.
        - Hampea Schltdl.
        - Hannafordia F.Muell.
        - Harmsia K.Schum.
        - Helicteres L.
        - Helicteropsis Hochr.
        - Heliocarpus L.
        - Helmiopsiella Arenes
        - Helmiopsis H.Perrier
        - Herissantia Medik.
        - Heritiera Aiton
        - Hermannia L.
        - Herrania Goudot
        - Hibiscadelphus Rock
        - Hibiscus L.
        - Hildegardia Schott & Endl.
        - Hochreutinera Krapov.
        - Hoheria A.Cunn.
        - Honckenya Willd.(SUO) = Clappertonia Meisn.
        - Honkenya Cothen.(SUH) = Clappertonia Meisn.
        - Horsfordia A.Gray
        - Howittia F.Muell.
        - Huberodendron Ducke
        - Humbertianthus Hochr.
        - Humbertiella Hochr.
        - Hydrogaster Kuhlm.
        - Hypophyllanthus Regel = Helicteres L.
        - Iliamna Greene = Sphaeralcea A.St.-Hil.
        - Jarandersonia Kosterm.
        - Julostylis Thwaites
        - Jumelleanthus Hochr.
        - Kearnemalvastrum D.M.Bates
        - Keraudrenia J.Gay
        - Kitaibela Willd.
        - Kleinhovia L.
        - Kokia Lewton
        - Kosteletzkya C.Presl
        - Kostermansia Soegeng
        - Krapovickasia Fryxell
        - Kydia Roxb.
        - Laguna Cav.
        - Lagunaria (DC.) Rchb.
        - Lahia Hassk.
        - Lasiopetalum Sm.
        - Lavatera L.
        - Lawrencia Hook.
        - Lebronnecia Fosberg
        - Ledermannia Mildbr. & Burret = Desplatsia Bocq.
        - Leptonychia Turcz.
        - Leptonychiopsis Ridl.
        - Lopimia Mart.
        - Luehea Willd.
        - Lueheopsis Burret
        - Lysiosepalum F.Muell.
        - Macrocalyx Costantin & J.Poiss.(SUH) = Megistostegium Hochr.
        - Macrostelia Hochr.
        - Maga Urb. = Montezuma DC.
        - Mahernia L. = Hermannia L.
        - Malache Vogel = Pavonia Cav.
        - Malachra L.
        - Malacothamnus Greene
        - Malope L.
        - Malva L.
        - Malvastrum A.Gray
        - Malvaviscus Fabr.
        - Malvella Jaub. & Spach
        - Malveopsis C.Presl = Anisodontea C.Presl
        - Mansonia J.R.Drumm. ex Prain
        - Maxwellia Baill.
        - Matisia Bonpl.
        - Megatritheca Cristobal
        - Megistostegium Hochr.
        - Melhania Forssk.
        - Melochia L.
        - Meximalva Fryxell
        - Microcos L.
        - Modiola Moench
        - Modiolastrum K.Schum.
        - Mollia Mart.
        - Monteiroa Krapov.
        - Montezuma DC.
        - Mortoniodendron Standl. & Steyerm.
        - Muntingia L.
        - Napaea L.
        - Nayariophyton T.K.Paul
        - Neesia Blume
        - Neobaclea Hochr.
        - Neobrittonia Hochr.
        - Neobuchia Urb.
        - Neohumbertiella Hochr.
        - Neoregnellia Urb.
        - Neosprucea Sleumer = Hasseltia Kunth
        - Nephropetalum B.L.Rob. & Greenm. = Ayenia L.
        - Nesogordonia Baill.
        - Nettoa Baill. = Grewia L.
        - Nototriche Turcz.
        - Notoxylinon Lewton
        - Ochroma Sw.
        - Octolobus Welw.
        - Orthandra Burret = Mortoniodendron Standl. & Steyerm.
        - Pachira Aubl.
        - Palaua Cav.
        - Palava Juss.(SUO) = Palaua Cav.
        - Papuodendron C.T.White
        - Paradombeya Stapf
        - Paragrewia Gagnep. ex R.S.Rao = Leptonychia Turcz.
        - Paramelhania Arenes
        - Pariti Adans. = Hibiscus L.
        - Patinoa Cuatrec.
        - Pavonia Cav.
        - Peltaea (C.Presl) Standl.
        - Peltobractea Rusby = Peltaea (C.Presl) Standl.
        - Peltostegia Turcz. = Peltaea (C.Presl) Standl.
        - Pentace Hassk.
        - Pentapetes L.
        - Pentaplaris L.O.Williams & Standl.
        - Periptera DC.
        - Perrieranthus Hochr. = Perrierophytum Hochr.
        - Perrierophytum Hochr.
        - Petenaea Lundell
        - Phragmocarpidium Krapov.
        - Phragmotheca Cuatrec.
        - Phymosia Desv.
        - Physalastrum Monteiro = Sida L.
        - Physodium C.Presl = Melochia L.
        - Pimia Seem.
        - Pityranthe Thwaites
        - Plagianthus J.R.Forst. & G.Forst.
        - Plarodrigoa Looser = Cristaria Cav.
        - Pleianthemum K.Schum. ex A.Chev. = Duboscia Bocquet
        - Pochota Ram.Goyena = Bombacopsis Pittier
        - Pseudabutilon R.E.Fr.
        - Pseudobastardia Hassl. = Herissantia Medik.
        - Pseudobombax Dugand
        - Pseudocorchorus Capuron
        - Pseudopavonia Hassl. = Pavonia Cav.
        - Pterocymbium R.Br.
        - Pteropavonia Mattei = Pavonia Cav.
        - Pterospermum Schreb.
        - Pterygota Schott & Endl.
        - Quararibea Aubl.
        - Radyera Bullock
        - Rayleya Cristobal
        - Reevesia Lindl.
        - Rhizanota Lour. ex Gomes = Corchorus L.
        - Rhodognaphalon (Ulbr.) Roberty
        - Rhodognaphalopsis A.Robyns = Bombax L.
        - Rhynchosida Fryxell
        - Robinsonella Rose & Baker f.
        - Rojasimalva Fryxell
        - Ruizia Cav.
        - Rulingia R.Br.
        - Rumicicarpus Chiov. = Triumfetta L.
        - Salmalia Schott & Endl. = Bombax L.
        - Scaphium Schott & Endl.
        - Scaphopetalum Mast.
        - Schoutenia Korth.
        - Scleronema Benth.
        - Selenothamnus Melville = Lawrencia Hook.
        - Selera Ulbr. = Gossypium L.
        - Senra Cav.
        - Septotheca Ulbr.
        - Seringia J.Gay
        - Shantzia Lewton = Azanza Alef.
        - Sicrea (Pierre) Hallier f.
        - Sida L.
        - Sidalcea A.Gray
        - Sidastrum Baker f. = Sida L.
        - Sideria Ewart & A.H.K.Petrie = Melhania Forssk.
        - Sidopsis Rydb. = Malvastrum A.Gray
        - Sitella L.H.Bailey = Waltheria L.
        - Sparmannia L.f.(SUO) = Sparrmannia L.f.
        - Sparrmannia L.f.
        - Sphaeralcea A.St.-Hil.
        - Spirotheca Ulbr. = Ceiba Mill.
        - Spruceanthus Sleumer = Hasseltia Kunth
        - Sterculia L.
        - Symphyochlamys Gurke
        - Tahitia Burret = Berrya Roxb.
        - Tarasa Phil.
        - Tarrietia Blume = Heritiera Aiton
        - Tetradia R.Br. = Pterygota Schott & Endl.
        - Tetralix Griseb.
        - Tetraptera Phil. = Gaya Kunth
        - Tetrasida Ulbr.
        - Theobroma L.
        - Thespesia Sol. ex Correa
        - Thespesiopsis Exell & Hillc.
        - Thomasia J.Gay
        - Thorntonia Rchb. = Pavonia Cav.
        - Thurberia A.Gray = Gossypium L.
        - Tilia L.
        - Tribroma O.F.Cook = Theobroma L.
        - Trichospermum Blume
        - Triplochiton K.Schum.
        - Triplochlamys Ulbr.
        - Triumfetta L.
        - Triumfettoides Rauschert = Triumfetta L.
        - Trochetia DC.
        - Trochetiopsis Marais
        - Uladendron Marc.-Berti
        - Ulbrichia Urb.
        - Ultragossypium Roberty = Gossypium L.
        - Ungeria Schott & Endl.
        - Urena L.
        - Urocarpidium Ulbr.
        - Vasivaea Baill.
        - Veeresia Monach. & Moldenke = Reevesia Lindl.
        - Vinticena Steud. = Grewia L.
        - Vossianthus Kuntze = Sparrmannia L.f.
        - Waltheria L.
        - Wercklea Pittier & Standl.
        - Westphalina A.Robyns & Bamps
        - Wilhelminia Hochr.
        - Wissadula Medik.
        - Xylosterculia Kosterm. = Sterculia L.

### Brassicales
- Eudicotyledoneae (seria colocada na categoria de classe)
  - Rosidae (seria colocada na categoria de subclasse)
    - Brassicales
      - Akaniaceae
        - Akania J. D. Hooker
        - Bretschneidera Hemsley

      - Tropaeolaceae
        - Tropaeolum

      - Moringaceae
        - Moringa

      - Caricaceae
        - Carica L.
        - Cylicomorpha Urb.
        - Jacaratia A.DC.
        - Jarilla I.M.Johnst. (SUH) = Jarilla Rusby
        - Jarilla Rusby
        - Pileus Ramirez = Jacaratia A.DC.

      - Setchellanthaceae
        - Setchellanthus
          - Setchellanthus caeruleus

      - Limnanthaceae
        - Floerkea Willd.
        - Limnanthes R.Br.

      - Koeberliniaceae
        - Koeberlinia
          - Koeberlinia spinosa

      - Bataceae
        - Batis P.Browne

      - Salvadoraceae
        - Actegeton Blume = Azima Lam.
        - Azima Lam.
        - Dobera Juss.
        - Monebia L'Her. = Azima Lam.
        - Platymitium Warb. = Dobera Juss.
        - Salvadora L.
        - Schizocalyx Hochst. (SUH) = Dobera Juss.
        - Tomex Forssk. = Dobera Juss.

      - Emblingiaceae
        - Emblingia F.Muell. 
          - Emblingia calceoliflora

      - Pentadiplandraceae
        - Pentadiplandra
          - Pentadiplandra brazzeana

      - Gyrostemonaceae
        - Codonocarpus A.Cunn. ex Endl.
        - Cypselocarpus F.Muell.
        - Didymotheca Hook.f. = Gyrostemon Desf.
        - Gyrostemon Desf.
        - Tersonia Moq.
        - Walteranthus Keighery

      - Resedaceae
        - Astrocarpa Dumort. = Sesamoides Ortega
        - Astrocarpus Duby (SUS) = Sesamoides Ortega
        - Caylusea A.St.-Hil.
        - Homalodiscus Bunge ex Boiss.
        - Ochradenus Delile
        - Oligomeris Cambess.
        - Randonia Coss.
        - Reseda L.
        - Sesamoides Ortega

      - Tovariaceae
        - Tovaria Ruiz & Pav.

      - Capparaceae o Capparidaceae
        - Apophyllum F.Muell.
        - Atamisquea Hook. & Arn.
        - Bachmannia Pax
        - Beautempsia Gaudich.
        - Belencita H.Karst.
        - Borthwickia W. W. Smith
        - Buchholzia Engl.
        - Buhsia Bunge
        - Cadaba Forssk.
        - Capparidastrum Hutch. = Capparis L.
        - Capparis L.
        - Cladostemon A. Braun & Vatke
        - Colicodendron Mart. = Capparis L.
        - Courbonia Brongn. = Maerua Forssk.
        - Crateva L.
        - Cristatella Nutt.
        - Dactylaena Schult.f.
        - Dhofaria A. G. Mill.
        - Euadenia Oliv.
        - Haptocarpum Ule
        - Hypselandra Pax & K.Hoffm. = Boscia Lamarck
        - Linnaeobreynia Hutch. = Capparis L.
        - Maerua Forssk.
        - Meeboldia Pax & K.Hoffm. = Boscia Lamarck
        - Morisonia L.
        - Neocalyptrocalyx Hutch. = Capparis L.
        - Neothorelia Gagnep.
        - Niebuhria DC.
        - Poilanedora Gagnep.
        - Pteropetalum Pax = Euadenia Oliv.
        - Puccionia Chiov.
        - Quadrella J.Presl = Capparis L.
        - Ritchiea G. Don
        - Steriphoma Spreng.
        - Stuebelia Pax = Belencita H.Karst.
        - Thilachium Lour.
        - Wislizenia Engelm.

      - Cleomaceae
        - Apophyllum F.Muell.
        - Atamisquea Miers ex Hook. & Arn.
        - Bachmannia Pax
        - Beautempsia Gaudich.
        - Belencita H.Karst.
        - Borthwickia W.W.Sm.
        - Buchholzia Engl.
        - Buhsia Bunge
        - Chilocalyx Klotzsch = Cleome L.
        - Cladostemon A.Braun & Vatke
        - Cleome L.
        - Cleomella DC.
        - Colicodendron Mart. = Capparis L.
        - Courbonia Brongn. = Maerua Forssk.
        - Cristatella Nutt.
        - Dactylaena SSchult.f.
        - Dhofaria A. G. Mill.
        - Dianthera Klotzsch(SUH) = Cleome L.
        - Dipterygium Decaisne
        - Euadenia Oliv.
        - Gynandropsis DC. = Cleome L.
        - Haptocarpum Ule
        - Isomeris Nutt.
        - Justago Kuntze = Cleome L.
        - Maerua Forssk.
        - Morisonia L.
        - Neothorelia Gagnep.
        - Niebuhria DC.
        - Oxystylis Torr. & Frem.
        - Pedicellaria Schrank = Cleome L.
        - Physostemon Mart. = Cleome L.
        - Podandrogyne Ducke
        - Poilanedora Gagnep.
        - Polanisia Raf.
        - Pteroloma Hochst. & Steud. = Dipterygium Decaisne
        - Pteropetalum Pax = Euadenia Oliv.
        - Puccionia Chiov.
        - Ritchiea G.Don
        - Rorida J.F.Gmel. = Cleome L.
        - Roridula Forssk.(SUH) = Cleome L.
        - Steriphoma Spreng.
        - Stuebelia Pax = Belencita H.Karst.
        - Tetrateleia Arw. = Cleome L.
        - Tetratelia Sond. = Cleome L.
        - Thilachium Lour.
        - Wislizenia Engelm.

      - Brassicaceae
        - Abdra Greene = Draba L.
        - Acachmena H.P.Fuchs
        - Acanthocardamum Thell.
        - Achoriphragma Sojak
        - Acroschizocarpus Gombocz = Christolea Jacquem.
        - Aethionema R.Br.
        - Agallis Phil.
        - Agianthus Greene
        - Alliaria Heist. ex Fabr.
        - Alpaminia O.E.Schulz = Weberbauera Gilg & Muschl.
        - Alyssoides Mill.
        - Alyssopsis Boiss.
        - Alyssum L.
        - Ammosperma Hook.f.
        - Anastatica L.
        - Anchonium DC.
        - Andrzeiowskya Rchb.
        - Anelsonia J.F.Macbr. & Payson
        - Anguillicarpus Burkill = Spirorhynchus Kar. & Kir.
        - Aphragmus Andrz. ex DC.
        - Aplanodes Marais
        - Apterigia Galushko
        - Arabidella (F.Muell.) O.E.Schulz
        - Arabidium Spach = Arabis L.
        - Arabidopsis Heynh. = Arabis L.
        - Arabis L.
        - Arabisa Rchb. = Arabis L.
        - Arcyosperma O.E.Schulz
        - Armoracia P.Gaertn., B.Mey. & Scherb.
        - Aschersoniodoxa Gilg & Muschl.
        - Asperuginoides Rauschert
        - Asta Klotzsch ex O.E.Schulz
        - Asterotricha V.V.Botschantz.(SUH) = Pterygostemon V.V.Botschantz.
        - Ateixa Ravenna = Sarcodraba Gilg & Muschl.
        - Atelanthera Hook.f. & Thomson
        - Athysanus Greene
        - Atropatenia F.K.Mey. = Thlaspi L.
        - Aubrieta Adans.
        - Aurinia Desv.
        - Ballantinia Hook.f. ex E.A.Shaw
        - Barbarea R.Br.
        - Berteroa DC.
        - Berteroella O.E.Schulz
        - Biscutella L.
        - Bivonaea DC.
        - Blennodia R.Br.
        - Boechera A.Love & D.Love = Arabis L.
        - Boleum Desv.
        - Boreava Jaub. & Spach
        - Bornmuellera Hausskn.
        - Borodinia N.Busch
        - Botschantzevia Nabiev
        - Brachycarpaea DC.
        - Brassica L.
        - Brassicaria Pomel = Brassica L.
        - Brassicella Fourr. ex O.E.Schulz = Coincya Rouy
        - Braya Sternb. & Hoppe
        - Brayopsis Gilg & Muschl.
        - Brossardia Boiss.
        - Buchingera Boiss. & Hohen. = Asperuginoides Rauschert
        - Bunias L.
        - Cakile Mill.
        - Calepina Adans.
        - Callothlaspi F.K.Mey. = Thlaspi L.
        - Calymmatium O.E.Schulz
        - Camelina Crantz
        - Camelinopsis A.G.Mill.
        - Campyloptera Boiss. = Aethionema R.Br.
        - Capsella Medik.
        - Cardamine L.
        - Cardaminopsis (C.A.Mey.) Hayek = Arabis L.
        - Cardaria Desv. = Lepidium L.
        - Carinavalva Ising
        - Carinivalva Airy Shaw(SUO) = Carinavalva Ising
        - Carponema Eckl. & Zeyh. = Heliophila Burm.f. ex L.
        - Carrichtera DC.
        - Cartiera Greene
        - Catadysia O.E.Schulz
        - Catenularia Botsch.(SUH) = Catenulina Sojak
        - Catenulina Sojak
        - Caulanthus S.Watson
        - Caulostramina Rollins
        - Ceratocnemum Coss. & Balansa
        - Ceriosperma (O.E.Schulz) Greuter & Burdet
        - Chalcanthus Boiss.
        - Chamira Thunb.
        - Chartoloma Bunge
        - Chaunanthus O.E.Schulz = Iodanthus (Torr. & A.Gray) Steud.
        - Cheesemania O.E.Schulz
        - Cheiranthus L. = Erysimum L.
        - Chilocardamum O.E.Schulz
        - Chlorocrambe Rydb.
        - Chodsha-Kasiana Rauschert(SUS) = Catenulina Sojak
        - Chorispermum R.Br.(SUO) = Chorispora R.Br. ex DC.
        - Chorispora R.Br. ex DC.
        - Christolea Cambess. ex Jacquem.
        - Chrysobraya Hara
        - Chrysochamela (Fenzl) Boiss.
        - Cibotarium O.E.Schulz = Sphaerocardamum Nees & Schauer
        - Cithareloma Bunge
        - Clandestinaria Spach = Rorippa Scop.
        - Clastopus Bunge ex Boiss.
        - Clausia Korn.-Trotzky ex Hayek
        - Clypeola L.
        - Cochlearia L.
        - Cochleariella Y.H.Zhang & Vogt
        - Cochleariopsis Y.H.Zhang(SUH) = Cochleariella Y.H.Zhang & Vogt
        - Cochleariopsis A.Love & D.Love = Cochlearia L.
        - Coelonema Maxim.
        - Coelophragmus O.E.Schulz
        - Coincya Rouy
        - Coluteocarpus Boiss.
        - Conringia Heist. ex Fabr.
        - Cordylocarpus Desf.
        - Coronopus Zinn
        - Cossonia Durieu = Raffenaldia Godr.
        - Crambe L.
        - Crambella Maire
        - Cremolobus DC.
        - Crenularia Boiss. = Aethionema R.Br.
        - Cryptospora Kar. & Kir.
        - Cuphonotus O.E.Schulz
        - Cusickiella Rollins
        - Cycloptychis E.Mey. ex Sond.
        - Cymatocarpus O.E.Schulz
        - Cyphocardamum Hedge
        - Dactylocardamum Al-Shehbaz
        - Decaptera Turcz.
        - Degenia Hayek
        - Delpinophytum Speg.
        - Dentaria L. = Cardamine L.
        - Descurainia Webb & Berthel.
        - Desideria Pamp. = Christolea Cambess. ex Jacquem.
        - Diceratella Boiss.
        - Dichasianthus Ovcz. & Yunusov
        - Dictyophragmus O.E.Schulz
        - Didesmus Desv.
        - Didymophysa Boiss.
        - Dielsiocharis O.E.Schulz
        - Dilophia Thomson
        - Dimitria Ravenna = Sisymbrium L.
        - Dimorphocarpa Rollins
        - Dimorphostemon Kitag.
        - Diplopilosa Dvorak = Hesperis L.
        - Diplotaxis DC.
        - Dipoma Franch.
        - Diptychocarpus Trautv.
        - Disaccanthus Greene
        - Discovium Raf.
        - Distomocarpus O.E.Schulz = Rytidocarpus Coss.
        - Dithyrea Harv.
        - Dolichorhynchus Hedge & Kit Tan
        - Dolichostylis Turcz. = Draba L.
        - Dontostemon Andrz. ex C.A.Mey.
        - Douepea Cambess.
        - Draba L.
        - Drabastrum (F.Muell.) O.E.Schulz
        - Drabella Nabelek(SUH) = Draba L.
        - Drabopsis K.Koch
        - Dracamine Nieuwl. = Cardamine L.
        - Dryopetalon A.Gray
        - Eigia Sojak
        - Elburzia Hedge
        - Enarthrocarpus Labill.
        - Endemal Pritz.(SUO) = Eudema Humb. & Bonpl.
        - Englerocharis Muschl.
        - Eremobium Boiss.
        - Eremoblastus Botsch.
        - Eremodraba O.E.Schulz
        - Eremophyton Beg.
        - Ermanea Cham. = Christolea Cambess. ex Jacquem.
        - Ermaniopsis Hara
        - Erophila DC.
        - Eruca Mill.
        - Erucago Mill. = Bunias L.
        - Erucaria Gaertn.
        - Erucastrum (DC.) C.Presl
        - Erysimum L.
        - Esquiroliella H.Lev. = Neomartinella Pilg.
        - Euclidium R.Br.
        - Eudema Humb. & Bonpl.
        - Euklisia Rydb. ex Small
        - Eunomia DC. = Aethionema R.Br.
        - Eurycarpus Botsch.
        - Eutrema R.Br.
        - Euxena Calest. = Arabis L.
        - Euzomodendron Coss.
        - Fabrisinapis C.C.Towns. = Hemicrambe Webb
        - Farsetia Turra
        - Fedtschenkoa Regel & Schmalh. = Leptaleum DC.
        - Fezia Pit.
        - Fibigia Medik.
        - Foleyola Maire
        - Fortuynia Shuttlew. ex Boiss.
        - Fourraea Greuter & Burdet = Arabis L.
        - Gagria Kral = Pachyphragma (DC.) Rchb.
        - Galitzkya V.V.Botschantz.
        - Gamosepalum Hausskn. = Alyssum L.
        - Geococcus J.L.Drumm. ex Harv.
        - Glaribraya Hara
        - Glastaria Boiss.
        - Glaucocarpum Rollins
        - Glaucocochlearia (O.E.Schulz) Pobed. = Cochlearia L.
        - Goldbachia DC.
        - Gorodkovia Botsch. & Karav.
        - Graellsia Boiss.
        - Grammosperma O.E.Schulz
        - Greggia A.Gray(SUH) = Nerisyrenia Greene
        - Guillenia Greene
        - Guiraoa Coss.
        - Gynophorea Gilli
        - Halimolobos Tausch
        - Halimolobus Tausch(SUO) = Halimolobos Tausch
        - Harmsiodoxa O.E.Schulz
        - Hartwegiella O.E.Schulz = Mancoa Wedd.
        - Hedinia Ostenf.
        - Hediniopsis Botsch. & V.V.Petrovsky
        - Heldreichia Boiss.
        - Heliophila Burm.f. ex L.
        - Hemicrambe Webb
        - Hemilophia Franch.
        - Henophyton Coss. & Durieu
        - Hesperidanthus (B.L.Rob.) Rydb. = Schoenocrambe Greene
        - Hesperis L.
        - Heterocarpus Phil.(SUH) = Cardamine L.
        - Heterodraba Greene
        - Heterothrix (B.L.Rob.) Rydb. = Pennellia Nieuwl.
        - Hexaptera Hook. = Menonvillea R.Br. ex DC.
        - Hilliella (O.E.Schulz) Y.H.Zhang & H.W.Li = Cochlearia L.
        - Hirschfeldia Moench
        - Hollermayera O.E.Schulz
        - Hormathophylla Cullen & T.R.Dudley
        - Hornungia Rchb.
        - Horwoodia Turrill
        - Hugueninia Rchb.
        - Hussonia Boiss. = Erucaria Gaertn.
        - Hutchinsia R.Br.(SUS) = Thlaspi L.
        - Hutchinsiella O.E.Schulz
        - Hutera Porta = Coincya Rouy
        - Hylandra A.Love = Arabis L.
        - Hymenolobus Nutt.
        - Hymenophysa C.A.Mey. = Lepidium L.
        - Iberidella Boiss. = Aethionema R.Br.
        - Iberis L.
        - Icianthus Greene
        - Idahoa A.Nelson & J.F.Macbr.
        - Iodanthus (Torr. & A.Gray) Steud.
        - Iondra Raf. = Aethionema R.Br.
        - Iondraba Rchb. = Biscutella L.
        - Ionopsidium Rchb.
        - Irenepharsus Hewson
        - Isatis L.
        - Ischnocarpus O.E.Schulz
        - Iskandera N.Busch
        - Iti Garn.-Jones & P.N.Johnson
        - Ivania O.E.Schulz
        - Jondraba Medik. = Biscutella L.
        - Kardanoglyphos Schltdl.
        - Kernera Medik.
        - Koeiea Rech.f. = Prionotrichon Botsch. & Vved.
        - Koelzia Rech.f. = Christolea Cambess. ex Jacquem.
        - Koenigia Post & Kuntze(SUH) = Lobularia Desv.
        - Konig Adans. = Lobularia Desv.
        - Kotschyella F.K.Mey. = Thlaspi L.
        - Kremeriella Maire
        - Lachnocapsa Balf.f.
        - Lachnoloma Bunge
        - Lamprophragma O.E.Schulz = Pennellia Nieuwl.
        - Leavenworthia Torr.
        - Leiospora (C.A.Mey.) A.N.Vassiljeva
        - Lemphoria O.E.Schulz = Arabidella (F.Muell.) O.E.Schulz
        - Lepicochlea Rojas Acosta = Coronopus Zinn
        - Lepidium L.
        - Lepidostemon Hook.f. & Thomson
        - Lepidotrichum Velen. & Bornm.
        - Leptaleum DC.
        - Leptonema Hook.(SUH) = Draba L.
        - Leptoplax O.E.Schulz = Peltaria Jacq.
        - Lesquerella S.Watson
        - Lignariella Baehni
        - Lipophragma Schott & Kotschy ex Boiss. = Aethionema R.Br.
        - Lithodraba Boelcke = Xerodraba Skottsb.
        - Litwinowia Woronow = Euclidium R.Br.
        - Lobularia Desv.
        - Lonchophora Durieu = Matthiola R.Br.
        - Loxoptera O.E.Schulz
        - Loxostemon Hook.f. & Thomson
        - Lunaria L.
        - Lutzia Gand.
        - Lycocarpus O.E.Schulz
        - Lyrocarpa Hook. & Harv.
        - Machaerophorus Schltdl. = Mathewsia Hook. & Arn.
        - Macropodium R.Br.
        - Macrostigmatella Rauschert(SUS) = Eigia Sojak
        - Malcolmia R.Br.
        - Mancoa Wedd.
        - Maresia Pomel
        - Martinella H.Lev.(SUH) = Neomartinella Pilg.
        - Masmenia F.K.Mey. = Thlaspi L.
        - Mathewsia Hook. & Arn.
        - Mathiola R.Br. = Matthiola R.Br.
        - Mathiolaria Chevall. = Matthiola R.Br.
        - Matthiola R.Br.
        - Megacarpaea DC.
        - Megadenia Maxim.
        - Melanidion Greene = Christolea Cambess. ex Jacquem.
        - Meniocus Desv. = Alyssum L.
        - Menkea Lehm.
        - Menonvillea R.Br. ex DC.
        - Mesoreanthus Greene = Pleiocardia Greene
        - Micrantha Dvorak = Hesperis L.
        - Microcardamum O.E.Schulz
        - Microlepidium F.Muell.
        - Micromystria O.E.Schulz = Arabidella (F.Muell.) O.E.Schulz
        - Microsemia Greene
        - Microsisymbrium O.E.Schulz
        - Microstigma Trautv. = Matthiola R.Br.
        - Microthlaspi F.K.Mey. = Thlaspi L.
        - Mitophyllum Greene
        - Morettia DC.
        - Moricandia DC.
        - Moriera Boiss.
        - Morisia J.Gay
        - Mostacillastrum O.E.Schulz
        - Murbeckiella Rothm.
        - Muricaria Desv.
        - Myagropsis Hort. ex O.E.Schulz = Sobolewskia M.Bieb.
        - Myagrum L.
        - Nasturtiastrum (Gren. & Godr.) Gillet & Magne = Lepidium L.
        - Nasturtiicarpa Gilli = Calymmatium O.E.Schulz
        - Nasturtiopsis Boiss.
        - Nasturtium R.Br. = Rorippa Scop.
        - Neobeckia Greene = Rorippa Scop.
        - Neolepia W.A.Weber = Lepidium L.
        - Neomartinella Pilg.
        - Neotchihatchewia Rauschert
        - Neotorularia Hedge & J.Leonard
        - Nerisyrenia Greene
        - Neslia Desv.
        - Nesodraba Greene = Draba L.
        - Neuontobotrys O.E.Schulz
        - Noccaea Moench = Thlaspi L.
        - Noccidium F.K.Mey. = Thlaspi L.
        - Notoceras R.Br.
        - Notothlaspi Hook.f.
        - Ochthodium DC.
        - Octoceras Bunge
        - Odontocyclus Turcz. = Draba L.
        - Onuris Phil.
        - Oreas Cham. & Schltdl. = Aphragmus Andrz. ex DC.
        - Oreoblastus Suslova = Christolea Cambess. ex Jacquem.
        - Oreoloma Botsch.
        - Oreophyton O.E.Schulz
        - Ornithocarpa Rose
        - Orychophragmus Bunge
        - Otocarpus Durieu
        - Oudneya R.Br. = Henophyton Coss. & Durieu
        - Pachycladon Hook.f.
        - Pachymitus O.E.Schulz
        - Pachyneurum Bunge
        - Pachyphragma (DC.) Rchb.
        - Pachypodium Nutt.(SUH) = Thelypodium Endl.
        - Pachypodium Webb & Berthel.(SUH) = Sisymbrium L.
        - Pachypteris Kar. & Kir. = Pachypterygium Bunge
        - Pachypterygium Bunge
        - Palmstruckia Sond.(SUH) = Thlaspeocarpa C.A.Sm.
        - Pantorrhynchus Murb. = Trachystoma O.E.Schulz
        - Papuzilla Ridl. = Lepidium L.
        - Parlatoria Boiss.
        - Parodiodoxa O.E.Schulz
        - Parolinia Webb
        - Parrasia Greene = Nerisyrenia Greene
        - Parrya R.Br.
        - Parryodes Jafri
        - Parryopsis Botsch.
        - Pegaeophyton Hayek & Hand.-Mazz.
        - Pelagatia O.E.Schulz = Weberbauera Gilg & Muschl.
        - Peltaria Jacq.
        - Peltariopsis (Boiss.) N.Busch
        - Pennellia Nieuwl.
        - Petiniotia J.Leonard
        - Petrocallis R.Br.
        - Phaeonychium O.E.Schulz
        - Phlebiophragmus O.E.Schulz
        - Phlebolobium O.E.Schulz
        - Phlegmatospermum O.E.Schulz
        - Phoenicaulis Nutt.
        - Phryne Bubani
        - Physalidium Fenzl = Graellsia Boiss.
        - Physaria (Nutt.) A.Gray
        - Physocardamum Hedge
        - Physoptychis Boiss.
        - Physorhynchus Hook.
        - Pirazzia Chiov. = Matthiola R.Br.
        - Pirea T.Durand = Rorippa Scop.
        - Planodes Greene = Sibara Greene
        - Platycraspedum O.E.Schulz
        - Platyspermum Hook. = Idahoa A.Nelson & J.F.Macbr.
        - Pleiocardia Greene
        - Pleurophragma Rydb.
        - Poliophyton O.E.Schulz
        - Polyctenium Greene
        - Polypsecadium O.E.Schulz
        - Porphyrocodon Hook.f. = Cardamine L.
        - Pringlea T.Anderson ex Hook.f.
        - Prionotrichon Botsch. & Vved.
        - Pritzelago Kuntze
        - Pseudarabidella O.E.Schulz = Arabidella (F.Muell.) O.E.Schulz
        - Pseuderucaria (Boiss.) O.E.Schulz
        - Pseudoanastatica (Boiss.) Grossh. = Clypeola L.
        - Pseudobraya Korsh. = Draba L.
        - Pseudocamelina (Boiss.) N.Busch
        - Pseudoclausia Popov
        - Pseudocytisus Kuntze = Vella DC.
        - Pseudofortuynia Hedge
        - Pseudosempervivum (Boiss.) Grossh. = Cochlearia L.
        - Pseudovesicaria (Boiss.) Rupr.
        - Psilonema C.A.Mey. = Alyssum L.
        - Psychine Desf.
        - Pterygiosperma O.E.Schulz
        - Pterygostemon V.V.Botschantz.
        - Ptilotrichum C.A.Mey. = Alyssum L.
        - Pugionium Gaertn.
        - Pycnobolus Willd. ex O.E.Schulz = Eudema Humb. & Bonpl.
        - Pycnoplinthopsis Jafri
        - Pycnoplinthus O.E.Schulz
        - Pyramidium Boiss. = Veselskya Opiz
        - Quezelia H.Scholz(SUH) = Quezeliantha H.Scholz ex Rauschert
        - Quezeliantha H.Scholz ex Rauschert
        - Quidproquo Greuter & Burdet
        - Raffenaldia Godr.
        - Raparia F.K.Mey. = Thlaspi L.
        - Raphanorhyncha Rollins
        - Raphanus L.
        - Rapistrum Crantz
        - Reboudia Coss. & Durieu
        - Redowskia Cham. & Schltdl.
        - Rhammatophyllum O.E.Schulz
        - Rhizobotrya Tausch
        - Rhynchosinapis Hayek = Coincya Rouy
        - Ricotia L.
        - Robeschia Hochst. ex O.E.Schulz
        - Rollinsia Al-Shehbaz
        - Romanschulzia O.E.Schulz
        - Roripella (Maire) Greuter & Burdet
        - Rorippa Scop.
        - Rytidocarpus Coss.
        - Sameraria Desv.
        - Sandbergia Greene = Halimolobos Tausch
        - Sarcodraba Gilg & Muschl.
        - Savignya DC.
        - Scambopus O.E.Schulz
        - Schimpera Steud. & Hochst. ex Endl.
        - Schivereckia Andrz. ex DC.
        - Schizopetalon Sims
        - Schlechteria Bolus
        - Schoenocrambe Greene
        - Schouwia DC.
        - Scoliaxon Payson
        - Selenia Nutt.
        - Semetum Raf. = Lepidium L.
        - Shortia Raf.(SUH) = Arabis L.
        - Sibara Greene
        - Silicularia Compton
        - Sinapidendron Lowe
        - Sinapis L.
        - Sisymbrella Spach
        - Sisymbrianthus Chevall. = Rorippa Scop.
        - Sisymbriopsis Botsch. & Tzvelev
        - Sisymbrium L.
        - Skottsbergianthus Boelcke
        - Skottsbergiella Boelcke(SUH) = Skottsbergianthus Boelcke
        - Smelowskia C.A.Mey.
        - Sobolewskia M.Bieb.
        - Solms-Laubachia Muschl.
        - Sophiopsis O.E.Schulz
        - Sphaerocardamum Nees & Schauer
        - Spirorhynchus Kar. & Kir.
        - Sprengeria Greene = Lepidium L.
        - Spryginia Popov
        - Staintoniella Hara
        - Stanfordia S.Watson = Caulanthus S.Watson
        - Stanleya Nutt.
        - Stanleyella Rydb. = Thelypodium Endl.
        - Stenodraba O.E.Schulz = Weberbauera Gilg & Muschl.
        - Stenonema Hook. = Draba L.
        - Stenopetalum R.Br. ex DC.
        - Stenophragma Celak. = Arabis L.
        - Sterigmostemum M.Bieb.
        - Stevenia Adams ex Fisch.
        - Stigmatella Eig(SUH) = Eigia Sojak
        - Straussiella Hausskn.
        - Streptanthella Rydb.
        - Streptanthus Nutt.
        - Streptoloma Bunge
        - Strigosella Boiss. = Malcolmia R.Br.
        - Stroganowia Kar. & Kir.
        - Stubendorffia Schrenk ex Fisch., C.A.Mey. & Ave-Lall.
        - Subularia L.
        - Succowia Medik.
        - Synstemon Botsch.
        - Synstemonanthus Botsch.(SUS) = Synstemon Botsch.
        - Synthlipsis A.Gray
        - Syrenia Andrz. ex Besser
        - Syrenopsis Jaub. & Spach = Thlaspi L.
        - Taphrospermum C.A.Mey.
        - Tauscheria Fisch. ex DC.
        - Tchihatchewia Boiss. = Neotchihatchewia Rauschert
        - Teesdalia R.Br.
        - Teesdaliopsis (Willk.) Rothm.
        - Tetracme Bunge
        - Tetracmidion Korsh. = Tetracme Bunge
        - Tetrapoma Fisch. & C.A.Mey. = Rorippa Scop.
        - Texiera Jaub. & Spach(SUS) = Glastaria Boiss.
        - Thellungiella O.E.Schulz
        - Thelypodiopsis Rydb.
        - Thelypodium Endl.
        - Thlaspeocarpa C.A.Sm.
        - Thlaspi L.
        - Thlaspiceras F.K.Mey. = Thlaspi L.
        - Thylacodraba (Nabelek) O.E.Schulz = Draba L.
        - Thysanocarpus Hook.
        - Torularia O.E.Schulz(SUH) = Neotorularia Hedge & J.Leonard
        - Trachystoma O.E.Schulz
        - Trichochiton Kom. = Cryptospora Kar. & Kir.
        - Trichotolinum O.E.Schulz
        - Triplopetalum Nyar. = Alyssum L.
        - Trochiscus O.E.Schulz
        - Tropidocarpum Hook.
        - Turrita Wallr. = Arabis L.
        - Turritis L. = Arabis L.
        - Uranodactylus Gilli = Winklera Regel
        - Urbanodoxa Muschl.
        - Vania F.K.Mey. = Thlaspi L.
        - Vella DC.
        - Veselskya Opiz
        - Vesicaria Adans. = Alyssoides Mill.
        - Vogelia Medik.(SUH) = Neslia Desv.
        - Vvedenskyella Botsch.
        - Wakilia Gilli = Phaeonychium O.E.Schulz
        - Warea Nutt.
        - Wasabia Matsum.
        - Weberbauera Gilg & Muschl.
        - Werdermannia O.E.Schulz
        - Winklera Regel
        - Xerodraba Skottsb.
        - Zederbauera H.P.Fuchs
        - Zerdana Boiss.
        - Zilla Forssk.

      - Stixaceae